# 最強王図鑑シリーズ
「最強王図鑑」シリーズ（さいきょうおうずかんシリーズ）は、株式会社Gakkenが発行する空想図鑑のシリーズ。「動物界や恐竜界など各種属の猛者たちをトーナメント方式で戦わせ、最強を決めてしまおう」というコンセプトで作られた。

## 概要
実在の生き物と架空の存在をジャンル別に分け、24体を選抜で出場させ、トーナメント形式で戦いをシミュレーションする。全巻「第1回戦」・「第2回戦」・「準々決勝」・「準決勝・決勝」の4つのチャプターに分かれる。なお、第2回戦は全てシード戦となっている。決勝まで勝ち残った選手のうち、最後に勝利した方がそのジャンルの「最強王」となる。なお、トーナメントとは別に全巻エキシビションが2試合組まれている。決勝で最強王が決まると、優勝者、準優勝者を含めてこれまでの戦いの結果を振り返るトーナメントを終えての総括ページがある。総括の後には、知識を深めるための用語集や、選手についてのデータを記載しているページがある。また、選手の能力をランキングで比較するページや、コラムが入ることもある。登場選手の姿や能力は、シリーズ内で異なる場合がある。

## 試合のルールについて
各ジャンル毎にルールは異なるが、特に断りの無い限り全巻共通のルールを記載している。
- 基本的にトーナメントの組み合わせは、厳正なる抽選にて決定する。
- 「動物最強王図鑑」のみトーナメントに出場する選手はその種の中で一般的な大きさのオス、「絶滅動物最強王図鑑」・「恐竜最強王図鑑」・「水中最強王図鑑」ではその種の中で一般的な大きさの個体としている。
- 「昆虫最強王図鑑」・「神話最強王図鑑」・「ドラゴン最強王図鑑」では独自に選手の大きさを調整した「戦闘体長」を用いている。
- 大人しく戦いを好まない場合でも、最初から戦わずに逃走することは無いものとする。
- 戦いの舞台はどちらか一方のハンデにならないように設定される。
- 戦いは基本的に昼間に行われるが、夜間に行われる場合もある。
- 戦いは時間無制限で行われる。相手に戦闘続行が不可能なほどの傷を負わせるか、力の差を見せつけて逃走させれば勝利となる。
- ベストの状態で力を比べるため、戦いで受けた傷や疲労は、次の戦いまでには完治するものとする。

## 試合について
この図鑑の試合は、選手紹介のページとバトルシーンのページに分けられる。以下詳しく説明する。

### 選手紹介のページ
左ページの左上に、何戦目かを示している。出場選手の名前は、一般的に呼ばれているものを記載している。

#### レーダーチャート
出場選手の能力を10段階で評価している。同じ選手でもそれまでに出てきた「最強王図鑑」シリーズの評価とは異なる場合がある。

#### 大きさの比較
基本は人間と選手の大きさを比較する。「絶滅動物最強王図鑑」・「恐竜最強王図鑑」・「幻獣最強王図鑑」・「異種最強王図鑑」・「異種最強王図鑑　闇の王者決定戦編」は乗用車、「妖怪最強王図鑑」・「神話最強王図鑑」・「ドラゴン最強王図鑑」は信号機、「妖怪最強王図鑑」・「異種最強王図鑑　闇の王者決定戦編」は東京タワーと大きさを比較する選手もいる。「昆虫最強王図鑑」・「水中最強王図鑑」では出場する昆虫の実際の大きさと戦闘時のサイズを同時に比較している。

#### 見開き最下段
初登場の選手は戦闘時の能力や武器、特徴を解説している。2回目以降は前回の戦いでどのように戦って勝利したかを記している。

#### データ
選手の詳しいデータを記載している。

### バトルシーンのページ

#### 対戦ステージ
お互いが不利にならない場所が対戦ステージとなる。「水中最強王図鑑」においては淡水域で暮らす生物も問題なく海水域に適応できるとしている。

#### LOCK ON（ロックオン）!!
戦いにおいて注目すべきポイントをピックアップして解説する。

## シリーズ・出場選手一覧

### 動物最強王図鑑
2015年5月28日に発売。現生動物のうち24体が登場（全てオス）。

#### 出場選手
- ライオン[注 1]
- コモドオオトカゲ
- ホホジロザメ
- イリエワニ
- シロサイ
- チーター
- アカカンガルー
- ヒクイドリ
- ヒョウ
- アナコンダ
- セイウチ
- ホッキョクグマ
- オオカミ
- ガウル
- クズリ
- ヘラジカ
- アラスカヒグマ
- シベリアトラ
- アフリカゾウ
- イノシシ
- マウンテンゴリラ
- キリン[注 2]
- カバ
- キングコブラ

#### エキシビション出場選手
- マッコウクジラ VS シャチ
- イヌワシ VS ワシミミズク

### 絶滅動物最強王図鑑
2016年7月15日に発売。新生代に生息した絶滅動物より24体をエントリー。

#### 出場選手
- パラケラテリウム
- メガラニア
- アンブロケトゥス
- ゴルゴプスカバ
- スミロドン
- ダエオドン
- エンボロテリウム
- アルクトテリウム
- ギガントピテクス
- ドエディクルス
- カリコテリウム
- フォルスラコス
- エラスモテリウム
- オオツノジカ
- アルゲンタヴィス
- インペリアルマンモス
- カリフォルニアライオン
- プロコプトドン
- メガテリウム
- プルスサウルス
- アンドリューサルクス
- デイノテリウム
- ティタノボア
- ディプロトドン

#### エキシビション出場選手
- ハルパゴルニスワシ VS ディアトリマ
- バシロサウルス VS メガロドン

### 恐竜最強王図鑑
2016年12月15日に発売。恐竜や恐竜以外の古生物をエントリー。デイノニクスは体格ハンデで3体のチーム戦。

#### 出場選手
- イグアノドン
- カルカロドントサウルス
- スコミムス
- ディロフォサウルス
- デイノニクス
- ケツァルコアトルス
- パキケファロサウルス
- ペンタケラトプス
- アロサウルス
- トリケラトプス
- ギガノトサウルス
- サウロペルタ
- ユウティラヌス
- アンキロサウルス
- アンペロサウルス
- サルコスクス
- テリジノサウルス
- アルゼンチノサウルス
- ステゴサウルス[注 3]
- ケラトサウルス
- ティラノサウルス
- ブラキオサウルス
- ユタラプトル
- スピノサウルス

#### エキシビション出場選手
- ダンクルオステウス VS リードシクティス
- エラスモサウルス VS モササウルス

### 妖怪最強王図鑑
2017年12月28日に発売。日本に古くから伝わる妖怪たちが参戦。選手紹介のページとバトルシーンのページで、表記が異なるものがある。

#### 出場選手
- 化け猫
- 輪入道
- 鎌鼬
- 鵺
- 両面宿儺
- 夜行さん
- 一反木綿
- 河童
- ハンザキ
- 山姥
- 手長足長
- 濡れ女
- 大蝦蟇
- 狒々
- 覚
- 大天狗
- 雪女
- 八岐大蛇
- 酒吞童子
- 牛鬼
- 大百足
- 龍神
- 九尾の狐
- 土蜘蛛

#### エキシビション出場選手
「妖怪最強王図鑑」のみエキシビション出場選手は3体となっている。そのため、1試合目に勝利した方が次の戦いへと進める方式というトーナメント方式のエキシビションとなった。
- 海坊主VSイクチ
- ？？？VSダイダラボッチ

### 昆虫最強王図鑑
2018年7月26日に発売。昆虫や昆虫以外の節足動物24体を、後述する通りの戦闘体長に換算してエントリー。

#### 出場選手
- ギラファノコギリクワガタ
- フォツリス・ベルシコロル
- オオカレエダカマキリ
- ヒヨケムシ
- リオック
- カマキリモドキ
- サバクトビバッタ
- オオスズメバチ[注 4]
- シオヤアブ
- ミイデラゴミムシ
- ルブロンオオツチグモ
- オオベッコウバチ
- ペルビアンジャイアントオオムカデ
- オオキバヘビトンボ
- オオクモヘリカメムシ
- クロカタゾウムシ
- クロドクシボグモ
- ヘラクレスオオカブト
- オオエンマハンミョウ[注 5]
- オニヤンマ
- コーカサスオオカブト
- デスストーカー
- パラポネラ
- スマトラオオヒラタクワガタ

#### エキシビション出場選手
古生物のメガネウラとアースロプレウラのみ実寸サイズでエントリー。
- オオゲンゴロウ（幼虫）VS ナンベイオオタガメ
- メガネウラ VS アースロプレウラ

### 幻獣（モンスター）最強王図鑑
2018年12月27日に発売。神話や伝承、現代の映画やゲームでよく目にする幻獣たちが参戦。

#### 出場選手
- サラマンダー
- ナーガ
- キマイラ
- ケルベロス
- ロック鳥
- バジリスク
- ユニコーン
- マンティコア
- スライム
- ミノタウロス
- フロストジャイアント
- ムシュフシュ
- トロル
- ケンタウロス
- グリフォン
- サンダーバード
- ドラゴン
- オーガ
- デュラハン
- イフリート
- トウテツ
- ゴーレム
- ヴァンパイア
- サンドワーム

#### エキシビション出場選手
- テュポーン VS ギリメカラ
- シーサーペント VS クラーケン

### 異種最強王図鑑
2019年7月18日に発売。トーナメントは現生動物、絶滅動物、恐竜、昆虫の4種族から各6体ずつ24体を選抜でエントリー。
2022年12月15日には本作のコンピュータゲーム化作品『異種最強王図鑑 バトルコロシアム』が日本コロムビアより発売されている（後述）。

#### 出場選手
- カバ
- スマトラオオヒラタクワガタ
- ホッキョクグマ
- スピノサウルス
- ヘラクレスオオカブト
- スミロドン
- ティラノサウルス
- ミイデラゴミムシ
- アルゼンチノサウルス
- オオスズメバチ
- アンドリューサルクス
- ステゴサウルス
- オオエンマハンミョウ
- キリン
- インペリアルマンモス
- トリケラトプス
- プルスサウルス
- ティタノボア
- ライオン
- パラケラテリウム
- クズリ
- ペルビアンジャイアントオオムカデ
- アンキロサウルス
- アフリカゾウ

#### エキシビション出場選手
- アルゲンタヴィス VS ケツァルコアトルス
- イヌワシ VS オニヤンマ

### 異種最強王図鑑　闇の王者決定戦編
2020年7月9日に発売。妖怪7体、幻獣は選抜8体に龍を加えて9体、さらに悪魔が8体トーナメントに加わった。

#### 出場選手
- ミノタウロス
- 両面宿儺
- ベルゼブブ
- 龍
- インドラジット
- グリフォン
- 八岐大蛇
- イフリート
- フルフル
- マルコシアス
- アムドゥシアス
- 牛鬼
- キマイラ
- サマエル
- マンティコア
- ブエル
- アンズー
- 大天狗
- 大百足
- フロストジャイアント
- 九尾の狐
- ドラゴン
- ナーガ
- 酒吞童子

#### エキシビション出場選手
- 大嶽丸 VS ルシファー
- ザガン VS ヒュドラ

### 水中最強王図鑑
2021年2月26日に発売。現生生物7体、絶滅生物14体、昆虫3体まで水中生物が参戦。なお、水生昆虫は後述の戦闘全長に拡大している。

#### 出場選手
- プリオサウルス
- バシロサウルス
- ゲンゴロウ
- シャチ
- アノマロカリス
- バショウカジキ
- ミナミゾウアザラシ
- ヤゴ[注 6]
- クロノサウルス
- エラスモサウルス
- カバ
- ダイオウイカ
- タガメ
- リードシクティス
- アーケロン
- ダンクルオステウス
- メガロドン
- プルスサウルス
- シファクティヌス
- リヴァイアサン・メルビレイ
- モササウルス
- テムノドントサウルス
- ミズダコ
- シロナガスクジラ

#### エキシビション出場選手
- ダコサウルス VS デンキウナギ
- リオプレウロドン VS マッコウクジラ

### 神話最強王図鑑
2021年7月29日に発売。世界の神々と神々に敵対する悪魔や幻獣が参戦。「幻獣最強王図鑑」のエキシビションに出場したテュポーンや、「異種最強王図鑑 闇の王者決定戦編」に出場したインドラジットやベルゼブブ、ルシファーも出場している。

#### 出場選手
- カーリー
- アポロン
- バロール
- ハヌマーン
- ヴィシュヌ
- フェンリル
- インドラ
- スサノオ
- インドラジット
- アレス
- ポセイドン
- ヨルムンガンド
- ベルゼブブ
- バルドル
- アジ・ダハーカ
- ゼウス
- ルー
- トール
- テュポーン
- ルシファー
- ハデス
- シヴァ
- オーディン
- 多聞天

#### エキシビション出場選手
- マルドゥク VS パズズ
- マヒシャースラ VS ロキ

### ドラゴン最強王図鑑
2022年3月17日に発売。「幻獣最強王図鑑」・「異種最強王図鑑　闇の王者決定戦編」でドラゴンとして登場したファイヤー・ドレイクの他、世界各地のドラゴンがエントリー。
なお、出場選手の姿についてはこれまでの「最強王図鑑」と異なる場合がある。
2024年7月4日には本作のコンピュータゲーム化作品『ドラゴン最強王図鑑 バトルコロシアム』が日本コロムビアより発売されている（後述）。

#### 出場選手
- ワイヴァーン
- ムシュフシュ
- ペルーダ
- イルルヤンカシュ
- ヒュドラー
- ファーヴニル
- ファイヤー・ドレイク
- メスター・ストゥアワーム（英語版）
- ベーオウルフ・ドラゴン
- ヴイーヴル
- ケツァルコアトル
- 応龍[注 7]
- 蜃
- 聖ゲオルギウス・ドラゴン
- リントヴルム
- クエレブレ
- ヴリトラ
- フェルニゲシュ
- レヴィアタン
- アジ・ダハーカ
- レインボー・サーペント
- 九頭龍
- ゴルィニシチェ
- タラスク

#### エキシビション出場選手
- ナーガ VS 清姫
- 共工 VS 青龍

### 英雄最強王図鑑
2022年7月28日に発売。「神話最強王図鑑」のヴィシュヌの化身や「ドラゴン最強王図鑑」のドラゴンを倒した者などの総勢24体の英雄が戦う。

#### 出場選手
- 関羽
- 風魔小太郎
- ジークフリート
- ペルセウス
- テセウス
- 呂布
- ヘラクレス
- 渡辺綱
- ローラン
- アキレウス
- オリオン
- ベーオウルフ
- 林冲
- ランスロット
- クリシュナ
- 武蔵坊弁慶
- アーサー王
- クー・フーリン
- ギルガメシュ
- ジークムント
- イリヤー・ムーロメツ
- 安倍晴明
- 猿飛佐助
- 孫悟空

#### エキシビション出場選手
- フィン・マックール VS ガウェイン
- ソロモン王 VS マーリン

### 空中最強王図鑑
2022年12月22日に発売された『最強王キャラ図鑑』に封入されており、計8種の飛行生物が戦うシステムとなっている。

#### 出場選手
- ケツァルコアトルス
- アルゲンタヴィス
- プテラノドン
- オオスズメバチ
- フィリピンオオコウモリ
- オウギワシ
- ミミヒダハゲワシ
- オニヤンマ

### 恐竜タッグ最強王図鑑
2023年7月20日に発売。「恐竜たちがタッグを組む」という超絶な設定で戦いを繰り広げる図鑑。なお、登場する恐竜のうちいくつかは『異種最強王図鑑』とはデザインが変更されている。

#### 出場選手
- ティラノサウルス＆デイノニクス
- サウロファガナクス＆イノストランケビア
- シャントゥンゴサウルス＆トリケラトプス
- テリジノサウルス＆メガラプトル
- アロサウルス＆ステゴサウルス
- バリオニクス＆スティラコサウルス
- ケツァルコアトルス＆ヴェロキラプトル
- ユウティラヌス＆サウロペルタ
- イグアノドン＆サルコスクス
- アルゼンチノサウルス＆カルノタウルス
- ギガノトサウルス＆アンペロサウルス
- ブラキオサウルス＆アンキロサウルス
- ギガントラプトル＆ユタラプトル
- プテラノドン＆スピノサウルス
- ケラトサウルス＆サイカニア
- カルカロドントサウルス＆パキケファロサウルス

#### エキシビション出場選手
- トロオドン＆モノニクス VS スクテロサウルス＆ミクロラプトル
- モササウルス＆エラスモサウルス VS テムノドントサウルス＆シファクティヌス

### 異種最強王図鑑　天界頂上決戦編
2024年3月22日に発売。これまで参戦した英雄やドラゴン、神のほかに、世界創生などに関わる原初の神4体が追加参戦した。

#### 出場選手
- ヘラクレス
- トール
- 孫悟空
- ヒュドラー
- ルー
- ペルセウス
- レヴィアタン
- ポセイドン
- 安倍晴明
- ファイヤー・ドレイク
- ジークフリート
- フェルニゲシュ
- ヴリトラ
- ギルガメシュ
- シヴァ
- アジ・ダハーカ
- ユミル
- ゼウス
- 応龍
- クロノス
- ティアマト
- インドラ
- オーディン
- タルタロス

#### エキシビション出場選手
「異種最強王図鑑　天界頂上決戦編」から、エキシビション出場選手は6体、計3試合となっている。
- ベーオウルフ VS クエレブレ
- アレス VS 九頭竜
- ハヌマーン VS クー・フーリン

### UMA最強王図鑑
元々はプレゼントキャンペーン限定版であり非売品であったが、2024年7月30日に発売された『動物最強王図鑑PFP(パウンド・フォー・パウンド) 特別版』にて付録として導入された。計8体のUMAが登場。

#### 出場選手
- ビッグフット
- チュパカブラ
- ジェヴォーダンの獣
- エメラ・ントゥンカ
- ジーナフォイロ
- モンゴリアンデスワーム
- 46-B
- ミゴー

### 動物最強王図鑑PFP(パウンド・フォー・パウンド)
2024年7月30日に発売。体重差のハンデをなくした動物たちが戦うというコンセプト。なお、本作のみキリンとオオカミに関しては学術的名称に変更されている。

#### 出場選手
- マントヒヒ
- アメリカンピットブルテリア
- ジャガー
- ワニガメ
- ライオン
- ドブネズミ
- キングコブラ
- アフリカタテガミヤマアラシ
- ビッグホーン
- ハイイロオオカミ
- アミメキリン
- マウンテンゴリラ
- カバ
- イリエワニ
- シベリアトラ
- オオヒキガエル
- ホッキョクグマ
- オオカワウソ
- アフリカゾウ
- ラーテル
- オウギワシ
- コモドオオトカゲ
- ヒクイドリ
- シロサイ

#### エキシビション出場選手
- ラーテル VS クズリ
- ブチハイエナ VS ジャイアントパンダ
- エボシカメレオン VS ナミチスイコウモリ

### 幻獣＆妖怪タッグ最強王図鑑
2024年12月19日に発売。「幻獣同士と妖怪同士がタッグを組む」というコンセプトで戦う図鑑。

#### 出場選手
- 山ン本五郎左衛門＆狒々
- ミノタウロス＆ケンタウロス
- 両面宿儺＆大百足
- ゴーレム＆ヴァンパイア
- 酒吞童子＆大嶽丸
- キマイラ＆ケルベロス
- 九尾の狐＆鬼女紅葉
- ロック鳥＆ナーガ
- だいだらぼっち＆海坊主
- フロストジャイアント＆イフリート
- 大天狗＆土蜘蛛
- リッチ＆スライム
- 八岐大蛇＆雪女
- アルゴス＆スキュラ
- 龍神＆手長足長
- グリフォン＆バジリスク

#### エキシビション出場選手
- 百目鬼＆ウェンディゴ VS 鬼熊＆メドゥーサ
- 温羅＆タロス VS 隠神刑部狸＆ワーウルフ
- ぬりかべ＆フンババ VS オハチスエ＆刑天

### ミュータント最強王図鑑エピソード0
2体の生物が合体して生まれたミュータントが闘う図鑑。
出場選手
- スピンゲイル（チーター×アルマジロ）
- メガロス（アフリカゾウ×アンキロサウルス）
- ギガースゴリラ（マウンテンゴリラ×ダンクルオステウス）
- ヴァシリアス（シベリアトラ×オウギワシ）
- サヴェッジ（イリエワニ×ヤシガニ）
- アルクタウロス（ホッキョクグマ×スイギュウ）
- ダイナランサー（シロサイ×ヘラクレスオオカブト）
- ドレッドネメア（ライオン×アフリカタテガミヤマアラシ）

### 水中最強王図鑑PFP（パウンド・フォー・パウンド）
2025年7月24日に発売。体重差のハンデをなくした水中生物が闘う図鑑。
出場選手
- クロノサウルス
- メガロドン
- デンキウナギ
- シャチ
- ヒョウアザラシ
- アメリカザリガニ
- ウツボ
- ピラニア
- プルスサウルス
- オオカワウソ
- ダンクルオステウス
- タガメ
- アリゲーターガー
- バショウカジキ
- シファクティヌス
- エラスモサウルス
- モンハナシャコ
- マッコウクジラ
- モササウルス
- アンモナイト
- プリオサウルス
- リヴァイアサン・メルビレイ
- テムノドントサウルス
- ミズダコ

#### エキシビション出場選手
- デンキウナギ VS ヒョウモンダコ
- スピノサウルス VS モササウルス
- アーケロン VS キロネックス

## 戦闘体長について

### 「昆虫最強王図鑑」・「水中最強王図鑑」の戦闘体長
昆虫が人間の重さとなる60kgを目安として拡大。「体積と体重は比例する」という仮定を設け、1gあたりの体積を割り出して、人間の体重をかけて戦闘体長を割り出している。
「水中最強王図鑑」3種類の昆虫とも全て3mで統一している。

### 「神話最強王図鑑」・「ドラゴン最強王図鑑」の戦闘体長
参加選手の中には桁外れの巨体を誇るものが多く、正確な大きさが想像しにくい選手がいる。そのため、戦闘体長、若しくは戦闘身長に大きさを整えて試合を行っている。

### 「動物最強王図鑑PFP」の戦闘体長
参加者の中には体格差が異なる動物が多く、前回の参加者は公平を求めており、今回は体重を1000kgにして試合を行っている。その計測方法として、体重は高さ×長さ×幅で決まるという計算方法の元、動物の実際の体重から逆算し設定を行っている。

## 関連商品

### カードゲーム
「最強王図鑑 最強王バトルカードゲーム」は、バンダイより発売されているカードゲームシリーズ。
各カードには原作の図鑑の生物が描かれており、左には攻撃力・防御力・持久力・速さ・頭脳・凶暴性の6つの能力値（最大値は10）が、下には特別な状況下で能力値の変化などを行う「バトル効果」が記されている。能力値のうちの1つは赤色になっており、勝負の判定に利用される。また、カードの左上にはクラブ・スペード・ダイヤ・ハートのシンボルと数字も記されており、トランプゲームにも使用できるようになっている。
遊び方の種類
- 最強マスターバトル - 1対1で手札を出し合って対戦するゲーム。ある程度任意にカードを選びデッキを組んで行う上級ルールもある。
- トーナメントバトル - トーナメント方式の図のようにカードを並べてカード同士の対戦を行うゲーム。
- 最強ハンターバトル - 山札から1枚めくったカードに対してカードを出し合い、能力値が一番高い人が山札のカードを得られるというゲーム。
- メモリーバトル - 伏せた状態のカードの中から2枚をめくり、種族が同じであれば手に入るという神経衰弱のようなゲーム。
- 最強エリアバトル - シリーズ第3弾「最強王図鑑 最強王バトルカードゲームDX」向けのゲーム。カードを10の種族に分け、各種族の生物を倒してカードを得るという趣向。

シリーズ一覧
- 第1弾「最強王図鑑 最強王バトルカードゲーム」（2020年9月19日発売） - 恐竜・動物・昆虫・幻獣から選出。バトルカード52枚、スペシャルカード2枚。
- 第2弾「最強王図鑑 最強王バトルカードゲーム〜混沌の王座〜」（2022年4月9日発売） - 絶滅動物・悪魔・妖怪・水中生物・神から選出。バトルカード56枚、スペシャルカード2枚（ドラゴン）。
- 第3弾「最強王図鑑 最強王バトルカードゲームDX」（2022年11月12日発売） - 動物・絶滅動物・恐竜・妖怪・昆虫・幻獣・水中・神話・ドラゴン・英雄から選出。バトルカード130枚、スペシャルカード4枚。

### コンピュータゲーム
『異種最強王図鑑 バトルコロシアム』は、日本コロムビアより2022年12月15日に発売されたNintendo Switch用育成シミュレーションゲーム。
「異種最強王図鑑」のゲーム化作品で、原作通り、現生動物、恐竜、昆虫、絶滅動物のカテゴリからそれぞれ6体ずつ、合計24体が登場する。プレイヤーは最先端のAR技術でバーチャル生物を再現する未来の研究施設「最強王研究所」の研究員となり、育成した生物をバトルトーナメントに出場させて優勝を目指すことになる。
ゲーム内では4週間を1か月とする時間の流れがあり、4月に生物を入手して5月以降に生物の育成と各種大会への参加を実施、2年が経過するとその生物は卒業となる。卒業後の生物の能力は「生物メダル」として残り、新たな生物を迎える際に元の生物から能力値の約10分の1とアビリティの1つを継承できる。
『ドラゴン最強王図鑑 バトルコロシアム』は、日本コロムビアより2024年7月4日発売されたNintendo Switch用育成シミュレーションゲーム。
「ドラゴン最強王図鑑」のゲーム化作品で、原作通り、ドラゴンと変異種のドラゴンのカテゴリからそれぞれ24体ずつ、合計48体が登場する。プレイヤーは最先端のAR技術でバーチャル生物を再現する未来の研究施設「最強王研究所」の研究員となり、育成したドラゴンをバトルトーナメントに出場させて優勝を目指すことになる。
前作『異種最強王図鑑 バトルコロシアム』と同様に4週間を1か月とする時間の流れがあり、4月に生物を入手して5月以降にドラゴンの育成と各種大会への参加を実施、2年が経過するとそのドラゴンは卒業となる。卒業後のドラゴンの能力は「魔石」として残り、新たなドラゴンを迎える際に元の生物から能力値の約10分の1とアビリティの1つを継承できる。
また、いずれもオリジナルキャラクターでありナビゲーターとしてAIの「フーロ」が登場する。

## 漫画版
2023年より図鑑版の内容を踏襲した学習漫画版が発売されている。

### 動物最強王図鑑 ザ・ストーリー
2023年8月10日に第1巻が、同年11月30日に第2巻が、2024年5月30日に第3巻が、同年11月28日に第4巻が、2025年6月2日に最終巻である第5巻が発売された。全50話。監修は国際[最強王図鑑]協会、ストーリーは吉田順、漫画は漫田画。
表紙はなんばきびが担当し、第1巻にはライオンとヒクイドリ、第2巻ではアフリカゾウとシロサイ、第3巻ではラーテルとシベリアトラ、第4巻ではホッキョクグマとアナコンダ、最終巻である第5巻ではライオンとアフリカゾウとホッキョクグマが描かれている。

#### ストーリー
20XX年、人類は核兵器により絶滅してしまい、王がいない状況となった。新たな王を決めるべく、動物最強王トーナメントが開催されることとなる。

#### 登場キャラクター

##### 主要キャラクター
レオン
本作の主人公。体長285cm、体重250kgのライオンのオス。二つ名は「百獣の王」。生まれながらにして親を亡くし、里親の元厳しい英才教育を受け、鋼のメンタルを手に入れたが、同時にかなり慈悲深い性格である。初登場は第4話。1回戦第2試合でレディと、2回戦第1試合でウカージと、準決勝第1試合でアレキサンダーと、決勝戦でゼウスと戦った末、新たな「最強王」となり、天変地異の危機が迫った際には動物たちに南に逃げるよう命じた。その後ゼウスに涙を流し礼を言ったのち、生死は直接的には描かれないものの、5万年後に彼の直系の子孫と思わしきオスライオンがエピローグにて登場する。

##### 本戦出場者
アイルトン
初登場は第1話。体長190cm、体重80kgのチーターのオス。二つ名は「音速の貴公子」。頬には傷跡があり、ライオンに深い恨みを抱いている。1回戦第1試合でウカージと戦い、激戦の末にギブアップで敗北し、試合後は受けた傷を回復し試合を観戦した。
ウカージ
初登場は第1話。体長185cm、体重85kgのオオカミのオス。二つ名は「伝説のリーダー」で、仲間から深い信頼を得ている。死んでも群れを守る姿勢などが特徴。外見はアルビノかホッキョクオオカミと思わしき白い体毛を持つ。1回戦第1試合でアイルトンと戦い勝利し、2回戦第1試合でレオンとの死闘の末に死亡する。
レディ・サウルス
初登場は第4話。体重200cm、体重95kgのヒクイドリのメス。二つ名は「恐竜の血を継ぐ者」。子供と旦那を持つ既婚者。恐竜の血を受け継ぐとだけあり「恐竜時代を復活させる」などと話している。なお、他の鳥類の言葉も分かるらしい。1回戦第2試合でレオンと戦い、激戦の末に首を折られてしまい、レオンに自分を殺すように命じるが、本人の意思によりギブアップで済み、家族に抱えられて医務室に向かい、その後は第5巻で再登場し台詞は無かったが家族と共に試合を観戦した。
ナーガ
体長560cm、体重12kgのオスのキングコブラ。首をちぎられてもしばらく生きるなど驚異の生命力を見せる。1回戦第3試合でリトルと戦い、死闘の末に死亡する。
リトル
体長80cm、体重15kgのオスのラーテル。二つ名は「小さな喧嘩番長」。ミッツという名前のノドグロミツオシエを引き連れており、親友として慕っている。会場に遅刻しそうになったミツユビナマケモノを背中に乗せ運び客席から乱入すると言った一面もある。1回戦第3試合でナーガと戦い勝利し、2回戦第2試合でアレキサンダーと戦う際にミッツに説得され、涙を流しながら再戦を誓うかのように礼を言う。後にアレキサンダーとの戦いの末にギブアップで敗北し、その後は決勝戦でダイスたちのところへ割り込むなど相変わらずの破天荒さを見せた。
ヒポポ
体長420cm、体重4000kgのオスのカバ。一人称は「オイラ」。自身曰く100万戦無敗だと言い、1回戦第4試合でアレキサンダーとの戦いの最中に自身を庇ったパー子というメスのカバにプロポーズし恋を成就させ、自らギブアップを宣言して敗北し、その後は第5巻で再登場し台詞は無かったがパー子とのラブラブぶりを見せながら試合を観戦した。
アレキサンダー
体長300cm、体重320kgのオスのシベリアトラ。二つ名は「孤高のバトルマシーン」。対戦相手であるヒポポにマーキングを仕掛けるなど、勝つためなら手段を問わない。自身の目的は殺しではないとのこと。1回戦第4試合でヒポポに、2回戦第2試合でリトルに勝利したが、準決勝第1試合でレオンとの死闘の末にギブアップで敗北し、その後は試合を観戦した。
パットン
初登場は第12話。体長420cm、体重3200kgのオスのシロサイ。二つ名は「ブレーキの壊れた重戦車」。関西弁を話し、ダジャレを言うのが趣味。1回戦第5試合でゼウスと戦ったが、ゼウスの攻撃で壁にぶつかった影響で角が折れ全く何もできずにギブアップで敗北し、自信を無くしていたところをメガネザルに励まされ、ミッツ捜索に協力するなど頼れる一面もあるが、やはりゼウスにはトラウマを抱いていた。その後は第5巻で台詞は無かったが試合を観戦し、ヒポポとパー子のラブラブぶりを見て引いたり、ゼウスの折れた牙を見て自身と同じ目に遭ってしまったと思いショックを受けて驚きを隠せなかった。
ゼウス
体長8メートル、体重10000kgのオスのアフリカゾウ。二つ名は「難攻不落の巨大要塞」。耳には傷を負っている。レオンを見た際に「おっきくなったなぁ…」などと話していた。レジスタントの暗殺事件なども全て知っており、1回戦第5試合でパットンに、2回戦第3試合でブルジュに、準決勝第2試合でピョートルに勝利し、決勝戦でレオンと敢闘した末にギブアップを選び、天変地異が迫ったことを予言し、自身はレオンに感謝を告げられたことに応えるかのように、無言で安らかな笑みを浮かべながら息を引き取った。
カーロス
体長195cm、体重150kgのオスのブラックジャガー。二つ名は「殺しのアーティスト」。奴隷としてフサオマキザルを引き連れ、自身を神だと名乗る。1回戦第6試合でブルジュとの死闘の末に彼に偽りの神を壊されたが、「これからは自分らしく生きろ」と諭されてそれに合意する形でギブアップで敗北し、その後は試合を観戦した。
ブルジュ・サバンナ
身長8メートル、体重2000kgのオスのキリン。二つ名は「究極の上から目線」。背が高すぎるため、観客席から入場する。威厳のある風格だが、小動物らがブルジュに話しかけた際には立ったまま一瞬寝てしまうなど、ちょっぴり天然寄りの一面も見せる。1回戦第6試合でカーロスに勝利するが、2回戦第3試合でゼウスとの死闘の末に死亡する。
ピョートル
体長250cm、体重1100kgのオスのホッキョクグマ。二つ名は「北極圏のラストエンペラー」。死に場所を探しているかのような目をしている。1回戦第7試合でブルータスに、2回戦第4試合でオロチに勝利したが、準決勝第2試合でゼウスとの死闘の末に死亡する。
ブルータス
体長720cm、体重2200kgのオスのイリエワニ。食欲旺盛な性格である。1回戦第7試合でピョートルと戦い死亡する。
コング
身長195cm、体重250kgのオスのマウンテンゴリラ。動物園出身であり、パラソルを使って戦う。1回戦第8試合でロッキーと戦い、激闘の末に両者相討ちにより死亡する。
ロッキー
体長380cm、体重1600kgのオスのアメリカバイソン。母親遺伝の青い目が特徴。1回戦第8試合でコングと戦い、激闘の末に両者相討ちにより死亡する。
オロチ
「リザーバーマッチ出場者」の項を参照のこと。

##### リザーバーマッチ出場者
1回戦第8試合でのコングとロッキーが相討ちにより死亡したことにより2回戦の出場者に不足が出たため、バトルロワイヤルで急遽リザーバーを決めることになる。ギブアップか死亡のいずれかで決着がつく本戦と異なり、ステージの上で戦い、力尽きるか、落下して堀の池にいるシュモクザメに食い荒らされれば脱落となる。
ベンゾウ
体長300cm、体重700kgのオスのアラスカヒグマ。ヤン・ブロディを倒したが、潜んでいたオロチに絞め殺された。
ラッシュ
体長380cm、体重600kgのオスのイノシシ。
ディッキー
体長134cm、体重60kgのオスのカピバラ。
エルク
身長310cm、体重820kgのオスのヘラジカ。なお他のキャラと違い、脱落シーンははっきりと描写されなかった。
ワシントン
体長200cm、体重110kgのオスのイヌ。
ソトマヨル
体長200cm、体重110kgのオスのピューマ。バトルロワイヤル開始直前までは観客席でウンピョウ、サーバルなど他のネコ科動物と試合を観戦していた。
サウザー
体長7メートル、体重5トンのオスのミナミゾウアザラシ。
ミスター・キック
体長160cm、体重90kgのオスのアカカンガルー。
ヤン・ブロディ
身長190cm、体重130kgのオスのホモ・サピエンスにして、地球上で最後の生き残りとなった。年齢は30代。二つ名は「最後のホモ・サピエンス」。無敵のボクサーにしてノーベル医学生理学賞を受賞しており、10年間緊急シェルターに籠っていたという。開始早々にワシントンとミスター・キックを脱落させるなどといった実力を見せる。しかしその最中、自身もアラスカヒグマであるベンゾウの言葉を理解し、コミュニケーションを取り、自身も落下し、サメの餌食になる寸前でしがみついて耐えたが、ベンゾウの自慢の前足で思い切り叩きつけられ、自身も死を受け入れるかの表情をした後、死亡した。
オロチ
体長12メートル、体重300kgのメスのアナコンダ。二つ名は「地上最長の怪物」。ブロディが脱落する直前までステージの側面で息を潜めており、ベンゾウに奇襲を仕掛け絞め殺しリザーバーとして2回戦進出を果たしたが、第4試合でピョートルとの死闘の末に死亡する。

##### 主催者
ダイス・マイケル・オランウータン
オスのオランウータン。
クズリ老師
オスのクズリ。解説を担当。
チンパンジー
性別は不明。実況を担当。
ハゲワシ
性別は不明。レフェリーを担当。
イワトビペンギン
性別は不明。水中の撮影を担当。

##### その他
レジスタント
オスのライオンで、レオンの父親。動物たちにとってはまさに生ける伝説であった。人類への徹底抗戦を貫いていて、複数のオスを従えていたが、ズールおよびその参謀であったブラックマンバにより暗殺された。
ズール
オスのライオンで、レオンの里親。レジスタントの方針に違和感を抱いていたが、彼を殺してから群れは内乱を引き起こし、如何に自身がレジスタントに忠誠を誓っていたかを再認識させられた。その後彼の息子であるレオンにレジスタントの面影を覚え厳しく育てたが、ゼウスと話をしている最中にブラックマンバがレオンを殺そうと目論み、それを守るかのように自身がブラックマンバに咬まれてしまい、レオンに看取られながら父の夢を受け継いでほしいと言い残し息を引き取る。

### 昆虫最強王図鑑 ザ・ストーリー
2023年8月10日に第1巻が、2024年1月25日に第2巻が、同年6月27日に第3巻が、2025年2月20日に第4巻が発売された。監修は国際[最強王図鑑]協会、ストーリーは藤川努、漫画は丸谷朋弘。
表紙は『動物最強王図鑑 ザ・ストーリー』と同様になんばきびが担当し、第1巻にはヘラクレスオオカブトとヒヨケムシ、第2巻ではギラファノコギリクワガタとデスストーカー、第3巻ではスマトラオオヒラタクワガタとオオカレエダカマキリ、第4巻ではパラポネラとオオエンマハンミョウが描かれている。

#### 登場キャラクター
グラン星人という人間に酷似した宇宙人が登場する。グラン星人は他の生物とシンクロしないと長期間の生存が出来ず、彼らの故郷である惑星グランは以前に隕石の衝突による大災害により崩壊しており、ほとんどが地球に移住している。また、グラン星の政治は大会の優勝者がなれる「最強王」による最強王絶対君主制となっている。
グラン星人は大会では昆虫とシンクロして戦うが、戦闘中に昆虫が受けたダメージは選手も同じように受けるという設定もある。
また、選手ごとに回想が描かれているのも特徴で、2回戦はこれに加えて昆虫の生態も描かれる。
レスタ
二つ名は「諦め騎士(あきらめナイト)」で、本作の主人公である金髪の少年。一人称は「僕」。祖父の夢である「グラン星の自分の農場の土地一面をグラの実で埋め尽くす」という夢を、最強王になって叶えるために大会に参加した。相棒はヘラクレスオオカブトの「クレス」。1回戦第1試合でガフィに、2回戦第1試合でメロンに勝利した。
ファーブ
レスタの親友で、水色の髪の少年。一人称は「俺」。二つ名は「蒼天トップバトラー」。相棒はギラファノコギリクワガタの「ギラ」。1回戦第4試合でサデスに勝利し、2回戦第2試合でレアナと戦うが、激闘の末に戦闘不能により敗北した。
名前の由来は昆虫学者であるジャン・アンリ・ファーブルから。
ラッツ
レスタの親友で、黄髪の毛の少年。一人称は「僕」。二つ名は「太陽スマイル」。相棒はミイデラゴミムシの「デラ」。1回戦第3試合で父の仇であるゾックと戦い、同士討ちで死亡した。
ガフィ
青髪の鋭い目つきをした陰気な少年。顔の傷が原因で差別を受けた過去を持ち、同じ境遇の子供と出会ったことにより見た目だけで差別されるということをさらに疑問に思うようになった。一人称は「俺」。二つ名は「幻影スナイパー」。相棒はヒヨケムシの「ケム」。1回戦第1試合でレスタと戦い、序盤は優勢だったが、終盤で上空から叩きつけられ敗北したが、試合後は多くの観客から称賛され涙を流す。そして、「子供たちが笑顔でいられる星を作る」という自身の夢をレスタに託した。
メイク
緑の髪をした中性的な人物。一人称は「私」で、女性的な言葉で話す。二つ名は「魅惑のオールラウンダー」。相棒はオオキバヘビトンボの「バギー」。1回戦第2試合でメロンと戦うが、激闘の末に戦闘不能により敗北した。
メロン
黄緑色の髪をした少年。父と母と複数の兄と姉の家族の末っ子。一人称は「僕」。二つ名は「スピードスター」。相棒はシオヤアブの「アブル」。1回戦第2試合でメイクに勝利し、2回戦第1試合でレスタと戦うが、激闘の末に戦闘不能により敗北した。
ゾック
覆面姿のマントを背負った屈強な赤髪の男性。かつては禁断の薬である青い薬（ブルードラッグ）を研究していた研究者で、眼鏡をかけ、やせ細った体をしていた。一人称は「私」→「俺」（変貌後）。二つ名は「覆面ファイター」。相棒はペルビアンジャイアントオオムカデの「ビアン」。1回戦第3試合でラッツと戦い、同士討ちで死亡したが、後に青い薬（ブルードラッグ）の効果で人々に一体化（シンクロ）することで生存していることが判明する。
サデス
黄色の髪に覆われた男性。一人称は「俺」。二つ名は「黄砂（こうさ）の化身」。相棒はデスストーカーの「オブト」。1回戦第4試合でファーブと戦うが、激闘の末に戦闘不能により敗北した。
ホイップ
金髪の甘党の少女。ケーキ屋を経営しているパティシエの父を持ち、自身が最強王になったらスイーツいっぱいのスイーツ王国を作る夢を持つ。一人称は「わたし」または「あたし」。二つ名は「スイーツバトラー」。相棒はパラポネラの「ポネラ」。1回戦第5試合でパインに勝利するが、2回戦第3試合でデルマとの激闘の末に戦闘不能により敗北した。
パイン
紫色の髪に褐色の肌を持つ男性。一人称は「俺」。二つ名は「猛毒スナイパー」。相棒はクロドクシボグモの「ドグロ」。1回戦第5試合でホイップと戦うが、激闘の末に自らギブアップを宣言して敗北し、試合後は受けた傷を回復し試合を観戦した。
カカ
先代最強王であるダダ王の息子であり、赤髪の男性。一人称は「俺」。二つ名は「闘魂賢王」。相棒はコーカサスオオカブトの「カサス」。1回戦第6試合でデルマと戦うが、激闘の末に戦闘不能により敗北した。
デルマ
緑の髪をした鋭い目つきの暗殺者の一族の少年。一人称は「俺」。二つ名は「漆黒の覇者」。相棒はオオエンマハンミョウの「エンマ」。1回戦第6試合でカカに、2回戦第3試合でホイップに勝利した。
クラーク
カカの弟にあたる赤髪の男性。一人称は「俺」または「私」。二つ名は「錬金戦士」。相棒はスマトラオオヒラタクワガタの「スマート」。1回戦第7試合でダマニに、2回戦第4試合でネーブルに勝利した。
ダマニ
初登場は第21話。白髪をしたやせこけた男性で、病気になった母親を大切にしている見た目によらず優しい性格の持ち主。一人称は「俺」で、語尾に「だに」と付ける。二つ名は「変幻貌（かお）師」。相棒はオオカレエダカマキリの「カマキ」。1回戦第7試合でクラークと戦うが、戦闘不能により敗北し、試合後は受けた傷を回復し試合を観戦した。
コック
褐色の肌を持つスキンヘッドの男性。一人称は「俺」。シェフという息子を持つ。二つ名は「鋼の守護神」。相棒はクロカタゾウムシの「カタゾー」。1回戦第8試合でネーブルと戦うが、激闘の末に彼女の説得を受けてギブアップを宣言して敗北し、試合後は受けた傷を回復し試合を観戦した。
ネーブル
桃色の髪をした少女で、目元まで前髪に覆われているため普段は目元が見えない。かつて親に捨てられ、施設に拾われた過去を持つ。一人称は「私」。二つ名は「サイコバトラー」。相棒はオオスズメバチの「バーズ」。1回戦第8試合でコックに勝利するが、2回戦第4試合でクラークとの激闘の末に彼の説得を受けてギブアップを宣言して敗北した。
ジャック
1回戦第3試合のリザーバーマッチ出場者。緑色の髪に褐色の肌を持つ少年で、内気な性格。一人称は「僕」。二つ名は「フリーファイター」。相棒はリオックの「リオー」。リザーバーマッチでレアナと戦うが、激闘の末に戦闘不能により敗北し、その後は強くなり何度でも挑戦することを誓った。
レアナ
第20話のラストで後ろ姿のみで初登場し、続く第21話にて本格的に登場。1回戦第3試合のリザーバーマッチ出場者。ゾックの娘である赤髪の女性。医師でもあり、偵察用ヤンマを使用して青い薬（ブルードラッグ）の素となる青い雫（ブルードロップ）を集めている。一人称は「私」。二つ名は「スカイマスター」。相棒はオニヤンマの「デーモン」。リザーバーマッチでジャックに、2回戦第2試合でファーブに勝利した。
テンコ
桃色の髪に三つ編みの髪を持ち、メガネをかけているテントウムシの擬人化である少女。今大会の実況者。
ムー博士
スキンヘッドに立派な髭を持つテイオウゼミの擬人化である博士の男性。今大会の解説者。一人称は「ワシ」。

## テレビアニメ
2023年6月12日の国際最強王図鑑の日に2024年1月期でのテレビアニメ化が発表され、2024年1月6日から2025年3月29日まで『最強王図鑑　The Ultimate Battles（ジ・アルティメット・バトルズ）』のタイトルでテレビ東京ほかにて「イニミニマニモ」枠の最後に放送された。全50話。キャッチコピーは「最強の中の最強はーー誰だ！？」。
本編は2024年12月14日放送の第50話で終了した後、新シーズン制作が発表され、同年12月21日から2025年3月29日(2024年12月28日は放送休止)の放送回にて『最強王図鑑　The Ultimate Battles（ジ・アルティメット・バトルズ）　ベストセレクション』としてスペシャルマッチ、レギュラーマッチ、エキシビションマッチより過去のエピソードがランダムでプレイバックされた。
また、2024年4月6日から2025年3月29日まで『朝日小学生新聞』でアニメのシーンを使用した4コマ漫画が掲載された。全52回。基本的には第1期で登場した最強生物の能力の解説（アニメで紹介しきれなかった部分も補足している）や番外編としてMr.モーストの日常（第8回、第11回、第17回、第24回、第40回の全5回）や休日（第20回のみ）を描いているが、時期の関係かエキシビションマッチで登場したモササウルスとメガロドンは登場していない。
2025年4月6日から『最強王図鑑　The Ultimate Tournament（ジ・アルティメット・トーナメント）』のタイトルで第2期が放送開始となった。続編となる本作は新たな生物が参戦するのみならず、一部回を除き試合の最中にバトルフィールドが変化したり、第1期第3話、第7話と同様に必殺技が2回登場するといった詳細なディテールアップがなされているほか、エキシビションステージとしてドラゴンや水棲生物の戦いも描かれる。新解説キャラとして最強AI博士のTT（テテ）が追加された。また、用語や各回で戦った生物の解説が行われるミニコーナー「最強Oh（オー）！ニュース」の追加により放送時間も15分（CMも含む場合。配信版では11分）に拡大されている他、オープニングテーマの時間が90秒になり、エンディングテーマが追加され、単独番組になり放送時間は日曜日の朝7時15分に変更された。キャッチコピーは「地球45億年の頂点（てっぺん）は誰だ！！」。
ネットでは見逃し配信も行っているが、YouTubeのみ一話遅れの配信となる。また、Youtube shortsでは本編の切り抜きや第2期で登場した生物に関するはみだし情報などに関する動画も投稿している。
どちらのシリーズも『最強王図鑑』シリーズの内、『異種最強王図鑑』を原作にしている。
2025年7月22日には初のガイドブックである学研ムック『最強王図鑑　The Ultimate Tournament　究極マガジンVol.1』が発売され、とじこみ付録で設定資料集もあり、藤沢真行の描き下ろし漫画として『最強王図鑑　The Ultimate Tournament　ゆるふわ最強島』や佐藤慎司が描き下ろした小説としてライオンとティタノボアの対決が描かれている。

### 登場キャラクター
Mr（ミスター）.モースト
声 - 川原慶久
メインキャラクター。犬のようなマスクを被った本作の実況担当者かつレフェリー（ジャッジマン）である男性。マスクの下の素顔は未だに明らかになっておらず本人は見せることを拒んでいるが、TT曰く「中々イケメン」とのことらしい。また、マスクには予備があり、色違いのマスクもある。一人称は「私（ワタシ）」または「モースト」。体重は60kg。
「モースト（MOOST）」所有の「モーストモーターズ（Moosters Motors）」社という自動車会社を所有していて自身の愛車も「モーストモーターズ」社に特注でカスタムさせた車であり車種は小型のスポーツカーで二人乗り。よく「Lock on」コーナーでその愛車を乗り回しているが、ことあるごとに最強生物に破壊され、スクラップにされることも多いが、第1期第47話の「Lock on」コーナーでメガロドンの歯が折れても生え変わるという習性を紹介した際に何度破壊されても蘇るという裏設定が明かされ、恐らく破壊されても何かしら修理が行われるだけで復活しているというタフさを持つことが明らかになった。
第2期では第1期で行われた最強王トーナメントにより先代の自身の愛車が破損したが、特注エンジンだけは破損を免れており、愛車を「モーストモーターズ」社に特注して買い替えて車種は4wdで全天候型に改良されカスタムした。解説は主にTTが担っているが、第1期の役割はほぼそのままで、「Lock on」コーナーで愛車を破壊されるのも相変わらずであり、第2期第1話でティラノサウルスに噛みつきで愛車を破壊された時には「これ以上ローンを増やすわけには…」と言っていたことからローンで買ったらしく、すぐに復活していたのもまかり通るわけであり、ローンが増え続けていることが判明した。
運動神経は非常にいいらしく、画面外まで飛んでからの着地もできるが、走るのは苦手であり、かなり息が上がってしまう。
足は筋肉でカチコチだという。
また、第1期の総集編を除く第49話までは生物の入場シーンで吹き飛ばされたり、逃走したりと悲惨な目に遭っているのも特徴であり、ティラノサウルス、トリケラトプス、スピノサウルス、アフリカゾウ、カバ、パラケラテリウム、アンキロサウルス、シロサイといった大型の生物が降ってきた後に着地する入場シーンでは吹き飛ばされている。ケツァルコアトルスは空を滑空した際に発生した突風で吹き飛ばされたり、ライオン、ホッキョクグマ、シベリアトラ、スミロドン、アンドリューサルクス、ペルビアンジャイアントオオムカデ、ルブロンオオツチグモといった小型の生物が降ってきた後に着地する登場シーンやヘラクレスオオカブト、オオスズメバチといった昆虫が飛んでくる入場シーンやパラポネラの走りながらの入場シーンでは悲鳴を上げながら逃走する。ティタノボア、デスストーカー、ミイデラゴミムシは解説をしている間に逃走し、インペリアルマンモス、プルスサウルス、アルゼンチノサウルスといった巨大な生物の場合は降ってくることができず代わりに歩きながらの入場シーンでは焦ってアクロバティックな動きをしながら道を譲るといった具合である。しかしキリン、ユウティラヌスに関しては紳士のように道を譲った他、オオエンマハンミョウに関しては対戦相手に反則行為を行っており、悲惨な目に遭わずに済んだ。
なお、2024年8月に開催されたイベントから着ぐるみが登場した他、2024年12月20日よりアニメ公式Xアカウントとは別に自身のXアカウントを開設し情報発信を行っている他、2025年4月に開設されたアニメTikTokアカウントでは意外にもダンスが上手であることが判明した。
TT（テテ）
声 - 園崎未恵
第2期から登場した新たなメインキャラクター。「モースト（MOOST）」所有の「モーストモーターズ（Moosters Motors）」社製のロボットで、小型の飛行船のような形をしており上側はミント色、下側は薄いピンク色、その間は銀色、右目は赤くて丸いセンサーと3本線のペイント、左目は青く四角いセンサーと稲妻2本のペイント、額には「モーストモーターズ」社のエンブレム、背面の3箇所には最強投影システムが付いていてクロームメッキ仕様になっている最強AI博士で解説役。一人称は基本的には「私（わたくし）」だが、第7話から時々であるものの「私（わたし）」も使う。
気絶させるほどの電気を浴びせることもできる。右手と左手はアームやハンマーにしたり、如何にも厳つい「スーパーTTハンマー」にしたりお皿にしたり爪にしたり槍を持ったりハンカチを持ったり差し棒を使って授業をすることもできる。
世界中の「最強ネットワーク」を通じ生物の情報を解説している。「TT（テテ）スコープ！」と言うことで試合を振り返ることができる。
時々毒舌気味な発言をすることもある。
普段は浮いているが、メインビジュアルとオープニング映像ではMr.モーストに抱えられていることがある。
第5話で応龍の神通力で発射した雷を喰らっても声は変わった上に一瞬煙が出たものの解説してくれたり、第10話でミイデラゴミムシのガスを喰らっても「すっごく臭かったです」と言うぐらいで、第14話ではアンペロサウルスに踏みつけられていても耐えているほどだったが、第7話にてパラポネラの噛みつきで煙が出るぐらいになってしまったり、第14話でギガノトサウルスの噛みつきでボロボロになってしまうなどしばし耐えきれないこともある。第11話ではカッコイイの意味が分からずに処理落ちが発生し、ピンクのクエスチョンマークを2個出し、煙を出して考え込んでいた。
なお、後述のスペシャル上映ではサポーターとして第1期の主題歌を担当したサンシャイン池崎が本人役で出演。

### 登場生物
原作が『異種最強王図鑑』のため、実在する生物が多数登場している。『異種最強王図鑑』には登場していなくとも登場している生物もいるのが異なる点である。第1期時点では実在生物に限定していたものの、第2期では空想世界よりドラゴンも登場するようになった。また、第2期には実在生物にも大幅な追加が決定しているが、水棲生物はドラゴンと同様にエキシビション扱いになる模様。

#### 陸上生物
原作『異種最強王図鑑』に登場した生物の他、それ以外のシリーズ既刊から選りすぐりの猛者が登場している。なお、一部は「Lock on」コーナーや第2期のミニコーナーである「最強Oh!ニュース」にて先行登場、ビジュアル解禁した生物もいるためそちらも記述する。
勝利した時の必殺技は太字で表記。

##### 主な参戦種属
動物
現代の猛獣。ライオン、アフリカゾウをはじめとした我々にもお馴染みの種族。第2期からはオウギワシなど哺乳類以外からも参戦している。
絶滅動物
新生代に生息していた動物。プルスサウルス、ティタノボア、インペリアルマンモスをはじめとしている。
恐竜
ティラノサウルス、トリケラトプスなどに代表される恐竜を中心とした大型爬虫類が集う種族。ケツァルコアトルスは厳密には恐竜ではなく翼竜である。
昆虫
昆虫類を筆頭とした節足動物のグループで、書籍版と同様に戦闘体長に巨大化して登場している。ペルビアンジャイアントオオムカデ、デスストーカー、ルブロンオオツチグモは厳密には昆虫ではなく節足動物である。第2期ではデスストーカーとパラポネラを除く一部の昆虫は戦闘サイズがさらに大きくなった。
| 生物名                           | 二つ名                             | 1期の初登場回 | 2期の初登場回 | アニメ内における種属 | 1期での戦績        | 2期での戦績        | 通算戦績           | 必殺技 | 原作での登場巻                                                                                                  | 備考 |
| -------------------------------- | ---------------------------------- | ------------- | ------------- | -------------------- | ------------------ | ------------------ | ------------------ | --- | --- | --- |
| ティラノサウルス                 | 究極の進化を遂げた恐竜王           | 1話           | 1話           | 恐竜                 | 7戦7勝0敗0引き分け | 1戦0勝1敗0引き分け | 8戦7勝1敗0引き分け | ティラノバイト!! ティラノバイトアナライズカウンター ティラノバイトアイスクエイク デッドフォールティラノバイト ティラノギロチンバイト！ メテオインパクトティラノバイト ティラノバイト・スープレックス！                   | 『恐竜最強王図鑑』 『異種最強王図鑑』 『恐竜タッグ最強王図鑑』                                                  | |
| ライオン                         | 誇り高き百獣の王                   | 1話           | 9話           | 動物                 | 6戦4勝2敗0引き分け | 1戦1勝0敗0引き分け | 7戦5勝2敗0引き分け | カウンター・オブ・プライド 獅子王の奮迅（クラッシュ・オブ・キング）！ ライオンハートダイブ ブラックフォース・ライオンバイト エレファントネックハント 雷音（らいおん）脳天落とし ブラックライオンバイト・ティタノバスター | 『動物最強王図鑑』 『異種最強王図鑑』 『動物最強王図鑑PFP』 『動物最強王図鑑ザ・ストーリー』                    | |
| インペリアルマンモス             | マンモスの帝王                     | 2話           | 10話          | 絶滅動物             | 3戦2勝1敗0引き分け | 1戦1勝0敗0引き分け | 4戦3勝1敗0引き分け | タイタンつぶし全部のせ!! THE（ザ） 反則勝ち〜パラポネラ退場！アリよさらば！〜 ザ・ホース・ガンエレファントジェット・ボム                                                                                                 | 『絶滅動物最強王図鑑』 『異種最強王図鑑』                                                                       | |
| トリケラトプス                   | 3本角の暴れん坊                    | 2話           | 1話           | 恐竜                 | 3戦0勝3敗0引き分け | 1戦1勝0敗0引き分け | 4戦1勝3敗0引き分け | トライホーン・スティング トライセラカウンターアタック | 『恐竜最強王図鑑』 『異種最強王図鑑』 『恐竜タッグ最強王図鑑』                                                  | |
| ティタノボア                     | すべてを呑み込む大蛇！             | 3話           | 2話           | 絶滅動物             | 5戦4勝1敗0引き分け | 1戦0勝1敗0引き分け | 6戦4勝2敗0引き分け | ジャイアントティタノロック オロチ岩石固め！ 暗黒螺旋締め（タイタン・ザ・スパイラル） マッスルサバイバルデスロック！ ティタノロック ドントルックティタノロック                                                            | 『絶滅動物最強王図鑑』 『異種最強王図鑑』                                                                       | |
| スピノサウルス                   | 史上最大級の水竜！                 | 3話           | 6話           | 恐竜                 | 5戦2勝3敗0引き分け | 1戦1勝0敗0引き分け | 6戦3勝3敗0引き分け | ジャイアントスピノクランチ！ アンダーウォーターハント スピノツイスト&（アンド）ストンプ ジャイアントスピノスラッシュ | 『恐竜最強王図鑑』 『異種最強王図鑑』 『恐竜タッグ最強王図鑑』 『水中最強王図鑑PFP』                            | シルエットは『恐竜タッグ最強王図鑑』のもので、色は『異種最強王図鑑』のものを流用している。                                                                                                |
| ホッキョクグマ                   | 氷雪世界の白き皇帝                 | 4話           | 17話          | 動物                 | 3戦0勝3敗0引き分け | 1戦1勝0敗0引き分け | 4戦1勝3敗0引き分け | ヘビー・ブリザード 捨身（すてみ）のベアーアッパー～クマのプライド～ | 『動物最強王図鑑』 『異種最強王図鑑』 『動物最強王図鑑PFP』 『動物最強王図鑑ザ・ストーリー』                    | |
| ヘラクレスオオカブト             | 巨大な槍を装備した勇者             | 4話           | 3話           | 昆虫                 | 3戦2勝1敗0引き分け | 1戦1勝0敗0引き分け | 4戦3勝1敗0引き分け | 偶然のライジングスピアー ホールド・ユー・タイト 逆転のヘラクレススープレックス！ | 『昆虫最強王図鑑』 『異種最強王図鑑』 『昆虫最強王図鑑ザ・ストーリー』                                          | 戦闘体長は原作では114cm（約1m）、漫画版では205cm（約2m）だったが、本作の第1期は272cm（約2m）になり、第2期は326cm（約3m）になった。                                                        |
| オオエンマハンミョウ             | 肉食昆虫界の凶暴王！               | 5話           | 未登場        | 昆虫                 | 3戦1勝2敗0引き分け | 未登場のためなし。 | 3戦1勝2敗0引き分け | Oh（オー）! A（ア） Go（ゴー）!地獄落とし | 『昆虫最強王図鑑』 『異種最強王図鑑』 『昆虫最強王図鑑ザ・ストーリー』                                          | 戦闘体長は原作では103cm（約1m）、漫画版では180cm（1.8m）だったが、本作は168cm（約1.7m）になった。                                                                                         |
| ケツァルコアトルス               | 太古の空の大王                     | 5話           | 3話           | 恐竜                 | 4戦2勝2敗0引き分け | 1戦0勝1敗0引き分け | 5戦2勝3敗0引き分け | ゴッドアローアタック 風神エアロバティック | 『恐竜最強王図鑑』 『異種最強王図鑑』 『恐竜タッグ最強王図鑑』 『空中最強王図鑑』                               | |
| シベリアトラ                     | 北の大地に君臨する孤高の帝王       | 6話           | 19話          | 動物                 | 3戦1勝2敗0引き分け | 1戦0勝1敗0引き分け | 4戦1勝3敗0引き分け | ジャンピング・タイガー・バイト | 『動物最強王図鑑』 『動物最強王図鑑PFP』 『動物最強王図鑑ザ・ストーリー』                                       | |
| スミロドン                       | 巨獣専門のビッグ・ハンター         | 6話           | 20話          | 絶滅動物             | 2戦0勝1敗1引き分け | 1戦0勝1敗0引き分け | 3戦0勝2敗1引き分け | デュオファング・ピアース | 『絶滅動物最強王図鑑』 『異種最強王図鑑』                                                                       | |
| アフリカゾウ                     | 怒りの破壊神！                     | 7話           | 6話           | 動物                 | 3戦2勝1敗0引き分け | 1戦0勝1敗0引き分け | 4戦2勝2敗0引き分け | ロングノーズパワーボム 憤怒のエレファント・デストロイ・タックル ゴーアウェイタックル | 『動物最強王図鑑』 『異種最強王図鑑』 『動物最強王図鑑PFP』 『動物最強王図鑑ザ・ストーリー』                    | |
| オオスズメバチ                   | エリート戦闘集団からの刺客！       | 7話           | 15話          | 昆虫                 | 5戦3勝2敗0引き分け | 1戦0勝1敗0引き分け | 6戦3勝3敗0引き分け | ポイズンニードルラッシュ 無限スタミナ落とし！ スカイフォールスティング！ | 『昆虫最強王図鑑』 『異種最強王図鑑』 『空中最強王図鑑』 『昆虫最強王図鑑ザ・ストーリー』                       | 戦闘体長は原作では134cm（約1.3m）、漫画版では160cm（約1.6m）だったが、本作の第1期は173cm（約1.7m）に、第2期では277（約2.7m）なった。                                                      |
| アンドリューサルクス             | 顎（あぎと）雄々しき怪物           | 8話           | 9話           | 絶滅動物             | 3戦1勝2敗0引き分け | 1戦0勝1敗0引き分け | 4戦1勝3敗0引き分け | ギガント・クラッシャー ギガント顎（あぎと）クラッシュ | 『絶滅動物最強王図鑑』 『異種最強王図鑑』                                                                       | |
| ペルビアンジャイアントオオムカデ | 密林の暴君                         | 8話           | 4話           | 昆虫                 | 1戦1勝0敗0引き分け | 1戦0勝1敗0引き分け | 2戦1勝1敗0引き分け | 忍法 空百足之術（にんぽう うつむかでのじゅつ） 忍法 影振子（にんぽう かげふりこ）！ | 『昆虫最強王図鑑』 『異種最強王図鑑』 『昆虫最強王図鑑ザ・ストーリー』                                          | 戦闘体長は原作では360cm（約3.6m）、漫画版では530cm（5.3m）だったが、本作の第1期は400cm（4m）になり、第2期は488cm（約5m〈500cm〉）になった。                                               |
| キリン                           | サバンナにそびえ立つ高層タワー     | 10話          | 4話           | 動物                 | 4戦1勝3敗0引き分け | 1戦1勝0敗0引き分け | 5戦2勝3敗0引き分け | 肉を切らせて骨を断つキック 逆転サヨナラネックカウンター！ | 『動物最強王図鑑』 『異種最強王図鑑』 『動物最強王図鑑PFP』 『動物最強王図鑑ザ・ストーリー』                    | |
| ユウティラヌス                   | モフモフ暴君！                     | 10話          | 18話          | 恐竜                 | 2戦0勝1敗1引き分け | 1戦0勝1敗0引き分け | 3戦0勝2敗1引き分け | カットスロート・クロー | 『恐竜最強王図鑑』 『恐竜タッグ最強王図鑑』                                                                     | 外見は『恐竜タッグ最強王図鑑』のものを流用している。 |
| カバ                             | 獰猛な河の巨獣                     | 11話          | 12話          | 動物                 | 2戦1勝1敗0引き分け | 1戦0勝1敗0引き分け | 3戦1勝2敗0引き分け | ヒポポアングリースイング ヒポポノーブレッシングボディアタック〜瞳を閉じて〜 | 『動物最強王図鑑』 『異種最強王図鑑』 『動物最強王図鑑PFP』 『水中最強王図鑑』 『動物最強王図鑑ザ・ストーリー』 | |
| デスストーカー                   | 冷酷・非情な追跡者                 | 11話          | 8話           | 昆虫                 | 3戦0勝3敗0引き分け | 1戦1勝0敗0引き分け | 4戦1勝3敗0引き分け | ヴェノムストライク 逆転のフリップスティンガー | 『昆虫最強王図鑑』 『昆虫最強王図鑑ザ・ストーリー』                                                             | 戦闘体長は原作では277cm（約2.7m）、漫画版では300cm（3m）だったが、本作は458cm（約4.5m）になった。                                                                                         |
| プルスサウルス                   | アマゾンの大怪獣                   | 12話          | 11話          | 絶滅動物             | 7戦6勝1敗0引き分け | 1戦1勝0敗0引き分け | 8戦7勝1敗0引き分け | トップ・オブ・デスロール プルスデンジャラスコンボ 怒りのプルスイング 復活のプルスイング マーベラスデスロール プルスマキシマムデスバイト プルスイング お待たせデスロール！〜最後の切り札〜                                | 『絶滅動物最強王図鑑』 『異種最強王図鑑』 『水中最強王図鑑』 『水中最強王図鑑PFP』                              | |
| パラケラテリウム                 | 史上最大の巨神                     | 13話          | 2話           | 絶滅動物             | 2戦0勝2敗0引き分け | 1戦1勝0敗0引き分け | 3戦1勝2敗0引き分け | メガトン・プレス 限界突破！パラケラダンス！ | 『絶滅動物最強王図鑑』 『異種最強王図鑑』                                                                       | |
| アンキロサウルス                 | 骨の鎧を背負ったハンマー使い       | 13話          | 11話          | 恐竜                 | 2戦1勝1敗0引き分け | 1戦0勝1敗0引き分け | 3戦1勝2敗0引き分け | ラッキー・スターブロウ | 『恐竜最強王図鑑』 『異種最強王図鑑』 『恐竜タッグ最強王図鑑』                                                  | |
| ミイデラゴミムシ                 | 昆虫界の虎                         | 14話          | 10話          | 昆虫                 | 3戦1勝2敗0引き分け | 1戦0勝1敗0引き分け | 4戦1勝3敗引き0分け | 全方位型ガスロケットランチャー ガスと共に去りぬ！ | 『昆虫最強王図鑑』 『異種最強王図鑑』 『昆虫最強王図鑑ザ・ストーリー』                                          | 戦闘体長は原作では109cm（約1m）、漫画版では105cm（約1m）だったが、本作の第1期は112cm（約1.1m）になり、第2期は190cm（1.9m）になった。                                                      |
| シロサイ                         | 巨大な槍の重装騎士                 | 16話          | 8話           | 動物                 | 2戦1勝1敗0引き分け | 1戦0勝1敗0引き分け | 3戦1勝2敗0引き分け | アングリーナイトランス〜実はずっと痛かった〜 | 『動物最強王図鑑』 『動物最強王図鑑PFP』 『動物最強王図鑑ザ・ストーリー』                                       | 外見は漫画『動物最強王図鑑ザ・ストーリー』第2巻の表紙のものを流用している。 |
| パラポネラ                       | 世界で最も危険なアリ               | 16話          | 7話           | 昆虫                 | 2戦0勝2敗0引き分け | 1戦0勝1敗0引き分け | 3戦0勝3敗0引き分け | ポイズン・パラライズ・ニードル | 『昆虫最強王図鑑』 『昆虫最強王図鑑ザ・ストーリー』                                                             | 戦闘体長は原作および漫画版では180cm（1.8m）だったが、本作は144cm（約1.5m）になった。 |
| アルゼンチノサウルス             | 破天の超巨大竜                     | 21話          | 7話           | 恐竜                 | 3戦2勝1敗0引き分け | 1戦1勝0敗0引き分け | 4戦3勝1敗0引き分け | アルゼンチン・ウィップ・ブレイカー アルゼンチノデッドコースター スカイハイドロップ！ 怒りのアルゼンチノスイング〜アリよさらば〜                                                                                          | 『恐竜最強王図鑑』 『異種最強王図鑑』 『恐竜タッグ最強王図鑑』                                                  | 外見は『恐竜タッグ最強王図鑑』のものを流用している。 |
| ルブロンオオツチグモ             | 世界最大級のタランチュラ           | 28話          | 12話          | 昆虫                 | 1戦0勝1敗0引き分け | 1戦1勝0敗0引き分け | 2戦1勝1敗0引き分け | デッドポイズン・ファンネル | 『昆虫最強王図鑑』                                                                                              | 戦闘体長は原作では71cmだったが、本作の第1期は141cm（約1.4m）になり、第2期は155cm（約1.5m）なった。                                                                                        |
| ギガノトサウルス                 | 南米に君臨した暴食王！             | 未登場        | 14話          | 恐竜                 | 未登場のためなし。 | 1戦1勝0敗0引き分け | 1戦1勝0敗0引き分け | テラスマッシャー シャープ・エッジギガスラッシュ | 『恐竜最強王図鑑』 『恐竜タッグ最強王図鑑』                                                                     | 外見は『恐竜タッグ最強王図鑑』のものを流用している。 |
| アンペロサウルス                 | 鎧を着た竜脚形類                   | 未登場        | 14話          | 恐竜                 | 未登場のためなし。 | 1戦0勝1敗0引き分け | 1戦0勝1敗0引き分け | 超長鞭尻尾（ロングロングウィップテール） | 『恐竜最強王図鑑』 『恐竜タッグ最強王図鑑』                                                                     | 外見は『恐竜タッグ最強王図鑑』のものを流用している。 |
| オニヤンマ                       | 縦横無尽に飛翔する空の覇者         | 未登場        | 15話          | 昆虫                 | 未登場のためなし。 | 1戦1勝0敗0引き分け | 1戦1勝0敗0引き分け | ダイナミックデモンダイブ 鬼の大顎砕き | 『昆虫最強王図鑑』 『異種最強王図鑑』 『空中最強王図鑑』 『昆虫最強王図鑑ザ・ストーリー』                       | 戦闘体長は原作『異種最強王図鑑』では345cm（約3.4m）、漫画版では340cm（3.4m）だったが、本作では400cm（4m）になった。                                                                       |
| カリコテリウム                   | カギ爪のナックルウォーカー         | 未登場        | 17話          | 絶滅動物             | 未登場のためなし。 | 1戦0勝1敗0引き分け | 1戦0勝1敗0引き分け | カリコ・マッスルナックル・スパークル | 『絶滅動物最強王図鑑』                                                                                          | |
| プロコプトドン                   | 古代世界のヘビー級キックボクサー！ | 未登場        | 18話          | 絶滅動物             | 未登場のためなし。 | 1戦1勝0敗0引き分け | 1戦1勝0敗0引き分け | フルスロットルアクセル・キャノン！ | 『絶滅動物最強王図鑑』                                                                                          | |
| オウギワシ                       | 獰猛な空の戦士                     | 未登場        | 19話          | 動物                 | 未登場のためなし。 | 1戦1勝0敗0引き分け | 1戦1勝0敗0引き分け | イーグルダイブ式ライフルショット | 『空中最強王図鑑』 『動物最強王図鑑PFP』                                                                        | 戦闘体長は原作では200cm（2m）だったが、本作では300cm（3m）になった。 |
| オオカレエダカマキリ             | 木の葉隠れの擬態忍者               | 未登場        | 20話          | 昆虫                 | 未登場のためなし。 | 1戦1勝0敗0引き分け | 1戦1勝0敗0引き分け | 忍法 枯れ枝の術 闇影の牙 | 『昆虫最強王図鑑』 『昆虫最強王図鑑ザ・ストーリー』                                                             | 外見は漫画『昆虫最強王図鑑ザ・ストーリー』第3巻の表紙および本編のものを流用している。 戦闘体長は原作では233cm（約2.3m）、漫画版では380cm（3.8m）だったが、本作では280cm（2.8m）になった。 |
| ステゴサウルス                   | 不明                               | 未登場        | 21話          | 恐竜                 | 未登場のためなし。 | 1戦勝敗引き分け    | 1戦勝敗引き分け    | テイル・バスター | 『恐竜最強王図鑑』 『異種最強王図鑑』 『恐竜タッグ最強王図鑑』                                                  | 外見は『恐竜タッグ最強王図鑑』のものを流用している。 |
| テリジノサウルス                 | 不明                               | 未登場        | 21話          | 恐竜                 | 未登場のためなし。 | 1戦勝敗引き分け    | 1戦勝敗引き分け    | | 『恐竜最強王図鑑』 『恐竜タッグ最強王図鑑』                                                                     | 外見は『恐竜タッグ最強王図鑑』のものを流用している。 |

#### 水棲生物
第1期では第47話のエキシビションマッチにて登場。第2期では第16話より水棲生物に特化されたエキシビションステージである「水中最強王スペシャルエキシビション」が用意され、大幅に種数も追加される。主に海洋生物が登場しており、彼ら専用のバトルフィールドである海中が用意されている。
| 生物名                     | 二つ名                   | 1期の初登場回 | 2期の初登場回 | アニメ内における種属 | 1期での戦績        | 2期での戦績        | 通算戦績           | 必殺技                                       | 原作での登場巻                                                                       | 備考                                                                                              |
| -------------------------- | ------------------------ | ------------- | ------------- | -------------------- | ------------------ | ------------------ | ------------------ | -------------------------------------------- | ------------------------------------------------------------------------------------ | ------------------------------------------------------------------------------------------------- |
| モササウルス               | 恐竜をも襲うプレデター   | 47話          | 未登場        | 恐竜                 | 1戦1勝0敗0引き分け | 未登場のためなし。 | 1戦1勝0敗0引き分け | 猛者鋸魚雷撃（モサ・のこぎりぎょらいげき）！ | 『恐竜最強王図鑑』 『水中最強王図鑑』 『恐竜タッグ最強王図鑑』 『水中最強王図鑑PFP』 | スペシャル上映入場特典カードにてビジュアルが解禁。 外見は『水中最強王図鑑』のものを流用している。 |
| メガロドン                 | 古代の海に生きた巨大ザメ | 47話          | 未登場        | 絶滅動物             | 1戦0勝1敗0引き分け | 未登場のためなし。 | 1戦0勝1敗0引き分け | ジャイアントシャークバイト                   | 『絶滅動物最強王図鑑』 『水中最強王図鑑』 『水中最強王図鑑PFP』                      | スペシャル上映入場特典カードにてビジュアルが解禁。 外見は『水中最強王図鑑』のものを流用している。 |
| ダイオウイカ               | 謎多き深海の住人         | なし          | 16話          | 動物                 | 未登場のためなし。 | 1戦0勝1敗0引き分け | 1戦0勝1敗0引き分け | ミッドナイトブラッディーキス                 | 『水中最強王図鑑』                                                                   | 第2期の特報にて登場が示唆された。 外見は『水中最強王図鑑』のものを流用している。                  |
| リヴァイアサン・メルビレイ | 巨大な体と牙で大海を制す | なし          | 16話          | 絶滅動物             | 未登場のためなし。 | 1戦1勝0敗0引き分け | 1戦1勝0敗0引き分け | 残響の捕食者（プレデター）                   | 『水中最強王図鑑』 『水中最強王図鑑PFP』                                             | 第2期の特報にて登場が示唆された。 外見は『水中最強王図鑑』のものを流用している。                  |

#### ドラゴン
第1期では登場しなかったため、第2期の初登場回のみを表記する。最強島でも空想世界の次元に生息している。
ドラゴンに特化されたエキシビションステージである「エキシビションステージ　最強王ドラゴンリーグ」という彼ら専用ステージがあり、開催される時は空が幻想的に染まり空想世界に時空が映ったことが分かるようになっている。
| 生物名                 | 二つ名                               | 初登場回 | 通算成績           | 必殺技                                             | 原作での登場巻                                                                                                | 備考 |
| ---------------------- | ------------------------------------ | -------- | ------------------ | -------------------------------------------------- | --- | --- |
| ファイヤー・ドレイク   | 灼熱の火炎を吐く伝説の赤きドラゴン！ | 5話      | 1戦0勝1敗0引き分け | エターナルドラゴンフレイム！                       | 『幻獣最強王図鑑』 『異種最強王図鑑 闇の王者決定戦』 『ドラゴン最強王図鑑』 『異種最強王図鑑 天界頂上決戦編』 | 第2期の特報にてシルエットで登場した後、ファイナルトレーラーにてビジュアルが解禁。 戦闘体長は原作『幻獣（モンスター）最強王図鑑』では15〜30m、『ドラゴン最強王図鑑』では30mだったが、本作は18mとなった。                          |
| 応龍                   | 天地を統べる龍の王                   | 5話      | 1戦1勝0敗0引き分け | 雷矢招来（らいししょうらい）                       | 『ドラゴン最強王図鑑』 『異種最強王図鑑 天界頂上決戦編』                                                      | 第2期の特報にてシルエットで登場した後、ファイナルトレーラーにてビジュアルが解禁。 戦闘体長は原作では150mだったが、本作は40mとなった。                                                                                            |
| レインボー・サーペント | 世界を創造した虹竜                   | 13話     | 1戦0勝1敗0引き分け | レインボーイリュージョン                           | 『ドラゴン最強王図鑑』                                                                                        | オープニング映像および第5話のミニコーナーである「最強Oh（オー）!ニュース」でシルエットとして先行登場。 戦闘体長は原作では100mだったが、本作は60mとなった。                                                                       |
| ヴリトラ               | 復讐の代行者                         | 13話     | 1戦1勝0敗0引き分け | 神魔威太刀（かまいたち）剣斬乱舞（けんざんらんぶ） | 『ドラゴン最強王図鑑』 『異種最強王図鑑 天界頂上決戦編』                                                      | オープニング映像および第5話のミニコーナーである「最強Oh（オー）!ニュース」でシルエットとして先行登場。 戦闘体長は原作『ドラゴン最強王図鑑』では150mだったが、本作は原作『異種最強王図鑑〜天界頂上決戦編〜』と同様に30mとなった。 |

#### その他
第1期では「Lock on」コーナー、第2期では「最強Oh（オー）!ニュース」というミニコーナーが存在し、原作に登場した生物や英雄などが一部登場している。また、第2期トレーラーや導入部にて初参戦勢の一部がシルエットなどで暗示されており、そちらも記述する。
| 生物名                 | 話数                                               | 種属             | 備考                                                       |
| ---------------------- | -------------------------------------------------- | ---------------- | ---------------------------------------------------------- |
| アザラシ               | 1期4話                                             | 動物（現実）     | 2Dで登場。                                                 |
| 亀                     | 1期8話                                             | 動物（現実）     | 2Dで登場。                                                 |
| クジラ                 | 1期18話                                            | 動物（現実）     | 2Dで登場。                                                 |
| 猫                     | 1期24話                                            | 動物（現実）     | 2Dで登場。                                                 |
| ベンガルトラ           | 1期24話                                            | 動物（現実）     | 3Dモデルで登場。                                           |
| スマトラトラ           | 1期24話                                            | 動物（現実）     | 3Dモデルで登場。                                           |
| スイギュウ（水牛）     | 1期28話                                            | 動物（現実）     | 2Dで登場。                                                 |
| ダエオドン             | 2期2話                                             | 絶滅動物（現実） | 書籍『絶滅動物最強王図鑑』の挿絵で登場。                   |
| フォルスラコス         | 2期2話                                             | 絶滅動物（現実） | 書籍『絶滅動物最強王図鑑』の挿絵で登場。                   |
| ヘラクレス             | 2期3話                                             | 英雄（空想）     | 2Dで登場。                                                 |
| ヒュドラー             | 2期3話                                             | ドラゴン（空想） | 2Dで登場。                                                 |
| タコ                   | 2期16話                                            | 動物 （現実）    | 3Dで登場。                                                 |
| クロドクシボグモ       | 最強王図鑑The Ultimate Tournament究極マガジンVol.1 | 昆虫（現実）     | モノクロの3Dでサイズチャートにて登場。直接的な登場は不明。 |
| ミミヒダハゲワシ       | 2期19話                                            | 動物（現実）     | 『空中最強王図鑑』の挿絵で登場。                           |
| フィリピンオオコウモリ | 2期19話                                            | 動物（現実）     | 『空中最強王図鑑』の挿絵で登場。                           |
| プテラノドン           | 2期19話                                            | 恐竜（現実）     | 『空中最強王図鑑』の挿絵で登場。                           |

### バトルフィールドについて
バトルフィールドは以下の中から選出され、時間帯や気温差や天候変化も発生する。稀にバトルフィールドが性質の都合上または試合開始時点でどちらか一方に影響を及ぼすこともあるが、その場合においても逆転が可能な範囲で設定された。第2期よりバトルフィールドは大幅に3つ増加した他、これらのフィールドを移動して戦うことも可能になった。
通常はバトルフィールドは選手入場前に発表されるが、第1期最終話である第50話のみバトルフィールドは試合開始直後に発表された。
岩場
第1期では第1話から、第2期では第3話（試合開始時は第4話）から登場。荒れ果てていて、切り立った岩壁がごつごつしている死角だらけの危険なフィールドで、砂嵐も発生する。
荒野
第1期では第2話から、2期では第1話（試合開始時は第7話）から登場。広大な環境であり勝負を遮るものは何もなく、荒れ果てており、サボテンが生えていて、砂嵐も発生する。
森林
第1期では第3話から、第2期では第2話から登場。無数の木々が鬱蒼と生い茂っている。
氷原
第1期では第4話から、第2期では第1話から登場。鋭い冷気に包まれており、周囲を水域で囲まれていて、吹雪も発生する。
洞窟
第1期では第5話から、第2期では第2話（試合開始時は第3話）から登場。広大でどこまでも広がる空間が続き、鍾乳石が何本も連なっている。
海中（海の中）
第1期では第47話のエキシビションマッチのみ、第2期では第16話の水中最強王スペシャルエキシビションから登場。主に海棲生物専用のフィールド。第2期では深度を変えて戦うことも可能になった。
名称は第1期では「海の中」だったが、第2期では「海中」に変更された、
古代神殿の廃墟
第2期第5話の最強王ドラゴンリーグ（本戦は第9話から使用され、試合開始時は第17話）から登場。最強島の中にそびえ立っており、朽ち果ててもなお荘厳で神秘的な雰囲気を放っている。
書籍『最強王図鑑〜The Ultimate Tournament〜究極マガジンVol.1』では「神殿の廃墟」とも表記されている。
テーブルマウンテン
第2期第13話の最強王ドラゴンリーグ（本戦は第21話）から登場。最強島の密林にそびえ立っており、周囲は森林に囲まれている。
火山地帯
第2期第18話から登場。灼熱のマグマが噴き出し、溶岩の川が流れている。

### 最強島
第2期『The Ultimate Tournament』における舞台となっている場所で、時間と空間を超越した超危険な孤島であり、現実世界と空想世界の2つの世界線がある。

### エピソードリスト
勝利の決め手になった必殺技は太字で表記。
バトルの進行に関してはバトルフィールドが発表された後に生物が入場。そして両者の基本的なデータおよびパロメーターが紹介され、第2期では第1期時点での戦績が映された（○勝○敗と表記され、ユウティラヌスとスミロドンのように引き分けがある場合は「○引き分け」と加わるが、第11話のプルスサウルスと第15話のオオスズメバチのように間違えて表示される場合もある）後、Mr.モーストの「モースト〜〜…、ファイッ！」という合図で試合が開始される。
試合の最中は「Lock on（ロックオン）」コーナーが挿入され、試合の展開に応じ両生物の能力が解説される他、場合によっては過去の戦いの名場面が流れることもある。書籍版と異なり分かりやすく体力ゲージが表示されるため、これが0になったらダウン判定、残った方の勝利となる。また、稀に作戦による一時的な退避などではなく相手が負けを認めその場を去った場合はいかなる理由であろうと判定勝ちとなるほか、非常に稀だが相手の反則による判定勝ちがあるが、その場合は反則をした相手側がレッドカード扱いとなり失格になる。なお、バトルフィールドに巣穴を掘ったり、開始前に奇襲を仕掛けるなどの場合は一時的に審議とはなるが、失格とはならない。
また、一部回を除き一部の最強生物が必殺技を放つ際に目に炎が浮かび上がる演出が入るのも特徴だが、入らない場合もある。炎の色は基本的には赤だが、一部の生物が違う色をしている（ティタノボアは青、オオエンマハンミョウは緑、ファイヤー・ドレイクは紫）。ただし、キリンは目を光らせ、応龍は目の全体を紫に光らせている。
必殺技が出た際にはMr.モーストが「名付けて…、」か「その名も…、」に続けて（言わずに突然の場合もある）技名を言う場面があり、画面は色が反転になり、エコーが響く。
なお、決着の瞬間に関しては第1期での一部の回は暗転し体力ゲージのみ表示される試合もある他、第2期では効果音が鳴らない試合もある。
また、決着後は最強王図鑑が閉じられる演出があり、敗北した生物に関しては左下に無事を示す丸いワイプが追加されるのも書籍版と異なる。
第1期では第49話までMr.モーストは自らバトルフィールドに入って選手紹介を行っていた。最終話である第50話ではこれまでの戦いを振り返る形で紹介され、第2期では画面外からバトルフィールドの紹介と選手の入場を実況している。
ただし、第1期の最終話である第50話に限り「Lock on」コーナーと決着後のワイプは省略されている。
なお、基本的に書籍版と共通のルールを持つが、第1期における最強王トーナメントのみ体力こそ全快しているが、外傷は持ち越される状態で次の戦いへ進むという特殊ルールが適応されている。
その後の進行については、第1期はシルエットで暗示される次回予告をもって終了となり、第2期は試合を振り返る「TT（テテ）スコープ」、ミニコーナー「最強Oh（オー）!ニュース」、エンディングテーマが流れた後、次回予告に関してはMr.モーストによって対戦カードが発表された後、本編の映像を少し見せる描写が追加されたほか、モーストによる見所の紹介予告も行われる。
ただし、第1期の総集編である第9話と第32話予告では画面が四分割されこれまでのバトルを振り返りつつ、第42話予告は1回戦の名シーンが順番に映りつつ予告を行う。第1期の次回予告での背景の炎の色は通常は赤だが、第47話予告では次回のバトルフィールドが海の中を示すかのように青い炎になった。

#### 最強王図鑑 　The Ultimate Battles
| 話数           | エピソード名                                                                 | 原作                                                                            | バトルフィールド                     | 登場した必殺技                                                                        | 結果 | 放送日        | 備考 |
| -------------- | ---------------------------------------------------------------------------- | ------------------------------------------------------------------------------- | ------------------------------------ | ------------------------------------------------------------------------------------- | --- | ------------- | --- |
| 1話            | スペシャルマッチ ティラノサウルスVSライオン                                  | 異種最強王図鑑 準々決勝-2                                                       | 岩場                                 | ティラノバイト!!                                                                      | 決して交わることのない王と王がここに出会ってしまった。序盤、ティラノサウルスは一撃でライオンを仕留めにかかるが、ライオンは俊敏性を生かし攻撃を躱す。その優れたジャンプ力で前脚に噛みつきティラノサウルスに大ダメージを与えたが、そのはずみで両者転落したものの、持久力によりティラノサウルスが先に復活。そして死の淵を垣間見て覚醒し鬣が黒く染まったライオンも復活して、最後はライオンの引っ搔きには通用せずにティラノサウルスが大顎から繰り出された嚙みつきで仕留め、ティラノサウルスの勝利。 | 2024年 1月6日 | |
| 2話            | スペシャルマッチ インペリアルマンモスVSトリケラトプス                        | 異種最強王図鑑 1回戦-8                                                          | 荒野                                 | タイタンつぶし全部のせ!!                                                              | 開始早々激しい力比べを見せる両者。序盤はトリケラトプスが有利の展開が続いたものの、インペリアルマンモスは牙で応戦し激しい攻防を見せた末に左の牙が折れてしまう事態になったが、最後は右の牙と鼻で体制を崩し全体重をのしかからせ踏みつけ、インペリアルマンモスの勝利。決着後は勝ち名乗りを上げた。 | 1月13日       | |
| 3話            | スペシャルマッチ スピノサウルスVSティタノボア                                | 異種最強王図鑑 2回戦-2                                                          | 森林                                 | ジャイアントスピノクランチ！ ジャイアントティタノロック                               | 序盤はスピノサウルスが敏捷性でティタノボアの体を引き裂こうとするも、ティタノボアには効かず、森の中へと退避した隙に奇襲し一気に巻き上げられ、スピノサウルスの苦し紛れの噛み付きはまたも効かず、逆に呑み込まれ、ティタノボアの勝利。 | 1月20日       | |
| 4話            | スペシャルマッチ ヘラクレスオオカブトVSホッキョクグマ                        | アニメオリジナル                                                                | 氷原                                 | ヘビー・ブリザード 偶然のライジングスピアー                                           | 序盤はヘラクレスオオカブトは気温の差で体温が奪われ、その隙を見てホッキョクグマはヘラクレスオオカブトの甲殻を攻撃するも全く効かない。その隙にホッキョクグマによじ登り体温を調整し、角でホッキョクグマを投げ、その後は飛行するも再び気温の差で体温が奪われ墜落するが、その隙にホッキョクグマの腹に角が偶然にも突き刺さり、再び体温を調整し、ヘラクレスオオカブトの勝利。 | 1月27日       | |
| 5話            | スペシャルマッチ オオエンマハンミョウVSケツァルコアトルス                    | アニメオリジナル                                                                | 洞窟                                 | Oh（オー）！ A（ア） Go（ゴー）！地獄落とし                                           | 開始前にオオエンマハンミョウがケツァルコアトルスに開幕反則による奇襲攻撃をした後、空を飛べる分有利なケツァルコアトルスが先制。嘴で何度もオオエンマハンミョウを落としにかかるも、外骨格の影響で致命傷にはならず、一瞬の隙をついてオオエンマハンミョウが攻撃を躱して逆転。体をよじ登り首に噛みついた影響で両者とも鍾乳石に激突したものの無事であり、その後はケツァルコアトルスは恐れ入ったとばかりに命からがら岩場に脱出し戦意喪失となり自ら負けを選び、ルールによりオオエンマハンミョウの勝利。 | 2月3日        | |
| 6話            | スペシャルマッチ シベリアトラVSスミロドン                                    | アニメオリジナル                                                                | 岩場（途中から夕暮れになる）         | ジャンピング・タイガー・バイト                                                        | 時空を超えた新旧ネコ科対決。序盤は筋力の差でスミロドンがヒット・アンド・アウェイ打法を繰り広げ、戦いは夕暮れまで長引き、その持久力の差でシベリアトラが優位に立ち、最後はスミロドンをフェイントで止めを刺し、シベリアトラの勝利。決着後は夕日を背にシベリアトラが悠然と佇んでいた。 | 2月10日       | |
| 7話            | スペシャルマッチ アフリカゾウVSオオスズメバチ                                | アニメオリジナル                                                                | 荒野                                 | ポイズンニードルラッシュ ロングノーズパワーボム                                       | 序盤はオオスズメバチが果敢に攻めまくり、毒針をアフリカゾウのお尻に2度突き刺すことに成功し、一度倒れたアフリカゾウだが、逆に逆鱗に触れ激昂状態に突入したため、長い鼻で崩れた岩の破片をオオスズメバチに投げて撃ち落とす。その後はオオスズメバチは逃げ出そうとしたが、アフリカゾウに追い付かれた上に鼻で掴まれ、そのまま槍投げの如く地面に突き刺さり、最後は全体重をのしかからせて怒り任せに地面もろとも踏みつけ、アフリカゾウの勝利。決着後アフリカゾウは今一度入念にオオスズメバチが生き埋めにされたことを確認し、仁王立ちしながら勝ち名乗りを上げた。 | 2月17日       | |
| 8話            | スペシャルマッチ ペルビアンジャイアントオオムカデVSアンドリューサルクス      | 異種最強王図鑑 2回戦-6                                                          | 洞窟                                 | 忍法 空百足之術（にんぽう うつむかでのじゅつ）                                        | 序盤はアンドリューサルクスが大顎を使って攻めまくるが、その隙にペルビアンジャイアントオオムカデが足に噛みつく。アンドリューサルクスは毒で体力が奪われながらも、最後の力を振り絞り襲い掛かるもそれは抜け殻であり、最後は脱け殻を利用したフェイントで仕留めきり、ペルビアンジャイアントオオムカデの勝利。 | 2月24日       | |
| 9話            | モースト特別編集 切り抜き最強王〜スペシャルマッチ〜（総集編1）               | なし                                                                            | なし                                 | なし                                                                                  | スペシャルマッチの総集編。次回の第10話からはレギュラーマッチに突入することもアナウンスされた。 | 3月2日        | |
| 10話           | レギュラーマッチ キリンVSユウティラヌス                                      | アニメオリジナル                                                                | 森林                                 | 肉を切らせて骨を断つキック                                                            | 序盤はユウティラヌスが鋭い爪で引き裂こうとするも、キリンは長い首で相手の動きを見極め、近づこうとしたユウティラヌスに前足の蹴りをお見舞いして近付けさせない。そして、ユウティラヌスがキリンに真正面から接近戦に持ち込み鋭い爪での切り裂きと前脚の蹴り続ける猛攻を展開し、キリンは長い脚故にユウティラヌスの爪が当たり続けてダメージを負ってしまうものの、キリンの蹄から繰り出されたキックがユウティラヌスの顔に命中し、キリンの勝利。決着後キリンは咆哮を上げた後にてへぺろ顔を披露して愛嬌のある一面を覗かせた。 | 3月9日        | |
| 11話           | レギュラーマッチ カバVSデスストーカー                                        | アニメオリジナル                                                                | 荒野（夜）                           | ヒポポアングリースイング                                                              | 序盤はカバが猛追し、途中デスストーカーに背中を刺されてしまうが、皮下脂肪で遮られたものの暴走して岩に激突し、カバが意識を失い、先にデスストーカーが意識を取り戻し、カバの口の中にもう一度毒針を刺そうとしたところでカバが反射的に意識を取り戻し、口で受け止める。その後は反撃に成功し、振り回しからの体当たりでデスストーカーを岩に激突させカバの勝利。 | 3月16日       | |
| 12話           | レギュラーマッチ プルスサウルスVSトリケラトプス                              | アニメオリジナル                                                                | 岩場                                 | トップ・オブ・デスロール                                                              | トリケラトプスが最初こそ優位に立つが、崖下から突き落としたはずのプルスサウルスが奇襲を仕掛け、トリケラトプスの首元に噛みついてデスロールにより逆転し、崖下へ叩き落としてプルスサウルスの勝利。 | 3月23日       | |
| 13話           | レギュラーマッチ パラケラテリウムVSアンキロサウルス                          | アニメオリジナル                                                                | 氷原                                 | ラッキー・スターブロウ                                                                | 序盤はパラケラテリウムが背の高さによって優勢だったが、20トンという巨体で偶然にも氷が割れたことでチャンスを呼び、アンキロサウルスが尻尾で放った渾身の一撃でパラケラテリウムの顔に直撃し、アンキロサウルスの勝利。 | 3月30日       | |
| 14話           | レギュラーマッチ ミイデラゴミムシVSシベリアトラ                              | アニメオリジナル                                                                | 森林                                 | 全方位型ガスロケットランチャー                                                        | ミイデラゴミムシは周囲の木々に潜みながら何度も攻撃してくるシベリアトラにガス噴射で対抗し、しばらくして死角を狙ってシベリアトラに飛び掛かられそうになったが、ミイデラゴミムシの噴射口は前後左右に動かすことができる特徴があり、体の向きはそのままで噴射口だけを動かして1発かますことに成功。この1発を受けたシベリアトラは勝ち筋は見えないと判断したか敗北を悟り、潔く森の中へと去り撤収したため、ルールによりミイデラゴミムシの勝利。決着後ミイデラゴミムシは自信満々に4発目のガスを放った。 | 4月6日        | ミイデラゴミムシは最強王図鑑シリーズ初勝利となった。 |
| 15話           | レギュラーマッチ ケツァルコアトルスVSキリン                                  | アニメオリジナル                                                                | 岩場                                 | ゴッドアローアタック                                                                  | 序盤キリンはネッキング攻撃を使い空中から滑空攻撃を仕掛けたケツァルコアトルスにカウンターを仕掛けたり、前蹴りで攻撃を仕掛けたりしたが、決定打にはならず次第に相手に背中へ跨がわれた上に狭い一本道に立たされた結果、前方から勢いよく飛行してくるケツァルコアトルスの攻撃に躱すことできず倒れ、ケツァルコアトルスの勝利。 | 4月13日       | |
| 16話           | レギュラーマッチ シロサイVSパラポネラ                                        | アニメオリジナル                                                                | 荒野                                 | アングリーナイトランス〜実はずっと痛かった〜                                          | パラポネラは毒針の一撃をシロサイに喰らわせた他、事前に掘ってあった穴を使い奇襲を仕掛けようとしたが、シロサイの皮膚は丈夫であり、なおかつ聴覚に優れているためパラポネラの作戦はほとんど通用せず、シロサイに居場所を突き止められたうえに地ならしによる攻撃をされてしまい、パラポネラは慌てて地上に脱出したところでシロサイの角攻撃を喰らい、一撃で倒されてシロサイの勝利。なお、この際にシロサイもパラポネラの毒が回り眩暈を起こし倒れてしまったが、先にパラポネラがダウンしたためシロサイの勝利が確定した。 | 4月20日       | |
| 17話           | レギュラーマッチ スピノサウルスVSカバ                                        | アニメオリジナル                                                                | 氷原                                 | アンダーウォーターハント                                                              | スピノサウルスは氷原の寒さに凍えた状態でカバのタックルを何度も喰らいつつも、地上は寒くても水温は温かいままになっている水中で機動力の差を見せつけスピノサウルスの勝利。 | 4月27日       | |
| 18話           | レギュラーマッチ アンドリューサルクスVSホッキョクグマ                        | アニメオリジナル                                                                | 森林                                 | ギガント顎（あぎと）クラッシュ                                                        | スピードによるデッドヒートを見せた後、ホッキョクグマが張り手を決めた際にアンドリューサルクスが大顎で噛みつき、ホッキョクグマはそれを跳ね除けるが、時すでに遅く倒れ、ギリギリの勝負に打ち勝ったアンドリューサルクスの勝利。 | 5月4日        | |
| 19話           | レギュラーマッチ ケツァルコアトルスVSデスストーカー                          | アニメオリジナル                                                                | 森林                                 | 風神エアロバティック                                                                  | 序盤はケツァルコアトルスが優勢だったが、デスストーカーがケツァルコアトルスの口の中に毒針を仕掛け、敗北は決定的と思われる状況でスコールが発生したことによりケツァルコアトルスが目を覚まして上昇気流を掴んでデスストーカーを叩き落とすことに成功し、デスストーカーは立ち上がることもできずにそのまま倒れ、ケツァルコアトルスの勝利。 | 5月11日       | |
| 20話           | レギュラーマッチ プルスサウルスVSシロサイ                                    | アニメオリジナル                                                                | 荒野（途中で砂嵐が発生）             | プルスデンジャラスコンボ                                                              | 突如として発生した砂嵐に紛れて利用したシロサイの突進でプルスサウルスは苦戦しながらも、目を瞬膜で保護したことで最後の一撃を見切り、のしかかり攻撃からの尻尾による凪払いのコンボ攻撃でプルスサウルスの勝利。 | 5月18日       | |
| 21話           | レギュラーマッチ アルゼンチノサウルスVSオオエンマハンミョウ                  | アニメオリジナル                                                                | 岩場                                 | アルゼンチノデッドコースター                                                          | アルゼンチノサウルスはオオエンマハンミョウの開幕反則による奇襲攻撃を足に受けたものの動じずに一蹴した後、序盤はオオエンマハンミョウが何度もアルゼンチノサウルスの足を挟んで攻撃したが、こちらは太く凝縮した筋肉の塊で、とてもダメージを与えられるようなものではなく、足踏みによる震動や長い胴体を使ったスライダー攻撃、そして止めに長く太い首によるかち上げ攻撃でそのままオオエンマハンミョウを宇宙へ吹き飛ばし、アルゼンチノサウルスの勝利。 | 5月25日       | |
| 22話           | レギュラーマッチ キリンVSオオスズメバチ                                      | アニメオリジナル                                                                | 荒野（途中から夕方になる）           | 無限スタミナ落とし！                                                                  | 序盤はオオスズメバチはキリンに顎を鳴らして威嚇したり、死角となる頭上から奇襲をかけたりする戦術を披露したが、キリンのネッキング攻撃を前には迂闊に攻めることができず、終いには毒針を折られてしまい再生できなくなる。その後もオオスズメバチはキリンの攻撃を躱し続けている内に数時間経過し夕方まで戦闘が長引いた結果、キリンがスタミナ切れにより倒れ、驚異のスタミナで粘り勝ったオオスズメバチの勝利。 | 6月1日        | |
| 23話           | レギュラーマッチ ティラノサウルスVSトリケラトプス                            | 恐竜最強王図鑑 2回戦-5/恐竜タッグ最強王図鑑 2回戦-1                             | 荒野                                 | ティラノバイトアナライズカウンター                                                    | 同時代ライバル対決。両者一歩も譲らぬ攻防を見せるが、トリケラトプスが突撃を決める。しかし、知能が高い上に立体視が可能なティラノサウルスは最小限の動きで回避し、不覚を取ったトリケラトプスの背後に噛みつき、ティラノサウルスの勝利。ティラノサウルスの眼力が明暗を分ける結果になった。 | 6月8日        | |
| 24話           | レギュラーマッチ ライオンVSシベリアトラ                                      | 動物最強王図鑑 準々決勝-1                                                       | 岩場                                 | 獅子王の奮迅（クラッシュ・オブ・キング）！                                            | 永遠のライバル対決、岩場にある陸橋の上でスタート。序盤こそ体格差の影響でシベリアトラがやや押していたが、ライオンは王者の眼でわざと攻撃を食らうことで油断させてカウンターをお見舞いしたが、両者転落した末、ライオンはネコ科特有の柔軟性と前脚の力によりわずかな落下で済み、ライオンの勝利。決着後は岩の上に這い上がった後、雄叫びを轟かせていた。 | 6月15日       | |
| 25話           | レギュラーマッチ ヘラクレスオオカブトVSオオエンマハンミョウ                  | 昆虫最強王図鑑 準決勝-1                                                         | 森林                                 | ホールド・ユー・タイト                                                                | ヘラクレスオオカブトはオオエンマハンミョウの開幕反則による奇襲攻撃を見切って跳ね返した他、長い角による投げ攻撃を何度もお見舞いする。暫くして背中をよじ登られてしまったが、硬く丸みを帯びているヘラクレスオオカブトの甲殻にはオオエンマハンミョウの大顎が刺さらずにそのまま振り払われ、猛攻の末に無防備になったところを再度角で捕えつつ内側の角をオオエンマハンミョウの腹部を食い込ませてヘラクレスオオカブトの勝利。 | 6月22日       | |
| 26話           | レギュラーマッチ プルスサウルスVSミイデラゴミムシ                            | アニメオリジナル                                                                | 洞窟                                 | 怒りのプルスイング                                                                    | ミイデラゴミムシは巨大化した体を活かした最初のガス攻撃で相手を吹き飛ばした後、わざと口の中に入ってから2回ガス噴射攻撃を行い、追い出されてもなお4度目のガス噴射で攻撃し、その一撃こそ躱されたもののすぐさま洞窟の隙間へ逃げ込む。そしてプルスサウルスを岩の隙間に挟んで動けなくし、最後の1発を撃とうとしたところでガス切れになり、結果としてその隙にプルスサウルスは岩を破壊して抜け出され、ミイデラゴミムシは逃げようとしたが、間に合わずにプルスサウルスの怒りの尻尾の一撃で吹き飛ばされ、プルスサウルスの勝利。 | 6月29日       | |
| 27話           | レギュラーマッチ アンキロサウルスVSティタノボア                              | アニメオリジナル                                                                | 岩場                                 | オロチ岩石固め！                                                                      | 序盤はアンキロサウルスがティタノボアの巻き付き攻撃を早速喰らってしまうも、締め付けられる度に体のトゲが食い込んでしまい、逆にティタノボアにダメージが入る。その後は慌てて離れた隙にハンマーの一撃を加え退散させるも、逃がさまい見た目に反して素早い動きでティタノボアを行き止まりに追い込んだが、再度ハンマーの攻撃を仕掛けた際にティタノボアが尻尾の付け根を噛みついた挙げ句、そのまま背中を岩と接するように締め付けることでアンキロサウルスの骨の鎧を無効化し岩石に磔状態にしたため、ティタノボアの勝利。 | 7月6日        | |
| 28話           | レギュラーマッチ ライオンVSルブロンオオツチグモ                              | アニメオリジナル                                                                | 洞窟                                 | ライオンハートダイブ                                                                  | 序盤はルブロンオオツチグモが毒の毛を撒き散らして先制攻撃を仕掛けたり、毒牙で噛みついたりしてライオンを追い詰めようとしたが、一時退却の振りをして正面突破を仕掛けたライオンの反撃を受けたルブロンオオツチグモは倒れ、ライオンの勝利。 | 7月13日       | |
| 29話           | レギュラーマッチ ユウティラヌスVSスミロドン                                  | アニメオリジナル                                                                | 岩場                                 | 熱き闘魂のノーサイド                                                                  | 両者共に一歩も譲らぬ攻防を見せたが、互いに持久力が乏しく、同時に倒れたため勝敗判定は不能となり、最強王決定戦としては初の引き分けかつ無効試合扱いとなる。 | 7月20日       | |
| 30話           | レギュラーマッチ インペリアルマンモスVSパラポネラ                            | アニメオリジナル                                                                | 森林                                 | THE（ザ） 反則勝（が）ち〜パラポネラ退場！ アリよさらば！〜                           | 体格差不利を覆すべく事前に掘った巣穴から圧倒的スピードで攻撃を仕掛けた…ように見えたパラポネラだったが、巣穴には7匹のパラポネラが控えており、インペリアルマンモスが鼻から息を吸い込んで大噴射し、カラクリが露見。最初から集団で入場しなかったパラポネラはMr.モーストからレッドカード扱いとなり失格。結果として毛皮と皮下脂肪で集団攻撃を凌いだこともあり、順当にインペリアルマンモスの判定勝ちとなった。 | 7月27日       | |
| 31話           | レギュラーマッチ オオスズメバチVSミイデラゴミムシ                            | アニメオリジナル                                                                | 岩場                                 | ガスと共に去りぬ！                                                                    | オオスズメバチは岩山に登るミイデラゴミムシのガス噴射を躱しつつ毒針で攻撃するものの、固い鞘翅により針が通らなかった事に加え、頂上から飛び掛かって至近距離のガスによって左の羽を火傷して飛べなくなり熱に弱い弱点を突かれてしまい、避けながらも劣勢に立たされる。3発中の内命中は1発のみだったミイデラゴミムシは最後の弾を逃亡用に使用し、本来の生態が役に立ち生存本能による逃亡劇を見せた末にルールによりオオスズメバチの繰り上げ勝利。 | 8月3日        | アニメでは初の敗北した側の必殺技のみが出た戦い。 |
| 32話           | レギュラーマッチ ティラノサウルスVSスピノサウルス                            | 恐竜最強王図鑑 準決勝-2                                                         | 氷原                                 | ティラノバイトアイスクエイク                                                          | とにかく巨大な大型肉食恐竜同士が遂にかち合う。水際でギリギリの攻防を見せティラノサウルスが不利に立たされるが、2本足で体重を支え踏ん張った結果、スピノサウルスの首元に噛みつき叩きつけ、ティラノサウルスの勝利。 | 8月10日       | |
| 33話           | モースト特別編集 ロード・トゥ・最強王（総集編2）                             | なし                                                                            | なし                                 | なし                                                                                  | 第1話から第32話までの総集編。8月23日にスペシャル上映の公開を控えるためその前振りとしてどんな種族が登場したかを部門別に駆け足で振り返る特別編。この第33話とスペシャル上映をもって、ついに第34話から最強王トーナメントが幕を開ける。 | 8月17日       | イニミニマニモ内における放送のみ本放送内において翌週よりスペシャル上映の公開およびそれに伴いプレゼント企画を実施する告知がテロップにて暗示された。 |
| 34話           | 最強王トーナメント1回戦-1 ライオンVSパラケラテリウム                         | アニメオリジナル                                                                | 岩場                                 | ブラックフォース・ライオンバイト                                                      | 最初こそパラケラテリウムが優位に立つものの、テストステロンの充満によりライオンが黒く鬣を染め上げ覚醒し、事前に高い岩場からパラケラテリウムのお尻に飛びついていたこともあり、体力がわずかに残っていたため反撃に成功し、パラケラテリウムが岩場に激突、混乱状態だった隙を突き柔軟性と瞬発力でアンバランスな巨体を転倒させて噛みつき、ライオンの勝利。決着後ライオンは走りながら雄叫びを上げた。1回戦は残り7試合。 | 8月24日       | 先述の通り、次回予告後にスペシャル上映公開記念によるプレゼント企画の告知が行われた。 この回については後述のイベントのファンとの交流で宣伝プロデューサーの伊藤が「本来であればパラケラテリウムの勝利は明白だった」と明かす。                                             |
| 35話           | 最強王トーナメント1回戦-2 インペリアルマンモスVSアフリカゾウ                 | 異種最強王図鑑 2回戦-8                                                          | 荒野                                 | 憤怒のエレファント・デストロイ・タックル                                              | 近縁種であるが故戦い方も似る両者、開始早々に激しい頭突きを繰り広げたり牙を駆使するなど、激しいパワー勝負が繰り広げられ、ここでインペリアルマンモスはアフリカゾウの牙を一発で折る。そして体格で勝るインペリアルマンモスが徐々に押すのだが、真っ向勝負では勝ち目はないと判断したアフリカゾウは、インペリアルマンモスに応えるかのように激昂状態の威嚇ポーズで応戦し、インペリアルマンモスの牙をへし折るとそれを防具として利用し、猛攻を避けた後に止めに腹側へ頭突きをお見舞いすると一瞬にしてインペリアルマンモスの巨体は崩れ落ちたことによりダウン判定になったため、アフリカゾウの勝利。1回戦は残り6試合。 | 8月31日       | |
| 36話           | 最強王トーナメント1回戦-3 アルゼンチノサウルスVSケツァルコアトルス           | アニメオリジナル                                                                | 荒野                                 | スカイハイドロップ！                                                                  | 序盤はアルゼンチノサウルスが長い首による打撃をケツァルコアトルスに一発喰らってしまうものの、その後はケツァルコアトルスは踏みつけ攻撃を何とか避け続け再び空へ待避し、嘴による突きや鼻フックで着実にダメージを与え、再び空へ向かおうとしたが、最後の最後で15メートルにもおよぶアルゼンチノサウルスの背丈からは逃れることはできずに透かさず皮膜を噛みつかれた後に地面に叩きつけられた後に倒れてアルゼンチノサウルスの勝利。1回戦は残り5試合。 | 9月7日        | |
| 37話           | 最強王トーナメント1回戦-4 ティラノサウルスVSデスストーカー                   | アニメオリジナル                                                                | 森林                                 | デッドフォールティラノバイト                                                          | ティラノサウルスは最初こそデスストーカーに毒針やハサミを使った攻撃に押されるかに見えたが、ティラノサウルス特有の優れた捕食者としての感覚器官の一つである恐竜界最強の嗅覚でデスストーカーの居場所を突き止めた後、後ろ足で押さえつけてデスストーカーの伝家の宝刀を封じると、強靭な噛み付き攻撃で投げ上げて甲殻を砕いては再び投げ噛み付き、最後には放り投げ、毒が回る前に瞬殺しティラノサウルスの勝利。1回戦は残り4試合。 | 9月14日       | |
| 38話           | 最強王トーナメント1回戦-5 オオスズメバチVSアンドリューサルクス               | アニメオリジナル                                                                | 岩場                                 | スカイフォールスティング！                                                            | 開始早々オオスズメバチはアンドリューサルクスの噛みつき攻撃を躱しながら、蝶のように舞いハチらしく刺すヒット・アンド・アウェイ打法で浅いながら連続攻撃をお見舞いする。一時劣勢に立たされながら、深手を負ってなお持久力と粘り強さで賭けに出る。オオスズメバチ顎を打ち鳴らす威嚇音を発するが、アンドリューサルクスはお構いなしに突進すると、オオスズメバチはジャンプした隙を見てアンドリューサルクスの腹部に毒針を打ち込むのだが、アンドリューサルクスは既に2回刺されておりそれが弱点に刺されたことで一気にダメージ倍増に繋がり、さらにアナフィラキシーショックにも襲われオオスズメバチの勝利。1回戦は残り3試合。 | 9月21日       | |
| 39話           | 最強王トーナメント1回戦-6 ティタノボアVSキリン                               | アニメオリジナル                                                                | 洞窟                                 | 暗黒螺旋締め（タイタン・ザ・スパイラル）                                              | 序盤はキリンがティタノボアの弱点である顔面にキックを決めるなど俊敏性で容易には攻められず、聴覚や嗅覚が大して発達しておらず視覚が特出したキリンを洞窟の奥地に誘い込む作戦にして、長い胴体や尻尾を巧みに使いキリンが尻尾を踏みつけたと思ったらそれはただの岩だったというフェイント攻撃の応酬、さらにヘビ特有のピット器官により、キリンを窒息させ文字通り手も足も出ない状態にしてティタノボアの勝利。1回戦は残り2試合。 | 9月28日       | |
| 40話           | 最強王トーナメント1回戦-7 ヘラクレスオオカブトVSスピノサウルス               | アニメオリジナル                                                                | 森林                                 | スピノツイスト&（アンド）ストンプ                                                     | ヘラクレスオオカブトがスピノサウルスの踏みつけ攻撃を羽で受け流した後、飛翔して森の中へ姿を隠しヒットアンドアウェイ戦法を披露したり、目の前で急降下して相手の胸部にしがみつき突き刺し攻撃を行い、さらに無理矢理引き剥がした際に鋭い爪で相手の皮膚を裂いたりとスピノサウルスを苦しめた後、止めの突き刺し攻撃をお見舞いする。しかしすんでのところでスピノサウルスが長い口による白羽取りで角を受け止め、そのままひっくり返され起き上がることができなくなる弱点を掴まれ、柔らかい腹部を踏まれスピノサウルスの勝利。1回戦は残り1試合。 | 10月5日       | |
| 41話           | 最強王トーナメント1回戦-8 プルスサウルスVSホッキョクグマ                     | アニメオリジナル                                                                | 氷原                                 | 復活のプルスイング                                                                    | 変温動物（爬虫類）であるプルスサウルスは序盤は思うように体が動かずホッキョクグマに攻め込まれてしまう。スピーディーに攻めるホッキョクグマのせいで顔に無数の傷をつけられてしまうが、見切りをつけたプルスサウルスは水中へ飛び込み、辛うじて水中の方が陸上より気温が高いことから、水の中から飛び出して襲い掛かる戦法へ変更したのが功を奏し、尻尾の一撃でホッキョクグマをはたき飛ばし水中に沈み撃沈したため、プルスサウルスの勝利。これをもって1回戦が終了。 | 10月12日      | |
| 42話           | 最強王トーナメント 熱闘!最強王トーナメント 頂点（トップ）への軌跡（総集編3） | なし                                                                            | なし                                 | なし                                                                                  | 1回戦の第34話から第41話までの総集編。 | 10月19日      | |
| 43話           | 最強王トーナメント 2回戦-1 オオスズメバチVSティタノボア                      | アニメオリジナル                                                                | 森林                                 | マッスルサバイバルデスロック！                                                        | 先制を仕掛けたのはスピードで上回るオオスズメバチ。ティタノボアの口に毒針を刺したため、毒針の影響かはたまた傷の影響か、顎が思うように動かなくなるが、ティタノボアは焦らずにヘビ特有の二股に分かれた先端を持つ舌で相手の位置を掴む。そして巨大な体でオオスズメバチを叩きつけたが、とうとう毒が全身に回り自由に動けなくなり、これをチャンスと見たオオスズメバチは胴体に毒を突き刺すが、本気で刺し過ぎた結果として毒針が抜けなくなってしまい、このチャンスをティタノボアは逃さず、オオスズメバチは体が小さいためいつもより軽く締め付けただけでダウンし、ティタノボアの勝利、準決勝進出が決定。2回戦は残り3試合。 | 10月26日      | オオスズメバチの敗北により、昆虫および節足動物の出番はこれが最後になった。 |
| 44話           | 最強王トーナメント 2回戦-2 ライオンVSアフリカゾウ                            | 動物最強王図鑑 準決勝-1/動物最強王図鑑PFP（パウンド・フォー・パウンド） 2回戦-3 | 岩場                                 | エレファントネックハント                                                              | ライオンは鬣を黒く染めたまま続行し、アフリカゾウはインペリアルマンモス戦で牙が折れたのが響きベストな状態で戦うことができないというアクシデントに見舞われた。さらに戦闘中に急所である足の裏を攻撃され傷を負ってしまった結果、首筋を噛みつかれ下剋上を達成され、ライオンの勝利、準決勝進出が決定。2回戦は残り2試合。 | 11月2日       | なお、この回においては原作『動物最強王図鑑』でアフリカゾウが、『動物最強王図鑑PFP（パウンド・フォー・パウンド）』においてはライオンが勝利している。戦闘体長を採択していない状況でのライオンの勝利に視聴者から非難の声が相次いだが、原作改変ではないことに注意されたい。 |
| 45話           | 最強王トーナメント 2回戦-3 ティラノサウルスVSアルゼンチノサウルス            | 恐竜最強王図鑑 決勝戦                                                           | 岩場（曇り空になり雷鳴が轟いている） | ティラノギロチンバイト！                                                              | 傷を持ち越しながらもデスストーカー戦で受けた毒を全快しつつあったティラノサウルスを前にアルゼンチノサウルスは悠然と突進し、足に噛みつかれるとそのまま痛みで足が沈みティラノサウルスに体重がのしかかるという善戦を見せるが、最終的に別の岩に落ちた雷で怯んでしまった隙にティラノサウルスが突き落とした後に噛みつきティラノサウルスの勝利、準決勝進出が決定。2回戦は残り1試合。 | 11月9日       | |
| 46話           | 最強王トーナメント 2回戦-4 スピノサウルスVSプルスサウルス                    | アニメオリジナル                                                                | 洞窟                                 | マーベラスデスロール                                                                  | プルスサウルスは傷を持ち越しながらもホッキョクグマ戦で受けた頭部と腹に傷がある状態で戦闘し、尻尾と牙の応戦により白熱した試合を見せた両者、序盤にてまたしても顎を抑えられてしまうが、これを力ずくで振り払い、スピノサウルスの噛み付きも横回転で何とか振りほどき、最終的にスピノサウルスの牙が首に突き刺さるが、プルスサウルスも負けじと首を噛み付き返し、そのまま久し振りのデスロールを喰らわせてスピノサウルスを岩に激突させプルスサウルスの勝利、準決勝進出が決定。これをもって2回戦が終了し、遂にベスト4こと四強が出揃った。 | 11月16日      | |
| 47話           | エキシビションマッチ メガロドンVSモササウルス                                | アニメオリジナル                                                                | 海の中                               | 猛者鋸魚雷撃（モサ・のこぎりぎょらいげき）！                                          | 試合が開始されると、両者先制攻撃のタイミングはほぼ同時。モササウルスがメガロドンを岩に激突させヒットアンドアウェイを繰り出すかと思えば、歯が欠けてなお抜群の切れ味を見せるメガロドンが噛みつきで優位に立つなど怒涛の攻防が繰り広げられる。その道中でモササウルスは息継ぎのため水面へ向かい、メガロドンは阻止しようと追う。しかしメガロドンは最高速度が2キロメートル弱と比較的遅く、数十倍近く泳げるモササウルスの方が上だったために間に合わず、大ジャンプを見せ酸素を吸収し体力を回復すると、特有の顎内関節を駆使し最大限の噛みつきを見せ、メガロドンの腹部を捕えてそのまま岩へ叩き付け、モササウルスの勝利。 | 11月23日      | |
| 48話           | 最強王トーナメント 準決勝-1 ライオンVSティラノサウルス                       | 異種最強王図鑑 準々決勝-2                                                       | 岩場（途中で砂嵐が発生）             | なし                                                                                  | 第1話のスペシャルマッチ以来の再戦。ティラノサウルスは圧倒的パワーと攻撃力、ライオンは瞬発力とスピードで瞬き厳禁の攻防が続く。その目まぐるしさは必殺技演出を入れる暇もないほど激しいものとなり、しかも決着もほぼ体格差がものを言ったほど両者残り体力が少ない状態で決することとなり、ティラノサウルスの勝利、決勝戦進出が決定。準決勝は残り1試合。 | 11月30日      | ライオンの敗北により、動物の出番はこれが最後になった。 |
| 49話           | 最強王トーナメント 準決勝-2 ティタノボアVSプルスサウルス                     | 異種最強王図鑑 準々決勝-1                                                       | 森林                                 | プルスマキシマムデスバイト                                                            | 先に仕掛けたのはプルスサウルスだったが、ティタノボアはこれを難なく躱す。しかし、ここで長い尻尾による攻撃がクリーンヒットするが、長い体を柔軟に動かしたティタノボアが締め付け攻撃に入るが、プルスサウルスはローリングによりこれを脱すると再び頭部への噛みつきを試みるが、コブラツイストに例えられるほどの強力な締め上げ（Mr.モースト曰く「ティタノツイスト」）がプルスサウルスを襲う。このままティタノボアが勝利すると思われた矢先、プルスサウルスが必死に暴れた。実は原作『異種最強王図鑑』と違い水中ではないため窒息が難しく、激しく振りほどくことに成功したプルスサウルスがティタノボアの頭部を噛み砕きプルスサウルスの勝利、決勝戦進出が決定。 | 12月7日       | 原作『異種最強王図鑑』ではティタノボアが勝利していた。また、視聴者を非難させないためか試合後にMr.モーストからは「実力は五分と五分、バトルフィールドが違えばまた違う結果になったかもしれない」と解説された。                                                             |
| 50話（最終話） | 最強王トーナメント 決勝 プルスサウルスVSティラノサウルス                     | アニメオリジナル                                                                | 荒野(夕方)                           | プルスイング/ティラノバイト!! / マーベラスデスロール / メテオインパクトティラノバイト | 夕日を背に、荒涼とした荒野で決勝のゴングが鳴り響く。先にティラノサウルスが突進、それに応えるかのようにプルスイングで攻撃を仕掛けるプルスサウルスをティラノサウルスがティラノバイトで真正面から受け止めるといった目まぐるしい応酬が続く。プルスサウルスはローリングで薙ぎ払い噛み付くも、ティラノサウルスはボディプレスをギリギリ躱しプルスサウルスの背中に立ち踏みつける。しかしプルスサウルスはティラノサウルスの弱点を見切ると猛タックルで転倒させて右足に噛みつきマーベラスデスロールを発動したが、ティラノサウルスは左足の強烈な蹴りで脱出には成功し、プルスサウルスはダメージを受けたたものの両者ローリングにより砂まみれになるものの、最後の力を振り絞り互いに急所に噛みつき合ったり、激しい攻撃の応酬が続く。満身創痍の中、最後はティラノサウルスが隕石衝突の回想を挟み、渾身の力を乗せた嚙みつきでプルスサウルスにとどめを刺し、ティラノサウルスの勝利。最強王の座を手にしたのはティラノサウルスとなり、巨大な咆哮をあげたその巨大な口には「最強王」とあしらわれた巨大なメダルが掲げられていた。最後にティラノサウルスが初代最強王であることやこれまで熱きバトルを見せてくれた全ての生物たちが映され、画面が四分割されこれまでのバトルを振り返る形で終了した。 | 12月14日      | |

#### 最強王図鑑 　The Ultimate Battles　ベストセレクション
| 回数             | エピソード名                                                | 本編での話数 | 放送日          | 備考 |
| ---------------- | ----------------------------------------------------------- | ------------ | --------------- | --- |
| 第1回            | スペシャルマッチ インペリアルマンモスVSトリケラトプス       | 2話          | 2024年 12月21日 | この放送直後に第2期となる『The Ultimate Tournament』の製作が決定したことを発表するティザームービーが公開され、後にYouTubeにも公開された。             |
| 第2回            | スペシャルマッチ スピノサウルスVSティタノボア               | 3話          | 2025年 1月4日   | |
| 第3回            | スペシャルマッチ オオエンマハンミョウVSケツァルコアトルス   | 5話          | 1月11日         | |
| 第4回            | レギュラーマッチ キリンVSユウティラヌス                     | 10話         | 1月18日         | |
| 第5回            | レギュラーマッチ プルスサウルスVSトリケラトプス             | 12話         | 1月25日         | |
| 第6回            | レギュラーマッチ パラケラテリウムVSアンキロサウルス         | 13話         | 2月1日          | |
| 第7回            | レギュラーマッチ スピノサウルスVSカバ                       | 17話         | 2月8日          | |
| 第8回            | レギュラーマッチ ケツァルコアトルスVSキリン                 | 15話         | 2月15日         | |
| 第9回            | レギュラーマッチ アルゼンチノサウルスVSオオエンマハンミョウ | 21話         | 2月22日         | |
| 第10回           | レギュラーマッチ アンキロサウルスVSティタノボア             | 27話         | 3月1日          | |
| 第11回           | レギュラーマッチ ティラノサウルスVSスピノサウルス           | 32話         | 3月8日          | |
| 第12回           | レギュラーマッチ ユウティラヌスVSスミロドン                 | 29話         | 3月15日         | |
| 第13回           | エキシビションマッチ メガロドンVSモササウルス               | 47話         | 3月22日         | |
| 第14回（最終回） | レギュラーマッチ ティラノサウルスVSトリケラトプス           | 23話         | 3月29日         | 原来であれば次回予告にあたる部分で第2期である『The Ultimate Tournament』のPVが放送された。 なお、イニミニマニモ内においてはこれが最後の放送となった。 |

#### 最強王図鑑 　The Ultimate Tournament
| 話数 | エピソード名                                                                   | 原作                                                     | バトルフィールド                                                  | フィールド移動の理由 | 登場した必殺技                                                                        | 結果 | 放送日        | 備考 |
| ---- | ------------------------------------------------------------------------------ | -------------------------------------------------------- | ----------------------------------------------------------------- | --- | ------------------------------------------------------------------------------------- | --- | ------------- | --- |
| 1話  | ノックアウトラウンド-1 ティラノサウルスVSトリケラトプス                        | 恐竜最強王図鑑 2回戦-5/恐竜タッグ最強王図鑑 2回戦-1      | 氷原→荒野                                                         | ティラノサウルスがティラノバイトアイスクエイクを決めそのままトリケラトプスを噛み付いて滑らせてティラノサウルスはそのトリケラトプスを追って荒野への移動となった。         | ティラノバイトアイスクエイク トライセラカウンターアタック                             | 第1期第23話のレギュラーマッチ以来の再戦。トリケラトプスは前回の反省を踏まえティラノサウルスの攻撃を上手く躱しティラノサウルスを水際へ追い詰めるが、ただでは屈しないティラノサウルスはトリケラトプスを気絶させ、そしてトリケラトプスもろとも荒野へ移動して起死回生を図るが、正面からフリルへ噛みついたのが大きな仇になり、低位置から角で突き上げてティラノサウルスの頭部を強打させ一発逆転に成功となり、トリケラトプスの勝利、初勝利となり、初代最強王を初戦で打ち負かす大波乱の幕開けとなった。 | 2025年 4月6日 | 原作およびアニメ第1期第23話ではいずれもティラノサウルスが勝利していた。 第1期第23話の映像が回想に使われた。 |
| 2話  | ノックアウトラウンド-2 パラケラテリウムVSティタノボア                          | アニメオリジナル                                         | 森林→洞窟                                                         | ティタノボアはティタノロックを決めたが、パラケラテリウムも抵抗する内に森林の穴に落ちたためそのまま洞窟への移動となった。                                                 | ティタノロック 限界突破！パラケラダンス！                                             | 絶滅動物、実力派同士の対決。試合開始直後からパラケラテリウムが頑丈な足腰でティタノボアを蹴り上げるも、一時的にティタノロックの餌食になるが、大きな体のため威力も半減し、大したダメージは受けず必死にもがいたところ洞窟へ落下したことにより自身はダメージは受けたもののティタノロックからは逃れ、強烈な頭突きで止めを刺そうとするがティタノボアが石壁を登って回避したためそのまま頭から激突してしまうが、間一髪のところで大事には至らず、衝撃で落下したティタノボアを踏みつけたところで決着し、仁王立ちして勝利の雄叫びを上げたパラケラテリウムの勝利、初勝利となった。 | 4月13日       | |
| 3話  | ノックアウトラウンド-3 ケツァルコアトルスVSヘラクレスオオカブト                | アニメオリジナル                                         | 洞窟→岩場                                                         | ケツァルコアトルスの翼は洞窟では大きすぎるので不利だったため、ケツァルコアトルスはヘラクレスオオカブトを乗せたまま天井の裂け目から脱出し、そのまま岩場への移動となった。 | 逆転のヘラクレススープレックス！                                                      | 序盤、ヘラクレスオオカブトはケツァルコアトルスの嘴攻撃を固い外骨格で耐え凌ぎ、飛ぶのがあまり得意ではないにもかかわらず空を飛んで鍾乳石に退避し、ケツァルコアトルスの首に角を刺した後は背中に飛び乗ったヘラクレスオオカブト。ここでケツァルコアトルスの機転により洞窟を脱出し岩場へと舞台を移し高度のある上空から叩き落されてしまうが、ケツァルコアトルスの嘴を2本の角で掴み、そのままスープレックスの要領で叩き付けヘラクレスオオカブトの勝利。 | 4月20日       | 第1期第5話の映像が回想に使われた。 |
| 4話  | ノックアウトラウンド-4 ペルビアンジャイアントオオムカデVSキリン                | アニメオリジナル                                         | 岩場→森林                                                         | ペルビアンジャイアントオオムカデはキリンから逃げ、そのペルビアンジャイアントオオムカデを追ってキリンも森林への移動となった。                                             | 忍法 影振子（にんぽう かげふりこ）！ 逆転サヨナラネックカウンター！                   | 試合開始早々にキリンはペルビアンジャイアントオオムカデに咬まれ、猛毒をお見舞いされてしまう。図に乗ったペルビアンジャイアントオオムカデはキリンの後ろ足に噛みつこうとするが、これを強烈な蹴り上げで撃退。そしてキリンはペルビアンジャイアントオオムカデの尻尾を踏みつけ一部を引きちぎることに成功し、毒が効き始めてなお猛追し、その後はペルビアンジャイアントオオムカデとの格闘の末に森林に迷い込むが、自慢のネッキングで奇襲を仕掛けようとしたペルビアンジャイアントオオムカデを吹き飛ばしキリンの勝利。決着後は雄叫びを上げた。 | 4月20日       | |
| 5話  | エキシビションステージ 最強王ドラゴンリーグ-1 ファイヤー・ドレイクVS応龍       | アニメオリジナル                                         | 古代神殿の廃墟（天候：夜空→途中から応龍の神通力により雷雲が発生） | バトルフィールド移動なし。 | エターナルドラゴンフレイム！ 雷矢招来（らいししょうらい）                             | 序盤はファイヤー・ドレイクが応龍を攻め立て、一時的に火炎放射で応龍の口周りの酸素を燃やして呼吸困難に陥らせ、爪と牙による噛みつきで猛攻したが、応龍が神通力でファイヤー・ドレイクの猛攻を弾き返した後、天候操作の雷を駆使し応龍の勝利。 | 5月4日        | |
| 6話  | ノックアウトラウンド-5 スピノサウルスVSアフリカゾウ                            | アニメオリジナル                                         | 岩場→氷原                                                         | スピノサウルスはアフリカゾウから逃げ、そのスピノサウルスを追ってアフリカゾウも氷原への移動となった。                                                                     | ジャイアントスピノスラッシュ                                                          | 序盤はアフリカゾウが猛烈な体当たりを決めるが、氷原に移動したことで牙での突き上げを決め切ることができず、最後は巨大な尾びれではたき落とされ水中に沈み、スピノサウルスの勝利。 | 5月11日       | |
| 7話  | ノックアウトラウンド-6 パラポネラVSアルゼンチノサウルス                        | アニメオリジナル                                         | 荒野                                                              | バトルフィールド移動なし。 | 怒りのアルゼンチノスイング〜アリよさらば〜                                            | 試合開始直後、アルゼンチノサウルスはうまくパラポネラを払いのける。その後は巣穴へ退避し猛スピードで攻撃したかに見えていたが、パラポネラはまたしても集団で挑んでいたことが発覚し、今回は9匹に増えたものの、TTに特別に認められた。一時はアルゼンチノサウルスの鼻の穴に毒針を刺すなど善戦し、一時巣穴に隠れたが、肝心ところで息が合わずに途中から各々もたついて連携力が乱れてしまい、その隙をついたアルゼンチノサウルスの怒りの地ならしでパラポネラたちは次々と脱出し戦意喪失、猛スピードで逃走し、最後の一匹も逃走しようとしたが間に合わず、アルゼンチノサウルスが怒りの尻尾の一撃で薙ぎ払い、アルゼンチノサウルスの勝利。 | 5月18日       | 第1期第30話の映像が回想に使われた。 |
| 8話  | ノックアウトラウンド-7 デスストーカーVSシロサイ                                | アニメオリジナル                                         | 洞窟                                                              | バトルフィールド移動なし。 | 逆転のフリップスティンガー                                                            | 序盤、シロサイは突進を仕掛けデスストーカーにダメージを与えたが、途中からデスストーカーは回避してシロサイを自爆させ翻弄させたが、頭突きによりデスストーカーは岩の下敷きになりかける寸前にハサミを使って穴を掘り、その後はハサミで足を攻撃して転倒させハサミで足を固定し、シロサイの柔らかい腹部の皮膚に尻尾の毒針を突き刺したためデスストーカーの勝利、初勝利となった。 | 5月25日       | |
| 9話  | ノックアウトラウンド-8 ライオンVSアンドリューサルクス                          | アニメオリジナル                                         | 荒野→古代神殿の廃墟                                               | ライオンはアンドリューサルクスに吹き飛ばされてアンドリューサルクスもそのライオンを追って古代神殿の廃墟への移動となった。                                                 | ギガント顎（あぎと）クラッシュ 雷音（らいおん）脳天落とし                             | 序盤はアンドリューサルクスがタックルを食らわせライオンを古代神殿の廃墟に移動させ、激しい追跡戦の末、柱に追い込みそれをタックルで破壊してライオンを転落させ、無防備になったライオンの背中に向けてギガント顎（あぎと）クラッシュを決めようとしたが、闘志を燃やしたライオンがひねりで躱して雷音（らいおん）脳天落としをアンドリューサルクスの鼻頭に喰らわせるとアンドリューサルクスは転落し、地面に倒れ込んだことによってダウン判定になり、ライオンの勝利。決着後ライオンは倒れた柱の上に飛び乗り、勝利の雄叫びを上げた。 | 6月1日        | |
| 10話 | ノックアウトラウンド-9 ミイデラゴミムシVSインペリアルマンモス                  | アニメオリジナル                                         | 洞窟→氷原                                                         | ミイデラゴミムシはインペリアルマンモスから逃げインペリアルマンモスもそのミイデラゴミムシを追って氷原への移動となった。                                                   | ザ・ホース・ガンエレファントジェット・ボム                                            | 序盤はインペリアルマンモスがミイデラゴミムシを牙で斬りつけひっくり返すが、硬い外骨格でダメージを防がれ、その後は洞窟の奥まで追い詰めたが、ミイデラゴミムシはガスを噴射し戦闘体長が大きくなったおかげで威力が上がったのかインペリアルマンモスの右の牙をへし折ることに成功し、悶絶した隙に氷原に移動して2発目の噴射を放つも無駄撃ちとなり躱され不発に終わるが、3発目の噴射は命中させ皮膚を焼くほどの大ダメージを負わせる。そして、最後の4発目を放とうした時にインペリアルマンモスは高い知性を持つために負けを認めたと見せかけて背を向け大きく鼻で息をして水を吸い込み噴射してガス噴射に対抗し水蒸気爆発を発生させ、ジェット噴射によってミイデラゴミムシを吹き飛ばし、そのまま左の牙で吹き飛ばし水面に沈めさせてインペリアルマンモスの勝利。 | 6月8日        | |
| 11話 | ノックアウトラウンド-10 プルスサウルスVSアンキロサウルス                       | アニメオリジナル                                         | 森林→岩場                                                         | アンキロサウルスはプルスサウルスから逃げプルスサウルスもそのアンキロサウルスを追って岩場への移動となった。                                                               | お待たせデスロール！〜最後の切り札〜                                                  | 史上最強の矛と盾の戦い。序盤、プルスサウルスはアンキロサウルスにプルスイングを喰らわせるが、頑丈な背中の装甲板の前に逆に尻尾にダメージを負ってしまい、アンキロサウルスには効かず逆にアンキロハンマーの直撃は免れたものの大ダメージを負ったが、プルスサウルスは2回目のアンキロハンマーを躱して側面が手薄になったアンキロサウルスに体当たりで木まで弾き飛ばす。さらに渾身のプルスイングで攻撃しまたも吹き飛ばした後、不利を悟ったアンキロサウルスは岩場へ移動しいつの間にかプルスサウルスの後ろにおり、奇襲を仕掛けて3回目のアンキロハンマーをお見舞いしたが、プルスサウルスは耐えてアンキロサウルスの左足に噛みつき、待ってましたと言わんばかりのデスロールが炸裂。アンキロサウルスは岩に激突してそのまま倒れたためプルスサウルスの勝利。 | 6月15日       | |
| 12話 | ノックアウトラウンド-11 ルブロンオオツチグモVSカバ                             | アニメオリジナル                                         | 森林                                                              | バトルフィールド移動なし。 | ヒポポノーブレッシングボディアタック〜瞳を閉じて〜                                    | 序盤、カバはルブロンオオツチグモに容赦なく体当たりを食らわせる。これに対してルブロンオオツチグモは毒牙でカバの背中に噛みついたが、自身の毒の威力とカバの皮下脂肪のせいであまり効かず、毒の毛をばら撒きカバを攪乱状態へと陥らせる戦法に変更させ、さらにカバの腹部の皮膚に2度目の毒牙を喰らわせる。しかし、カバは最後の気力を振り絞り目と鼻を閉じて毒の毛を防いで渾身の体当たりを食らわせ、ルブロンオオツチグモもこの会心の一撃をモロに食らったが、うまく着地しギリギリで耐えてダウン寸前まで追い込まれ、一方で勢い余ったカバは毒を浴び続けたことで判断力の低下により鈍ったことや大型動物によく見られる巨体によるブレーキの利きにくさか木に激突し一時的に気絶したことで自滅し、ルブロンオオツチグモの判定勝ちかつ初勝利となった。 | 6月22日       | 第1期第17話の映像が回想に使われた。 ルブロンオオツチグモは最強王図鑑シリーズ初勝利となった。 敗北した側の必殺技のみが出たのは第1期第31話以来。 |
| 13話 | エキシビションステージ 最強王ドラゴンリーグ−2 レインボー・サーペントVSヴリトラ | アニメオリジナル                                         | テーブルマウンテン（天候：夜空→嵐→霧→夜空）                       | バトルフィールド移動なし。 | レインボーイリュージョン 神魔威太刀（かまいたち）剣斬乱舞（けんざんらんぶ）           | 序盤はヴリトラが鎌鼬を畳み掛けるように連発し直撃させ、レインボー・サーペントはヴリトラを締め上げるが、加護によってノーダメージであり、レインボー・サーペントは一旦離れるが、ヴリトラは2度目の鎌鼬を直撃させた。するとレインボー・サーペントは天に昇り雨雲で太陽を隠すほどの嵐を発生させさらに霧を発生させヴリトラの弱点である日没まで時間を稼ごうとするが、ヴリトラに引っ掻かれ霧は止んでしまったもののいつの間にか上におり、ヴリトラはそれを鎌鼬で貫くが、それはレインボー・サーペントが虹で作った幻影であり、ここで日没になる。そして、レインボー・サーペントは再度ヴリトラを締め上げ、凄まじい勢いでダメージを与えるが、その瞬間に空が暗くなりヴリトラの加護が復活し逆転されてレインボー・サーペントは閉じ込められ、最後はヴリトラが幾つもの鎌鼬をレインボー・サーペントに一気に喰らわせ墜落させ、これが決め手となりヴリトラの勝利。 | 6月29日       | |
| 14話 | ノックアウトラウンド-12 ギガノトサウルスVSアンペロサウルス                     | アニメオリジナル                                         | 岩場                                                              | バトルフィールド移動なし。 | 超長鞭尻尾（ロングロングウィップテール） / シャープ・エッジギガスラッシュ             | 序盤はお互い静かな睨み合うほどの緊張感からスタート。先に動いたのはギガノトサウルス。眠れる獅子が目を覚ますかのように大ジャンプしてアンペロサウルスの首に噛みつこうとしたが、アンペロサウルスは退き、守りを固める。ギガノトサウルスはアンペロサウルスの背中を引っ掻くが、ほぼノーダメージになる。ギガノトサウルスは背中のトゲを引っ掻くが、それによって鉤爪の一本が折れてしまう。そしてアンペロサウルスは守りから攻撃ヘ転じると尻尾で三連撃を喰らわせギガノトサウルスを吹き飛ばし、踏みつけようとしたが、ギガノトサウルスは嗅覚でアンペロサウルスの匂いで気づくと踏みつけを躱し尻尾でアンペロサウルスを弾き飛ばす。着地を試みたアンペロサウルスだったが、岩に激突し起き上がれず、隙を見たギガノトサウルスが大ジャンプでアンペロサウルスの腹部に飛び乗ってからの噛みつきを4回喰らわせると、アンペロサウルスは即ダウンしたためギガノトサウルスの勝利。 | 7月6日        | 第13話後の第14話予告にて両者初参戦であることがMr.モーストにより説明された。 テレビ東京で放送された際の次回予告では「7月19日より「最強王図鑑フェスティバルin東京タワー」が開催！詳しくは番組公式ホームページまで！」というテロップが数秒間添えられていた。                                                 |
| 15話 | ノックアウトラウンド-13 オニヤンマVSオオスズメバチ                             | 昆虫最強王図鑑 2回戦-4                                   | 洞窟→森林                                                         | オオスズメバチは洞窟の抜け穴から脱出して逃げ、オニヤンマはそのオオスズメバチを追って森林への移動となった。                                                               | 鬼の大顎砕き                                                                          | 序盤、オオスズメバチは顎を鳴らしており、すでに殺気十分であるため、先に仕掛けたのはオオスズメバチで、いきなり毒針で攻撃しオニヤンマに襲いかかるが、オニヤンマはギリギリで避ける。オオスズメバチはオニヤンマに何度も毒針で襲いかかるが、オニヤンマに何度も何度も毒針攻撃を避け続け、カウンターの噛みつき攻撃で襲うが、オオスズメバチに避けられる。オニヤンマは鍾乳洞の一部を噛み砕くとオオスズメバチはオニヤンマの背後を取るが、オニヤンマはなんとか気づきとんぼ返りで華麗に避けて背後からの噛みつきを決めると、オオスズメバチは抜け穴から脱出し、森林へ移動して、持久戦に持ち込もうとした。オニヤンマは体力回復のために木に止まるとオオスズメバチはその隙を突き羽に何度もダメージを喰らわせる。オニヤンマはオオスズメバチを追いかけるが、オオスズメバチによって羽にダメージを受けていたため、飛翔が安定していないため、オオスズメバチはこれをチャンスと見てオオスズメバチは毒針攻撃を喰らわせようとするが、闘志を燃やしたオニヤンマはオオスズメバチに抱きつき錐揉み状態から地面に2回叩きつけて動けなくして、最後はオニヤンマはオオスズメバチに大顎による噛み砕きを喰らわせて倒しオニヤンマの勝利。 | 7月13日       | 第2期では初の原作通りの結果になった戦い。 テレビ東京で放送された際には前回の次回予告と同様に「7月19日より「最強王図鑑フェスティバルin東京タワー」が開催！詳しくは番組公式ホームページまで！」というテロップが数秒間表示された。                                                                           |
| 16話 | 水中最強王スペシャルエキシビション−1 ダイオウイカVSリヴァイアサン・メルビレイ  | アニメオリジナル                                         | 海中                                                              | バトルフィールド自体の移動はなかったが、途中で戦いの舞台が水深1000mへと移った後に再び浮上した。                                                                          | ミッドナイトブラッディーキス 残響の捕食者（プレデター）                               | リヴァイアサン・メルビレイは開始からいきなり得意の突進を喰らわせようとするがダイオウイカの瞬発力に避けられそのまま岩に激突するとダイオウイカを追いかけるがダイオウイカはここで墨を吐いたがクリック音によってリヴァイアサン・メルビレイはダイオウイカの位置を探知して通用せずそのまま突進を喰らわせると、ダイオウイカはそのままジェット推進で水深1000mまで逃げ、リヴァイアサン・メルビレイはクリック音でダイオウイカを探すが、リヴァイアサン・メルビレイに自ら光を発する生物がぶつかったことで光り、ダイオウイカはリヴァイアサン・メルビレイの突進を躱してリヴァイアサン・メルビレイは再び岩に激突した上にその激突した岩が熱水噴出孔だったため熱水によってさらにダメージを受ける。この隙にダイオウイカは硬いクチバシで食らいつくが、リヴァイアサン・メルビレイは岩でスライディングでダイオウイカを引き剥がすとダイオウイカは力を出し切ってしまったのか動きが鈍くなり、最後はリヴァイアサン・メルビレイがダイオウイカの後ろから噛みつき、とどめを刺してリヴァイアサン・メルビレイの勝利。 | 7月20日       | テレビ東京で放送された際には前回までの次回予告とは違い「「最強王図鑑フェスティバルin東京タワー」が開催中！詳しくは番組公式ホームページまで！」というテロップが数秒間表示された。 |
| 17話 | ノックアウトラウンド-14 ホッキョクグマVSカリコテリウム                         | アニメオリジナル                                         | 古代神殿の廃墟                                                    | バトルフィールド自体の移動はなかったが、終盤は両者とも古代神殿の廃墟の下へ落ちていった。                                                                                 | カリコ・マッスルナックル・スパークル 捨身（すてみ）のベアーアッパー〜クマのプライド〜 | 両者睨み合いからスタートするとカリコテリウムは体を大きく見せホッキョクグマを威嚇するがホッキョクグマは果敢に突っ込んで行くがカリコテリウムの前足カギ爪に阻まれ吹っ飛ばされるとカリコテリウムはナックルウォークで走ってホッキョクグマにパンチを繰り出し、ホッキョクグマは避けたかと思われたが、鉤爪での攻撃になるとホッキョクグマは作戦変更で古代神殿の廃墟の柱の間を移動していくが、カリコテリウムはナックルウォークで追いかけ、ホッキョクグマは古代神殿の廃墟の柱を背に待ち受けるとカリコテリウムはまたしてもパンチを喰らわせようとするが、ホッキョクグマは古代神殿の廃墟の柱で避けるとカリコテリウムは古代神殿の廃墟の柱に鉤爪が刺さりもたついていて、この隙にホッキョクグマは猛スピードで突っ込んでトップスピードのタックルを喰らわせすぐさま噛みつくとカリコテリウムは暴れて引き剥がすとカリコテリウムはカリコ・マッスルナックル・スパークルで殴るが、ホッキョクグマは踏みとどまりそこから両者は壮絶な殴り合いが始まるが、そのまま古代神殿の廃墟の下へ落ちカリコテリウムは鉤爪攻撃を喰らわせるが、ホッキョクグマは瞬時にステップインしてカリコテリウムの喉笛を殴り飛ばし倒しホッキョクグマの勝利、念願の初勝利となった。決着後ホッキョクグマは咆哮を上げた。                                                                                       | 7月27日       | テレビ東京で放送された際には前回の次回予告と同様に「「最強王図鑑フェスティバルin東京タワー」が開催中！詳しくは番組公式ホームページまで！」というテロップが数秒間表示された。 |
| 18話 | ノックアウトラウンド-15 プロコプトドンVSユウティラヌス                         | アニメオリジナル                                         | 火山地帯（夜）                                                    | バトルフィールド移動なし。 | フルスロットルアクセル・キャノン！                                                    | 試合開始直後、プロコプトドンは間合いを測り、冷静な試合運びをするが、バトルフィールドには溶岩の川があるために動きが遅くなってしまい、ユウティラヌスはこの隙にプロコプトドンの肩に噛みつき軽々と投げ飛ばし、ユウティラヌスは間髪入れずに連続攻撃を仕掛けようとするが、プロコプトドンは尻尾で支えてジャンプして、前足で受け止め、後足で蹴り飛ばすが、両者の体重差のせいでユウティラヌスには効果が薄く、こんなものかと挑発すると、プロコプトドンは2発ユウティラヌスを殴るがユウティラヌスは頭で突き放し、懐に潜り込むと両者は至近距離からの技の応酬にプロコプトドンは鉤爪によって体力を奪っていく。ユウティラヌスはこの隙に尾を振って弾き飛ばすと、プロコプトドンは飛び跳ねて溶岩の川へ向かい囲まれてしまうが、ユウティラヌスが突進してくる寸前にプロコプトドン溶岩の川の岩に飛び移り、ユウティラヌスには体重が重く飛び移れず、プロコプトドンはキックを繰り出しては溶岩の川の岩に飛び移るヒットアンドアウェイ戦法でクリティカルヒットさせるとユウティラヌスは脳震盪を起こし、最後はプロコプトドンが火山地帯の頂上から加速をつけて全身全霊の両脚蹴りを喰らわせユウティラヌスを蹴り飛ばし、そのまま倒れたため、プロコプトドンの勝利。 | 8月3日        | この対決は書籍版において未勝利だった者同士による初の組み合わせであり、プロコプトドンは最強王図鑑シリーズ初勝利となった。 テレビ東京で放送された際にはこれまでの次回予告と同様に「「最強王図鑑フェスティバルin東京タワー」が開催中！詳しくは番組公式ホームページまで！」というテロップが数秒間表示された。 |
| 19話 | ノックアウトラウンド-16 シベリアトラVSオウギワシ                               | 動物最強王図鑑PFP（パウンド・フォー・パウンド） 準決勝−2 | 氷原（天候：晴れ→吹雪→晴れ）                                      | バトルフィールド自体の移動はなかったが、オウギワシがシベリアトラを持ち上げたことで氷原にある氷の壁の前に移動した。                                                       | イーグルダイブ式ライフルショット                                                      | シベリアトラは試合開始直後にオウギワシを見上げると、オウギワシが空から急降下してシベリアトラはギリギリで躱すが、オウギワシの急降下によって氷原の氷の大地の一部がオウギワシの爪に持っていかれることになると、シベリアトラは身構えるが、オウギワシは回り込み、見事に命中させシベリアトラは噛みつこうとするが、オウギワシは素早く飛んで回避してシベリアトラを空へ持ち上げようとするが、シベリアトラはこのピンチから脱出するとオウギワシの連続攻撃を回避するが、氷原の氷の壁の前に追い詰められてしまい、ここで吹雪が発生すると、オウギワシは敵の姿を捕捉できないかと思われたが、首の後ろの羽を逆立て耳を澄ますと、シベリアトラの居場所をキャッチして一気に襲いかかろうとするがシベリアトラは大ジャンプして、オウギワシの翼を狙うが、オウギワシは翼は躱したものの背中を切り裂かれ地面に落下すると飛び立とうとするが、シベリアトラはオウギワシを空に飛ばせないように背中から殴り飛ばし、今度はオウギワシが氷原の氷の壁に追い詰められ、ここで吹雪が晴れると、シベリアトラは攻撃を仕掛けるが、オウギワシはシベリアトラの下をくぐり抜け飛び上がり、急降下を仕掛け、シベリアトラは大ジャンプして攻撃しようとするが、オウギワシのクチバシがシベリアトラに直撃してシベリアトラを落とし、オウギワシは大きく飛び上がり急降下してシベリアトラを倒しオウギワシの勝利。 | 8月10日       | 原作『動物最強王図鑑PFP（パウンド・フォー・パウンド）』ではシベリアトラが勝利していた。 テレビ東京で放送された際にはこれまでの次回予告と同様に「「最強王図鑑フェスティバルin東京タワー」が開催中！詳しくは番組公式ホームページまで！」というテロップが数秒間表示された。                                  |
| 20話 | ノックアウトラウンド-17 オオカレエダカマキリVSスミロドン                       | アニメオリジナル                                         | 森林                                                              | バトルフィールド移動なし。 | 忍法 枯れ枝の術 闇影の牙                                                              | スミロドンは試合開始直後にオオカレエダカマキリに襲いかかるが、オオカレエダカマキリの瞬発力に避けられ、スミロドンは果敢に攻めるが、オオカレエダカマキリはなんとか避けてかすり傷であったものの大ダメージを避けていたが、このまま防戦一方では勝機をつかめないと判断し、4枚の羽を使い飛び上がってスミロドンの猛攻を見事に回避し、スミロドンは姿をくらましたオオカレエダカマキリを追うとオオカレエダカマキリはスミロドンの木の近くの上にいて飛び降りてスミロドンに襲いかかり、長い前足でホールドからの顎を使用した連続嚙みつき攻撃で大ダメージを与えるが、スミロドンは後ろに飛び上がりオオカレエダカマキリを木に自身の体と挟み、なんとか抜け出し、怒りの牙をむいて噛みつき攻撃をオオカレエダカマキリの左の鎌にクリティカルヒットさせるとオオカレエダカマキリは次に噛みつき攻撃を受けたら絶体絶命なほどの大ダメージを受けて、オオカレエダカマキリは森の中に逃げていき、木の裏側に隠れるとスミロドンはすぐさま噛みつき二本の牙で貫いたかに見えたが、それはただの木であり、本物のオオカレエダカマキリは素早く移動しスミロドンの真下にいてオオカレエダカマキリは変わり身からの噛みつき攻撃を喰らわせスミロドンは対応できずに倒れオオカレエダカマキリの勝利。決着後オオカレエダカマキリは飛翔した。                                                              | 8月17日       | テレビ東京で放送された際にはこれまでの次回予告と同様に「「最強王図鑑フェスティバルin東京タワーが開催中！」詳しくは番組公式ホームページまで！」というテロップが数秒間表示された。 |
| 21話 | ノックアウトラウンド-18 テリジノサウルスVSステゴサウルス                       | アニメオリジナル                                         | テーブルマウンテン                                                | |                                                                                       | | 8月25日       | |

### Lock onコーナー
Mr.モーストが「ここでロックオン！」という台詞と共に突入し、戦闘中に最強生物たちの能力を解説するもの。Mr.モーストの愛車が悲惨な目に遭うのもこのコーナーであるが、愛車の代わりにMr.モーストやTTが悲惨な目に遭うこともあったり、遭わなかったりする。また、この時は3Dで映される生物を除きMr.モーストとTTはSDサイズになり、画質も2Dパートになる。
第1期では読み上げスピードが加工されていたが、外伝作『最強王図鑑360°コロシアム』および第2期から無加工になり、普通のスピードになった。
先述の通り第1期の最強王トーナメント中は過去のバトルの振り返りになっている他、第2期においても新規映像に加え回想が挟まれている場合がある。

#### 最強王図鑑 The Ultimate Battles
| エピソード   | 内容(1) | 内容(2) |
| ------------ | --- | --- |
| 1話          | ティラノサウルスの咬合力はおよそ6トンで、車すら一瞬で粉砕できる。Mr.モーストの愛車が噛み砕かれてしまい、Mr.モーストは泣いた。 | ライオンの最高速度は時速60キロメートルで、車と同じくらい速い。サバンナを背景にライオンがティラノサウルスに破壊されたMr.モーストの愛車よりも速く走っており、Mr.モーストは「なぜ我が愛車より遥かに速いんだ！？」と突っ込んだ。 |
| 2話          | トリケラトプスの角の長さはおよそ2メートルにも達し、肉食恐竜との戦いでも強力な武器になっていた。Mr.モーストがトリケラトプスの角の上に寝そべって長さを測っている（『朝日小学生新聞』掲載の第4回では流石に怒られ振り落とされた）。これ以降は開始の台詞が「説明しよう！」から「解説しよう！」に変更され、解説するスピードが少し遅くなった。 | インペリアルマンモスの鼻の怪力は岩や木を粉砕できるパワーを持っている。Mr.モーストの愛車が破壊され、Mr.モーストはショックを受けていた。 |
| 3話          | スピノサウルスの体重はおよそ7トンで、踏みつける攻撃は強力。Mr.モーストの愛車が踏み潰され、Mr.モーストは呆然としていた。 | ティタノボアの筋肉は束そのもの。Mr.モーストの愛車が締め上げられ、Mr.モーストは地団太を踏むかの如く手を地面に叩き付け、悲観していた。 |
| 4話          | ホッキョクグマの長い剛腕から繰り出される強烈なパンチは一撃でアザラシのような獲物を仕留めることができる。氷原を背景にMr.モーストは解説し、SEと共に「ちなみにホッキョクグマの多くは左利きと言われている。」とテロップが添えられた。 | ヘラクレスオオカブトの長い角はとても硬く、どんなものでも貫き通す怪力がある。Mr.モーストの愛車が貫かれ、Mr.モーストが泣いた。 |
| 5話          | ケツァルコアトルスのクチバシの長さはオオエンマハンミョウの戦闘サイズをも凌ぎ、突き刺したり咥えたり恐ろしい武器になる。ケツァルコアトルスが見下ろし、オオエンマハンミョウは自動販売機の上に乗っている画面が映り、Mr.モーストは登場しない。                                                                                               | オオエンマハンミョウの大顎は切れ味抜群で、なんでもスクラップにする。Mr.モーストの愛車が真っ二つにされ、Mr.モーストがショックを受けていた。 |
| 6話          | ネコ科で一番重い体を持つシベリアトラだが、驚異のジャンプ力を持つ。シベリアトラの襲撃にMr.モーストは先行登場したキリンの首に避難しているが、驚いた拍子にずり落ちそうになった。 | スミロドンの待ち伏せ型の狩りが得意で、身を隠して一瞬の隙をついて襲い掛かる。Mr.モーストは解説しているが、その様子を見てスミロドンは舌なめずりをしていた。 |
| 7話          | オオスズメバチの毒針は何度でも刺すことができることで連続攻撃が可能となる。Mr.モーストは解説に加えて「二度目の毒は超デンジャラス」や「一度目でも危険」と補足し視聴者に警告した。黄色い背景にはデフォルメされたハチと三角形と星が複数あった。                                                                                             | アフリカゾウは威嚇の際に耳を広げ地面を踏み鳴らす。Mr.モーストがその行動に恐怖を覚えて飛び上がっていた。 |
| 8話          | アンドリューサルクスの大顎は亀の甲羅すら砕く。アンドリューサルクスは亀の甲羅に噛み付いており、Mr.モーストが定規で顎の長さを測り、1メートルだった。 | ペルビアンジャイアントオオムカデの毒顎は噛み付くと同時に強烈な毒を流し込む。Mr.モーストは登場しない。水色の背景にはデフォルメされたムカデが複数あった。 |
| 9話          | 総集編のためなし。 | 総集編のためなし。 |
| 10話         | ユウティラヌスの鋭い鉤爪は警戒レベルマックスで、獲物の体に喰い込んで引き裂く。Mr.モーストの愛車が引き裂かれ、Mr.モーストが怒った。 | キリンの脚は最高時速60キロメートルで走れるほど強力で、硬く巨大な蹄で蹴る（『朝日小学生新聞』掲載の第15回では脚の長さは約1.8mと補足された）。Mr.モーストの愛車が蹴り上げられてしまい、Mr.モーストはそれを見て涙目になっている。 |
| 11話         | カバは時速40キロ以上で走ることができる重量級スプリンター。Mr.モーストがカバと共に走ったが、Mr.モーストの方はかなり息が上がっていた。 | デスストーカーは獲物が少ない砂漠に生息し、狩りの成功率を上げるために進化した猛毒は相手を一発で仕留めるほど強力。Mr.モーストが恐怖している。 |
| 12話         | トリケラトプスのド派手な襟はとても頑丈で、首元を守る防具の役割を果たしている。Mr.モーストがトリケラトプスの襟に連続でパンチをしたが、痛がった後にもう一度連続でパンチをした。 | プルスサウルスの噛む力は最強だが、実は口を開く力は意外と弱い。プルスサウルスの上に椅子を用意し、二人に増えたMr.モーストが紅茶をたしなんでいる。 |
| 13話         | アンキロサウルスの骨のコブがついた尻尾について。アンキロハンマーよってMr.モーストの愛車が一撃で粉砕され、Mr.モーストが泣いている。 | パラケラテリウムの体重はおよそ15トン以上で、これほど重い巨体に踏み潰されたら、どんな相手もケーオー確定だという。Mr.モーストがパラケラテリウムに乗っている。 |
| 14話         | ミイデラゴミムシのガスは100度の高熱で、戦闘サイズの場合は鉄筋コンクリートの家屋を吹き飛ばせるほどの威力がある。ミイデラゴミムシのガスによってMr.モーストが愛車もろとも吹き飛ばされた。 | シベリアトラは敏捷性が高く、横へも自在に素早く動くことができる。Mr.モーストがシベリアトラの速さを反復横跳びで測っている。 |
| 15話         | ケツァルコアトルスの体重はキリンが700キロもあるのに対し、10分の一程度といわれているが、そのおかげで時速60キロメートルもの速さで飛べる。Mr.モーストがケツァルコアトルスの速さを確かめている。 | キリンは好きな女子（『朝日小学生新聞』掲載の第27回ではメスキリンと補足された）を取り合う際にネッキングと呼ばれる戦いを行う。サバンナを背景に2体のオスキリンが赤いリボン（2Dイラスト）を付けたメスキリンを取り合ってネッキングしている。Mr.モーストは登場しない。 |
| 16話         | パラポネラは触覚を使って相手の情報が読み取ることができる。震えながら解説しているMr.モーストにパラポネラが触覚を使って情報を読み取っている。他にも4匹おり、2匹が触角をぶつけており、もう2匹が様子を見ている。 | シロサイは視力が良くない代わりに聴力で敵の気配を察知する。耳を360度動かして周囲の音を敏感に聞き分けられる。Mr.モーストがシロサイに触れている。 |
| 17話         | カバの顎は関節の構造と発達した筋肉のため、150度もの角度にまで開く。Mr.モーストが分度器でカバの顎の角度を調べている。 | スピノサウルスは巨大な尻尾を左右に振ることで自由に泳ぐことができる。スピノサウルスが泳いでおり、Mr.モーストは登場しない。 |
| 18話         | ホッキョクグマの嗅覚は犬の10倍（『朝日小学生新聞』掲載の第32回では人間の10万倍と補足された）で、1.5キロメートル以上離れた場所にいる獲物の匂いも嗅ぎ分けるといわれている。Mr.モーストがおなら(屁)をして、匂いをホッキョクグマに嗅ぎ分けられている（『朝日小学生新聞』掲載の第32回では流石に怒られた）。                                  | 犬や狼のように見えるアンドリューサルクスは足に蹄を持っており、カバやクジラに近い生き物だと考えられている。Mr.モーストがアンドリューサルクスに乗ってバスを待っている他、カバも待っていた。 |
| 19話         | ケツァルコアトルスは風に乗って飛行する翼竜で、上昇気流を掴んで空高く舞い上がることができる。Mr.モーストがケツァルコアトルスに乗って飛行をしている（『朝日小学生新聞』掲載の第37回では勝手に乗られたことを怒られ背面飛行で振り落とされかけた）。                                                                                         | デスストーカーの武器は尻尾の針とハサミだけだと思われがちだが、実は口の中に更なるハサミを隠し持っている。Mr.モーストはマスクをこれに挟まれており、必死に抜け出そうともがいている（『朝日小学生新聞』掲載の第36回では「私のマスクをはがさないで〜！」と台詞を加えた）。 |
| 20話         | 最大150センチメートルにもなるシロサイの強固な角だが、実は毛が固まってできたものだという。Mr.モーストはドライヤーで髪をセットしている。 | ワニは瞼と眼球の間にある瞬膜という膜で眼を守っており、ゴーグルのような役割を果たしている。プルスサウルスの目を比較するためにMr.モーストがゴーグルを素早く付けている。 |
| 21話         | アルゼンチノサウルスの全長は40メートルという究極の巨体で、8階建てのビルに匹敵する。Mr.モーストは登場しないが、アルゼンチノサウルスと8階建てのビルの大きさのイメージ比較が映し出された。 | オオエンマハンミョウの硬い外骨格は甲虫の中でも屈指の耐久力を誇る。Mr.モーストがバットで5回叩くもオオエンマハンミョウは平気だった。 |
| 22話         | スズメバチが超攻撃モードに入る時に顎から発する威嚇音について。蜂の巣に似た壁があり、Mr.モーストがオオスズメバチから逃げており、「これを聞いたらすぐに逃げ出すように」と視聴者に警告した。 | キリンは上瞼がとても大きいため、上側への視野が狭い。そもそもサバンナにはキリンより背の高い動物がおらず、上を警戒する必要はない。Mr.モーストがオレンジと白のパラソルをキリンの上にかけている（『朝日小学生新聞』掲載の第43回では上が見えないとはいえ流石に怒られ振り落とされた）。 |
| 23話         | トリケラトプスは相手の懐に入り込み、角を突き上げて仕留める作戦を取っていたともいわれている。トリケラトプスがMr.モーストの愛車の下に角を一突きし、Mr.モーストが涙目になりながら驚いている（『朝日小学生新聞』掲載の第46回では「私のモーストカーが串刺しに〜！」と台詞を加えた）。                                                        | ティラノサウルスの目は正面を見る形になっており、相手を立体化して見ることが可能で、距離感、微かな変化も見逃さない。Mr.モーストはティラノサウルスに見られており、怯えた表情を見せていた。 |
| 24話         | シベリアトラはトラの中でも最大で、トラに限らず哺乳類は寒い地方に住む者ほど体が大きいことをベルクマンの法則という。Mr.モーストと猫がいる壁にシベリアトラ、ベンガルトラ、スマトラトラが背伸びしている。 | プライドは誇りを意味する言葉だが、ライオンの群れもプライドと呼ばれており、群れ（プライド）を守るために戦うことこそライオンに与えられた宿命。オスのライオン、メスのライオンと子ライオンが3匹おり、Mr.モーストが子ライオンにじゃれつかれている（『朝日小学生新聞』掲載の第48回ではMr.モーストが群れに勝手に入ってしまったことでライオンが鬣を黒く染めて怒り、モーストは逃げ出した。他にも書籍『最強王図鑑〜The Ultimate Tournament〜究極マガジンVol.1』描き下ろし小説の挿絵にも使用された）。 |
| 25話         | オオエンマハンミョウのオスの大顎は左と右で大きさが違うが、これは相手を固定して挟むため。Mr.モーストの愛車が挟まれており、Mr.モーストは抜け出そうと焦っている。 | ヘラクレスオオカブトの甲殻は硬いのみではなく、さらに丸みを帯びており、攻撃を受け流す効果がある。Mr.モーストがヘラクレスオオカブトの甲殻を見て笑顔になっている。また、解説するスピードが早口になっている。 |
| 26話         | ワニの胴体は縦に長く回転しやすくなっており、その巨体からは想像もできないスピードで横に回転することができる。プルスサウルスが回転してMr.モーストの愛車が破壊され、Mr.モーストが泣きながら怒ったが、台詞での言及はなかった。 | ミイデラゴミムシがガスを連続で発射できるのは4回までといわれており、再び発射するにはエネルギーを溜めないといけない。これまでのガス発射シーンを背景にMr.モーストがガス切れしたミイデラゴミムシを見る。 |
| 27話         | 硬い鎧を纏い動きの遅そうなアンキロサウルスだが、全身の骨には多くの空洞があり、意外と身軽に動ける。Mr.モーストが虫眼鏡でアンキロサウルスの尻尾の空洞を見る。 | ティタノボアの牙は内側に傾斜しており、一度噛み付かれたら最後、獲物は逃れられない。Mr.モーストの愛車がティタノボアに噛み付かれており、Mr.モーストが抜け出そうと焦っている。 |
| 28話         | ルブロンオオツチグモは腹を擦ることで毒の毛である刺激毛を空気中に撒き散らし、これによって相手を強烈な痒みに陥らせる。Mr.モーストが毒の毛に触れて気絶した。 | ライオンの噛む力は最大で600キロもあるといわれており、相手の急所に噛みつき、一撃で仕留めることができる。Mr.モーストがスイギュウ（水牛）に乗り、ライオンが飛びかかっている。 |
| 29話         | スミロドンの鋭利な牙は巨大なため、大きな獲物を狩るのに適している。ライオンとシベリアトラと共に登場し、Mr.モーストがスミロドンの牙の大きさに驚いている。 | ユウティラヌスは立派な大型肉食恐竜で、その巨体から繰り出されるタックルは強烈。Mr.モーストがユウティラヌスに追われている。 |
| 30話         | インペリアルマンモスの牙は最大4メートル以上といわれており、振り回されたら容易に近付けない。Mr.モーストが巻き尺を使用してインペリアルマンモスの牙の長さを測っている。 | パラポネラの武器は毒針だけではなく、噛む力も桁違いであり、噛まれたら激痛が走る。Mr.モーストがパラポネラに服を噛みつかれている。 |
| 31話         | ミイデラゴミムシはオオエンマハンミョウと同様に飛べない甲虫だが、飛べる甲虫とは一味違った戦闘スタイルを持っている。オオエンマハンミョウとミイデラゴミムシが見ている中、Mr.モーストがヘラクレスオオカブトに乗って一緒に飛行している。 | オオスズメバチはコガネムシのような甲虫を襲って狩ることがあるが、これは一度巣に持ち帰り幼虫に与え、そこから出た栄養満点の分泌液を摂取させるため。オオスズメバチがヘラクレスオオカブトとMr.モーストを攫っている。 |
| 32話         | スピノサウルスの歯は縦に溝があり、深く突き刺さる。Mr.モーストが脚立を使い、眼鏡を掛けてスピノサウルスの歯を見ている。 | ティラノサウルスの足腰はおよそ6トンもの巨体を支えるために非常に強靭。300馬力を誇るMr.モーストの愛車でもビクともしない。荒野を背景にMr.モーストが愛車を運転してティラノサウルスの馬力を確かめている。 |
| 33話         | 総集編のためなし。 | 総集編のためなし。 |
| 34話         | 13話の振り返リ。パラケラテリウムの踏みつけ攻撃に関して再度説明された。 | 1話の振り返り。ライオンの鬣は黒い方が強いという話に関して説明された。 |
| 35話         | 2話、30話の振り返り。インペリアルマンモスの長大な牙について再度説明された。 | 7話の振り返り。アフリカゾウの威嚇行動について再度説明された。 |
| 36話         | 21話の振り返リ。アルゼンチノサウルスの巨体について再度説明された。 | 19話の振り返り。ケツァルコアトルスの飛び方について再度説明された。 |
| 37話         | 11話、19話の振り返り。デスストーカーの毒針について再度説明された。 | 23話、32話の振り返り。ティラノサウルスの頑強な足腰について再度説明された。 |
| 38話         | 18話の振り返り。アンドリューサルクスのスピードについて再度説明された。 | 7話、22話の振り返り。オオスズメバチの威嚇について再度説明された。 |
| 39話         | 3話の振り返り。ティタノボアの巻き付きについて再度説明された。 | 15話の振り返り。キリンの戦法について再度説明された。 |
| 40話         | 25話の振り返り。ヘラクレスオオカブトのダメージ回避について再度説明された。 | 32話の振り返り。スピノサウルスの爪について再度説明された。 |
| 41話         | 18話の振り返り。ホッキョクグマのパンチについて再度説明された。 | 12話の振り返り。プルスサウルスの咬合力に反比例する口を開ける力について再度説明された。また、解説するスピードが早口になっている。 |
| 42話         | 総集編のためなし。 | 総集編のためなし。 |
| 43話         | 38話の振り返り。オオスズメバチの機動力について再度説明された。 | 3話の振り返り。ティタノボアの筋肉について再度説明された。 |
| 44話         | 35話の振り返り。アフリカゾウのタックルについて再度説明された。 | 34話の振り返り。ライオンの跳躍力について再度説明された。 |
| 45話         | 23話、32話、37話の振り返り。ティラノサウルスの無敗について説明された。 | 21話の振り返り。アルゼンチノサウルスの踏み付け攻撃について再度説明された。 |
| 46話         | 41話の振り返り。プルスサウルスの咬合力に反比例する口を開ける力について再三度説明された。 | 17話の振り返り。スピノサウルスの円錐形の歯について再度説明された。 |
| 47話         | メガロドンにとって強力な武器である歯は例え欠けたとしても、やがて生え変わる。Mr.モーストの愛車もメガロドンの歯と同様に何度破壊されても蘇っていった。 | モササウルスは爬虫類であるため水中での呼吸ができず、一定時間ごとに海面に出て息継ぎをする必要がある。Mr.モーストがモササウルスと共に深呼吸をしている。 |
| 48話         | 32話、45話、23話の振り返り。ティラノサウルスの驚異的な咬合力について再度説明された。 | 44話の振り返り。ライオンの鋭利な牙による狩りの方法について再度説明された。 |
| 49話         | 46話の振り返り。プルスサウルスの必殺技であるデスロールについて再度説明された。 | 43話の振り返り。ティタノボアの驚異的な締め上げ攻撃について再度説明された。 |
| 50話(最終話) | 書籍版においては決勝戦でも「LOCK ON（ロックオン）!!」は存在したが、これまでの総復習で必殺技演出が4回挿入されたため、尺の都合により省略された模様。ただし、Mr.モーストのSDはラストに登場した。 | 書籍版においては決勝戦でも「LOCK ON（ロックオン）!!」は存在したが、これまでの総復習で必殺技演出が4回挿入されたため、尺の都合により省略された模様。ただし、Mr.モーストのSDはラストに登場した。 |

#### 最強王図鑑 　The Ultimate Tournament
第1期と同様に背景がその回のバトルフィールドになっていることも多い。
| エピソード | 内容(1) | 内容(2) |
| ---------- | --- | --- |
| 1話        | トリケラトプスの角攻撃について再度説明された。買い替えたばかりのMr.モーストの新デザインの愛車が第1期第23話と同様に長く大きな角に貫かれた。TTはここで初登場となった。 | ティラノサウルスの咬合力について再三度説明された。トリケラトプスに壊されたMr.モーストの愛車を第1期第1話と同様に噛み砕かれてしまったためMr.モーストは怒っていたが、TTがMr.モーストに電撃を喰らわせ気絶させる。 |
| 2話        | パラケラテリウムの体重は約15トンで、これを支えている三本の足指はとても固い。 | ティタノボアの締め上げ攻撃について再度説明された。TTがティタノボアをハンマーで叩いている間に第1期第3話と同様にMr.モーストの愛車が締め上げられたため、Mr.モーストも「しない…、もう筋肉自慢はしないぞ…」と懲りた様子だった。 |
| 3話        | ケツァルコアトルスの飛行能力について第1期第19話のケツァルコアトルスVSデスストーカーの映像を挟みつつ再度説明された。 | ヘラクレスオオカブトの角は上側が注目されがちだが、目の近く生えた角も立派な武器であり、短い角を上下に動かすことで2本の角で挟んで動けなくする。 |
| 4話        | ペルビアンジャイアントオオムカデは耳が悪く目もほとんど見えないが、獲物を振動で探しているといわれている。Mr.モーストとTTがペルビアンジャイアントオオムカデの様子を見ている。 | キリンのオス同士はネッキングと呼ばれる戦いを行うことについて再度説明された。Mr.モーストの愛車がキリンのネッキングを食らい吹き飛ばされた。 |
| 5話        | ファイヤー・ドレイクは体内で超高熱の火炎ブレスを生成できる。Mr.モーストの愛車がファイヤードレイクの火炎ブレスによって燃やされ、彼の家計も文字通り「火の車」となった。 | 応龍はその神通力を使い、嵐や雷雲を呼び寄せて強烈な雷を起こすことができる。TTがその雷を喰らい声は変わった上に一瞬煙が出たものの解説し、心配したMr.モーストを感電させた。 |
| 6話        | 第1期第35話のアフリカゾウVSインペリアルマンモスの映像を挟みつつアフリカゾウは突進攻撃が得意ということについて再度説明された。Mr.モーストの愛車がアフリカゾウの突進を受けて粉々に突き上げられMr.モーストは去り際に「コラ！ 側面でも正面でもダメだゾウ！」とダジャレを交えつつ恨み節を放っていた。 | 第1期第17話のスピノサウルスVSカバ戦の映像を挟みつつスピノサウルスは遊泳力も高いことについて再度説明された。 |
| 7話        | パラポネラの噛みつきは強力であることが再度説明された。TTがパラポネラに噛まれており、Mr.モーストは「噛まれてるけど大丈夫なの？」と聞くとTTは「私のボディーは頑丈ですからね」と過信していたものの煙が出るぐらいになってしまい、Mr.モーストを心配させた。 | アルゼンチノサウルスの体重はおよそ100トンで、全体重を乗せた踏み付けはまさに大地を揺るがすほどの威力。Mr.モーストの愛車が踏みつけられてしまった。 |
| 8話        | シロサイは視力が良くない代わりに聴力で敵の気配を察知することについて再度説明された。Mr.モーストの愛車がシロサイの頭突きで壊されたが、何の反応も見せなかった。 | デスストーカーは日中穴の中で過ごし、夜になると狩りをするが、その時にハサミを使って穴を掘る。Mr.モーストの愛車は試合の影響で崩れた岩の瓦礫に埋もれており、それを見てMr.モーストは「うぅ…。Oh（オー） My（マイ） モースト！」と絶望していた。 |
| 9話        | アンドリューサルクスの巨大な顎には太い牙や頑丈な奥歯など、硬いものを砕くのに適した歯が生えている。TTがMr.モーストのディナーであるTボーンステーキを食べさせようとしていた。 | ライオンは獲物を捕らえるために脚力が発達している。その速さは瞬間的に時速80キロにも達し、急加速や急停止も得意。ライオンがMr.モーストのマスクを盗んだまま逃走し、素顔は「NG」という赤い文字で書かれた札をTTが持ち規制がかかっており視聴者には明かされなかった。 |
| 10話       | インペリアルマンモスの牙は4メートルを超える長さであり、その間合いは広く、まるで長槍のような武器となる。Mr.モーストの愛車がインペリアルマンモスの長い牙に貫かれTTも両手をアームにして長槍を持ってその愛車を刺したが、Mr.モーストを怒らせ、それに対してTTは「てへぺろ」と返し、右手をアームにしてハンカチを持って汗を拭いた。 | ミイデラゴミムシはお尻のノズルから超高熱のガスを放ち、その温度は100度以上で、どこでも狙うことができる。TTがミイデラゴミムシのガスを浴びせられる回想が映し出され、Mr.モーストは心配したもののTTは機械だったため平気だったが、「すっごく臭かったです」と左手のアームで鼻と思われる部分を摘まみながら言った。 |
| 11話       | アンキロサウルスの装甲板は硬く出来ている。TTは右手のアームをハンマーにしてアンキロサウルスの背中の装甲版を叩き、Mr.モーストは体育座りで座っているとTTはアンキロサウルスは大人しいという理由で問題ないとしてハンマーを叩くスピードを早めると、流石のアンキロサウルスも怒っている険しい表情を見せたためMr.モーストは「そ、そうなのかぁ…？」と不審がる様子を見せた。 | 第1期第41話のプルスサウルスVSホッキョクグマの映像を流しつつ解説が行われ、プルスサウルスの噛む力は最強クラスだが、開く力は弱いことについて再四度説明された。解説後はTTがアームを手の形をの形にして「Mr.モーストもお喋りがすぎますからね、少しは口を閉じてあげましょう〜」と言うと、Mr.モーストは「Oh（オー） No（ノー）！やめろぉ！実況ができなくなるぅ…！」と拒んでいた。 |
| 12話       | 第1期第11話のカバVSデスストーカーの映像を流しつつ解説が行われ、カバは最高時速40kmで突進することができ、見かけによらず割と足が速い。 | ルブロンオオツチグモには腹を擦って毒の毛である刺激毛を散布させ、これによって相手を強烈な痒みや呼吸困難に陥らせる。Mr.モーストは第1期第28話と同様に終始ルブロンオオツチグモの毒の毛に圧倒された後に痒がってしまい、TTが視聴者に警告した。背景には複数のトラテープとバイオハザードマークがあった。 |
| 13話       | ヴリトラは神々の加護により昼と夜の間は何者も傷つけることができない。このことについてMr.モーストとTTが話しており、Mr.モーストは「あ、いや待てよ!? 昼でも夜でもない…!?」と閃いた表情を見せていたのだが、実は明け方や夕方であればダメージを負わせることが可能だったのである。 | レインボー・サーペントは天候を自在に操り、嵐を引き起こすことが可能。Mr.モーストが「だが、まだ太陽の位置が高い…。ヴリトラに雷は効かないんじゃないか？」と言った後、TTが「別の狙いがありそうです」と考察していた。 |
| 14話       | ギガノトサウルスの牙は肉を切り裂き削ぎ取るためにナイフのように薄くなっている。TTがギガノトサウルスに甘噛みされていて、Mr.モーストは「その分、噛み砕くのには向いていないらしいな」と補足した。 | 実はアンペロサウルスの前脚の内側には大きな爪が隠されていた。TTがアンペロサウルスに踏まれた。 |
| 15話       | オニヤンマの視野は270度とかなり広く、動体視力も優れている。TTが右のアームを手にして指し棒を持ってMr.モーストと学校の教室で授業をしており、黒板にはオニヤンマの視野の広さが示された図が書かれている。TTは教卓の上で浮いていてMr.モーストは椅子に座って授業を聞いていると、Mr.モーストは「実は私も後ろに目がついてるんじゃないかってくらい視野が広い」と自慢するとMr.モーストの後ろの戦闘サイズのオニヤンマがMr.モーストを捕食しかけ、Mr.モーストは振り向くと驚いて尻餅を突きその拍子に椅子が倒れた。 | 第1期第22話のキリンVSオオスズメバチの映像を流しつつ解説が行われ、オオスズメバチは無尽蔵なスタミナの持ち主で、1日に100km以上飛ぶことも可能。 |
| 16話       | 一部のクジラはクリック音という音を発しそれが周囲に跳ね返る反響を利用して獲物の位置を探知する。リヴァイアサン・メルビレイはダイオウイカを追っていてクリック音を示す緑の音波を出しており、Mr.モーストがダイバースーツを着用し「目を使わずに音で相手の居場所を探るんだな」と納得するとTTは「リヴァイアサン・メルビレイに目くらましは通用しません」と補足した。 | 深海には自ら光を発する生き物が存在する。リヴァイアサン・メルビレイの周りが試合中に光っていたのはそれらの生物がリヴァイアサン・メルビレイにぶつかって光ったものである。Mr.モーストは「生物最大級の目を持つダイオウイカはそのわずかな光を感じ取り敵を察知しているんだな」と言うとリヴァイアサン・メルビレイにスポットライトが当たり、なぜかあったMr.モーストの愛車がリヴァイアサン・メルビレイの突進によって潰れていてMr.モーストは「オーマイカーッ！」と頭を抱えた。                   |
| 17話       | カリコテリウムは前足の指の節を地面につけて歩くナックルウォークという歩き方をしている。ゲーム『Minecraft』の森林風の背景にMr.モーストがカリコテリウムの首の上に乗っていて「現生動物ではゴリラなどもこの歩き方ですね」とTTが言うとMr.モーストは「ねぇねぇ、ところで何処に向かっているんだ？」と聞くとTTは「あなたの車です」と言うとMr.モーストはカリコテリウムに「壊すなよ…、絶対に壊すなよ…！」とカリコテリウムに警告した。                                                                          | ホッキョクグマは機動力もピカイチで走行スピードは時速40kmにもなるといわれている。ゲーム『Minecraft』の雪山風の背景にMr.モーストがホッキョクグマの首の上に乗っていて「ねぇねぇ、一応聞くけど、何処に向かってる？」と聞くとTTは「もちろんあなたの車です」と返すとMr.モーストは「ですよね〜っ！」と返した。 |
| 18話       | 全身を筋肉で覆われたプロコプトドンだが、とりわけその巨体を跳躍させる両脚の破壊力は強大。Mr.モーストの愛車がプロコプトドンに蹴り飛ばされてMr.モーストは悲しんでいると、TTは「いつも実験台をご提供いただきありがとうございます」と毒舌な発言をすると、Mr.モーストは「そんなつもりはないんだがな！」と怒った。 | ユウティラヌスの前脚はティラノサウルスなどの他の肉食恐竜よりも長く戦いに積極的に活用されていたものと考えられている。Mr.モーストは「しかもその先端には鋭い鉤爪が付いている。攻撃力は抜群だな！」と感心すると、TTは「いや〜、本当にすごい破壊力ですね」と言うと、第1期第10話と同様にユウティラヌスにMr.モーストの愛車を引き裂かれ、Mr.モーストは「あぁ…また私の車で実験して〜！」と悲しんだ。                                                                                           |
| 19話       | オウギワシの急降下はおよそ時速70km。そのスピードて繰り出される鉤爪攻撃の威力はアサルトライフルの一発に匹敵する。TTがオウギワシの背中に乗っており、オウギワシはMr.モーストに向かって急降下していてMr.モーストは「ちょ…ちょっと待って！完全に私を狙ってるだろう？」と聞くとTTは「いえ、狙いはあくまで…、アレです」と言うと、Mr.モーストの愛車の方にオウギワシが急降下していてMr.モーストは「ダメー！車もダメー！！」と焦った。                                                                        | シベリアトラは驚異的な跳躍力を持っており、一説によると4mから5mの高さまでジャンプできるという。Mr.モーストはマンションの3階のベランダで自身の予備のマスクを干しており、その後ろには複数の色違いのマスクも干されていて（洗濯後だと思われる）、TTはシベリアトラの背中に乗っており、シベリアトラは大ジャンプてMr.モーストが干そうとしていたマスクに噛みつきMr.モーストは「こっ…ここまで飛べるのか！？」と驚きマスクを引っ張るとTTは「ベランダから失礼しま〜す」とさりげない対応を見せた。 |
| 20話       | オオカレエダカマキリは木の枝や葉っぱに溶け込んで敵から身を隠すのが得意とし、これをカモフラージュという。木の上には2匹のオオカレエダカマキリがおり、Mr.モーストは片足立ちで葉っぱを2枚持って木の枝の上にすぐに見つかる位置にいて「どうだ？私のカモフラージュもなかなか見事だろ？さあ、私がどこに隠れてるか分かるかな？」と問いかけると、TTは「ええっと…。バレバレですよ」と困った表情で言った。 | スミロドンの研ぎ澄まされた鋭い牙は大きくて皮膚の厚い獲物を狩る際に活躍した。TTは「どれくらい強力か実際に試してみますか？」と聞くとMr.モーストは「んっ？なんか嫌な予感がするぞ…。ってやっぱり私の車か！オーマイカーッ！」と言いスミロドンに噛みつかれMr.モーストの愛車が破壊された。 |

### 最強Oh（オー）!ニュース
第2期より追加されたエンディングテーマ前に挿入されるミニコーナー。本作の概要について語られる他、勝敗を問わず各回で戦った生物に関連する情報を解説する30秒程度のもの。
最後にTTとモーストが「See You Next（シーユーネクスト） モースト！」と決め台詞を言って終了するのがお決まりであるが、稀にどちらかが欠けたり、ロクに決め台詞を言えなかったり、焦ったり怯えたり考え込む表情や悲しむ表情を見せながら決め台詞を言うパターンもある。
| エピソード | 内容                                                             | スポットが当たった生物                    | 備考 |
| ---------- | ---------------------------------------------------------------- | ----------------------------------------- | --- |
| 1話        | 『The Ultimate Tournament』の概要説明                            | なし                                      | 初回のためトーナメントの概要説明を行った。 |
| 2話        | 古第三紀について                                                 | パラケラテリウム / ティタノボア           | 挿絵にて書籍『絶滅動物最強王図鑑』からフォルスラコス、ダエオドン、カリコテリウムが登場し、本編時点では未登場のインペリアルマンモス、スミロドン、アンドリューサルクス、プルスサウルスも登場した。なお、パラケラテリウムとティタノボアは新生代の最初の時代である古第三紀という時代区分であると説明された。 |
| 3話        | ヘラクレスオオカブトの名前の由来になっている英雄ヘラクレスの紹介 | ヘラクレスオオカブト                      | 挿絵にてヒュドラー、ヘラクレスが2Dイラストで登場。その後はMr.モーストが右手でハリセンを持って目が点になりデフォルメになっているティタノボア3匹と戦っている様子が映され、Mr.モーストが「私も英雄ヘラクレスモーストと呼ばれる日を夢見てトレーニング頑張るぞー！」と意気込み、TTが「はい、頑張ってくださいね！」とあっさりフォローして終了した。 |
| 4話        | ペルビアンジャイアントムカデの脱皮について                       | ペルビアンジャイアントオオムカデ          | 本編でキリンの踏み付け攻撃によって尻尾の一部を千切られてしまったペルビアンジャイアントオオムカデ。しかし、これは脱皮をすると再生するどころか脱皮をする度に体長が大きくなることが説明された。 |
| 5話        | エキシビションステージ 最強王ドラゴンリーグの概要説明            | ファイヤー・ドレイク / 応龍               | シルエットにて後に第13話で登場するレインボー・サーペントとヴリトラ（書籍『ドラゴン最強王図鑑』からのイラストの流用）が登場し、TTが「Mr.モーストの車が無事かどうかも目が離せませんね」と毒舌な発言を放ちMr.モーストが「え…!?」と動揺した様子を一瞬見せたところで終了した。 |
| 6話        | スピノサウルスの名前の由来                                       | スピノサウルス                            | スピノサウルスの名前の由来は「スピン」とMr.モーストは言ったが、本当は棘（トゲ）を意味する「スピノ」から来ているとTTが説明し、スピノサウルスの骨格図が表示された。最後にMr.モーストが「スピノサウルス…。名前もファイトスタイルもトゲトゲしいな！」とまとめて終了した。 |
| 7話        | アルゼンチノサウルスの大きさ                                     | アルゼンチノサウルス                      | アルゼンチノサウルスのサイズ比較のために前回で登場したアフリカゾウが再登場した。 |
| 8話        | シロサイの泥浴びについて                                         | シロサイ                                  | シロサイの泥浴びは天然の防虫剤と日焼け止め効果があるとTTが説明した後、Mr.モーストが「シロサイが泥を纏っていればデスストーカーにも…」と言いかけたところでTTが防虫効果はハエ（蠅）やカ（蚊）など小さな虫に対して行われるものであると説明し、Mr.モーストも「ですよねー！」と納得したところで終了した。 |
| 9話        | ライオンのデスクローについて                                     | ライオン                                  | クイズ形式で解説され、プロレス技の一つの締め技であるストマッククローとアイアンクローも選択肢に登場した（選択肢が表示された際は「みんなもいっしょに考えてね！」のテロップが添えられた後、補足で技のイメージが映った際にはSEと共に「みんなはマネしないでね！」とテロップが添えられ、尺の都合により詳しい説明は省略されMr.モーストが「どんな技か気になった諸君、ぜひ調べてみてくれ！」と視聴者にフォローしたところで終了した）。なお、ライオンはこのデスクローで獲物を押さえつけて捕えることだということも説明された。 |
| 10話       | マンモスの永久凍土と復活                                         | インペリアルマンモス                      | 現代でも時折、氷漬けになったマンモスが見つかることがあり、そこからマンモス（に限りなく似た姿のゾウ）が最新の科学で現代に蘇らせる方法が研究されている。岩場を背景にアフリカゾウの三度目の再登場および復元されたマンモスの幼体の3Dモデルが登場し歩くイメージが映された後、Mr.モーストが「生きたマンモスを見られる日が来るかもしれないな。後、何年後だ？」と言ってTTが「それは分かりません」と答え、Mr.モーストが待ちきれなくなり自身がコールドスリープするイメージを映して冗談で「だったら私も冷凍冬眠しながら待つぞー！」と言うと、TTはすぐに真に受け「コールドスリープですね。すぐ用意します！」と言ったためMr.モーストは焦りながら「じょ、冗談だ〜！」と補足し怯えて焦った表情を見せたところで終了した(このためコーナーの最後でMr.モーストは焦りながら決め台詞を言った)。 |
| 11話       | 装盾類について                                                   | アンキロサウルス                          | 装盾類の紹介で鎧竜類のアンキロサウルスが再登場し、比較のために剣竜類の代表格であるステゴサウルスが3Dモデルで先行登場した。装盾類とは骨の板やヨロイに覆われた恐竜で、ステゴサウルスに代表される剣竜類、アンキロサウルスに代表される鎧竜類に分かれる。そして、それらの恐竜について説明がなされたところでMr.モーストがTTに「私にもカッコイイ名前を付けてくれ！」と言うとTTは「カッコイイ」の意味が分からずに処理落ちが発生し、見かねたMr.モーストが小声で謝罪したところで終了した（このためコーナーの最後でTTはピンクのクエスチョンマークを2個出し、ロクに決め台詞も言えないまま煙を出して考え込んでいた）。 |
| 12話       | カバの赤い汗について                                             | カバ                                      | カバが体が真っ赤に染まった状態で再登場し、これをMr.モーストが心配したが、TTによるとこれはカバの汗であり、日焼け止めや抗菌作用の成分が含まれているため特殊な色をしている他、とてもヌメヌメしているのである。それを聞いたMr.モーストが「敵の強烈な攻撃をぬるりと躱す戦法もありそうだな！今後の戦いが楽しみだ！」と敗者復活戦を仄めかす発言を残して終了した。 |
| 13話       | ヴリトラの加護について                                           | ヴリトラ                                  | ヴリトラの加護は神々と交渉したことで獲得したという伝説があることをTTが解説し、それを聞いたMr.モーストは「そうか…！ では私も神々と交渉しよう！どうしても守りたいものがあるんだ！」と言ったため、TTは「何をですか？」と聞いたところ、Mr.モーストは「私の愛車だよぉ〜…!」と悲しそうに答え、見かねたTTは「あぁ〜、いつも壊されてますもんね」とMr.モーストを励ましたところで終了した。 |
| 14話       | ギガノトサウルスの集団生活について                               | ギガノトサウルス                          | 知能の高いギガノトサウルスは群れで生活しチームワークを駆使して狩りをしていた。森林を背景にギガノトサウルスが3頭映し出され、Mr.モーストの背後にギガノトサウルスが忍び寄り、さらに四方八方をもう3頭のギガノトサウルスに囲まれてしまう。なお、Mr.モーストは4頭のギガノトサウルスから逃げるのに精いっぱいだったため最後のカットではTTのみ映っていた。 |
| 15話       | オニヤンマとオオスズメバチのスピードについて                     | オニヤンマ / オオスズメバチ               | オニヤンマとオオスズメバチが並んでいて「3」「2」「1」「GO!」というカウントダウンのテロップが順番に表示されて競争がスタートし、結果はオニヤンマが大差をつけゴールした。オニヤンマは時速70キロメートル、オオスズメバチは時速40キロメートルで飛ぶため両者ともとてつもないスピードで飛ぶ。それを聞いたMr.モーストは「しかし、私の車の方がもっと速いぞ！」と言うと走っているMr.モーストの愛車と4匹のオオスズメバチが映し出され、4匹のオオスズメバチがMr.モーストの愛車を追いかけていてTTは「止まったら刺されますよ！」と忠告していてその様子にMr.モーストが気付き「ひいーっ！」と焦りだしたところで「ということで…！」と締めに入った。 |
| 16話       | ダイオウイカとタコの吸盤の違いについて                           | ダイオウイカ / リヴァイアサン・メルビレイ | 深海でリヴァイアサン・メルビレイにダイオウイカが絡み付いている様子が映し出されMr.モーストは「リヴァイアサン・メルビレイは吸盤の痕だらけになったなぁ」と振り返るとTTは「イカの吸盤には鉤爪がありますからね。傷となって残ったのでしょう」と返すとリヴァイアサン・メルビレイの吸盤の痕が拡大図が映し出された後、タコとイカの足が映し出されTTは続けて「タコの吸盤は吸い付きますが、イカは鉤爪を引っかけて吸い付きます」と説明し、Mr.モーストは「タコと戦っていたら傷はつかなかったのかな？」と疑問に思ったところ、TTが「では、実験してみましょう！」と言い放ちその影響でMr.モーストが締め上げられた。 |
| 17話       | カリコテリウムの生態                                             | カリコテリウム                            | カリコテリウムの前足と鉤爪は元々食べ物を取るために発達しており、植物を手繰り寄せるために使われていたとされている。本来は食事の時の鉤爪なのだが、強力な武器となっていた。その後、Mr.モーストはお箸をウルヴァリンの爪さながらに構えながら「ただ、良い子のみんなはお箸やスプーンで遊んじゃ駄目だぞー！」と視聴者に補足し、締めの場面でもそのまま決め台詞を言っていた。 |
| 18話       | プロコプトドンが人類と出会った可能性                             | プロコプトドン                            | 絶滅動物であるプロコプトドンだが実は人類と出会っていた可能性が高く、オーストラリアの洞窟には巨大カンガルーの壁画が残っているという。プロコプトドンと人間の壁画が映し出され、Mr.モーストは「あんなでかいのに襲われたらかなわないぞ。もし出くわしたら車に乗って逃げるしかないな！」と言うとMr.モーストは愛車を走り出させるが、プロコプトドンにすぐに追いつかれ、TTは「普通のカンガルーでも時速70キロで走ります。もっと体の大きなプロコプトドンから逃げ切れますか？」と聞くとMr.モーストは「オーマイカーッ！」と言って終了した。 |
| 19話       | 空を飛ぶ種                                                       | オウギワシ（台詞のみ）                    | 画面が4分割され、左上には鳥類というテロップとミミヒダハゲワシの挿絵が表示され、右上には哺乳類というテロップとフィリピンオオコウモリの挿絵が表示され、左下には昆虫というテロップとオニヤンマが挿絵で再登場し、右下には翼竜というテロップとプテラノドンの挿絵が表示され（いずれも『空中最強王図鑑』の挿絵）、空を自由に飛ぶ種はこの4グループに分けられ、今回初参戦のオウギワシは鳥類で、鳥類のテロップとミミヒダハゲワシの挿絵の周りがピンク色で囲まれると、この中で一番昔から存在しているのは昆虫で、昆虫のテロップとオニヤンマの挿絵の周りが同様にピンクで囲まれ、今から3億年前にはすでに空を飛んでいたという。Mr.モーストは「なるほど。しかし空を飛ぶっていうのはさぞかし気持ちがいいんだろうな」と言うとTTはすぐに真に受け、「では、私の特製ロケットで飛んでみましょうか」と言うとロケットが発射されMr.モーストはそのロケットに乗せられているようで、Mr.モーストは「えっ！？ノォォォーッ！」と叫んでそのまま終了した。 |
| 20話       | オオカレエダカマキリの擬態能力について                           | オオカレエダカマキリ                      | オオカレエダカマキリについてMr.モーストは「名前の通り細い体は枯れ枝そっくりだよな〜」と言うとTTは「足にはヒレのようなものがついていてこの部分は葉っぱにそっくりです」と言うとMr.モーストは「ハーッハッハ！どれだけうまく隠れようと私の目はごまかせないぞ〜。」と自信満々に言うとMr.モーストの後ろに戦闘サイズのオオカレエダカマキリが現れ、TTは「Mr.モースト、あなたが話しかけているのは木の枝です」と言うが、Mr.モーストは気付かずに「さあ、かかってきなさい！」と言うとそのまま終了した（このため、決め台詞を言えたのはTTだけでMr.モーストは「わ〜！！」とようやく気付いたようで、オオカレエダカマキリから逃げている表情を見せた）。 |

### スペシャル上映『最強王図鑑〜The Ultimate Battles〜 スペシャル上映 魂の叫び！』
2024年8月23日に全国イオンシネマ系列にて公開された劇場総集編。基本的な内容はこれまでのアニメのベストバウトを振り返る内容で、Mr.モースト役の川原慶久と、主題歌に参加するサンシャイン池崎が声優として出演。新規バトルは見られないが、その他BGM・実況などはすべて差し替えとなる。またイオンシネマ港北・座間の2か所において、公開記念イベントとしてMr.モーストの写真撮影会が実施。港北においては上映前にファンと宣伝プロデューサーの伊藤が交流しており、TVシリーズに先駆けて新生物の登場についても伏せながらではあったが少しばかり明かしている。
なお、『最強王図鑑 〜The Ultimate Battles〜』は『異種最強王図鑑』が原作として表記されるが、現時点でスマトラオオヒラタクワガタ、ステゴサウルス、クズリが原作から未だ登場しておらず、原作改変問題でアンチの急増が危惧されていた。しかし伊藤の言及により2期以降の登場が待たれることは確定となった。他にも映画公開記念で配布されたカードにおいてはメガロドン、モササウルスもアニメのフォーマットでデザインされている。

### スタッフ (テレビアニメ)
|                      | 第1期                               | 第2期                                          |
| -------------------- | ----------------------------------- | ---------------------------------------------- |
| 原作                 | Gakken「異種最強王図鑑」            | Gakken「異種最強王図鑑」                       |
| 総監修               | Gakken「最強王図鑑」編集部 目黒哲也 | Gakken「最強王図鑑」編集部 目黒哲也            |
| 総監督               | 湯山邦彦                            | 湯山邦彦                                       |
| 監督                 | 岸本真太郎                          | 佐藤マコト                                     |
| シリーズ構成         | 佐藤慎司                            | 佐藤慎司                                       |
| キャラクターデザイン | 今井トゥーンズ                      | 今井トゥーンズ                                 |
| 音響監督             | 小泉紀介                            | 小泉紀介                                       |
| 音楽                 | 篠崎あやと 橘亮祐                   | 高梨康治 Johannes Nilsson Team-MAX             |
| アニメーション制作   | OLM Digital                         | OLM Digital                                    |
| 生物デザイン原案     | N/A                                 | なんばきび                                     |
| 原作協力             | 實吉達郎 なんばきび ライブ          | 實吉達郎 G.Masukawa 健部伸明 七海ルシア ライブ |

### 主題歌
なお、第1期はエンディングテーマが存在しない。
最強王伝説〜Be your sai-kyo-oh!〜 feat.サンシャイン池崎
寿司さんによる第1期テーマソング。作詞は桃戸ハル・篠崎あやと、作編曲は篠崎あやと。
映像には原作『異種最強王図鑑』と『動物最強王図鑑』と『恐竜タッグ最強王図鑑』のイラストが一部使用されている。
第10話までに初登場する18体の生物が3Dで登場し、ミイデラゴミムシも『異種最強王図鑑』のイラストのみだが登場している。
歌詞表記の文字は歌っている部分は振り仮名を除き大きく表示されるのが特徴。
勝利の歌〜最強無敵ナンバーワン〜
ROF-MAO（加賀美ハヤト・剣持刀也・不破湊・甲斐田晴）による第2期オープニングテーマ。作詞・作曲は綾小路翔、編曲は木内健。
ミニアルバム『MOMENTIUM』に収録されているナンバーで、2025年3月20日公開のファイナルトレーラーで先行解禁された。
映像は第1期の生物が30体全て登場するのが特徴で、応龍、ファイヤー・ドレイク、レインボー・サーペント、ヴリトラがシルエットで登場する他、Mr.モーストにTTやMr.モーストの新たな愛車（後ろのみ）も登場し、Mr.モーストは第1期以上に動いている。
他にも見えにくいが第1期第32話、第34話、第41話の映像が使用されている他、アフリカゾウの走り方が修正され、後に本編でも一部適用された。
ARE YOU READY? FIGHT!
加賀美ハヤトによる第2期エンディングテーマ。作詞はHayato Yamamoto、作曲はMEG（MEGMETAL）・ Hayato Yamamoto、編曲はMEG（MEGMETAL）。
映像は第1期の生物がオープニングテーマと異なり30体の内22体が登場するのが特徴で、夜の森林に雨が降ったり、夜の岩場といった普段は見れないバトルフィールドのシーンや、サビ部分では生物の目に炎が浮かび上がる演出があり、第1期では入らなかったデスストーカーとオオスズメバチとカバが追加されたり、第1期では緑色だったオオエンマハンミョウの炎の色が赤くなり、青かったティタノボアは赤く全体に燃えている。
登場順はスミロドン、キリン（2体ともバトルによって傷付いている状態）、サビ部分はライオン（黒獅子に覚醒した状態）、ユウティラヌス、トリケラトプス、デスストーカー、シロサイ、オオエンマハンミョウ、ケツァルコアトルス、パラケラテリウム、オオスズメバチ、カバ、ヘラクレスオオカブト、プルスサウルス、アンドリューサルクス、ホッキョクグマ、ティタノボア、アフリカゾウ、アンキロサウルス、アルゼンチノサウルス、ティラノサウルス、スピノサウルス（ラストのみ）。また、ジャケットには映像に登場していないインペリアルマンモス、シベリアトラ、メガロドン、ファイヤー・ドレイク、応龍が登場している。

なお、第2期のオープニングテーマとエンディングテーマは、2025年5月3日にノンクレジット版が公式Youtubeにより公開された。
| テレビ東京系列 日曜 7:15 - 7:30                                                         | テレビ東京系列 日曜 7:15 - 7:30                            | テレビ東京系列 日曜 7:15 - 7:30 |
| 前番組                                                                                  | 番組名                                                     | 次番組                          |
| --------------------------------------------------------------------------------------- | ---------------------------------------------------------- | ------------------------------- |
| 僕とロボコ（再放送） （2025年3月2日 - 3月23日） ※7:00 - 7:30 - ※30分形式の7話連続再放送 | 最強王図鑑 〜The Ultimate Tournament〜 （2025年4月6日 - ） | -                               |

### 最強王図鑑360°コロシアム
初出は大阪で行われた『真夏の大阪灼熱バトル!最強王図鑑フェスティバル』であり、その後2025年より全国のイオンモールにて不定期開催されている。エアーシアターを用いて360°XR空間でのバトルを楽しむことができ、東京都・渋谷区にあるスクランブル交差点を舞台にティラノサウルスとインペリアルマンモスが戦う特別試合を見ることができ、オープニングテーマは第1期のノンクレジット版で、入場シーンではティラノサウルスが自家用車を踏み砕き、インペリアルマンモスの入場シーンは画面の奥から歩いて入場した。「Look on」コーナーでは第1期第1話と第2話の映像が流用され、Mr.モーストの解説は無加工かつ新規収録ボイスになっている。結果はお互い正面からのぶつかり合ってから離れるとティラノサウルスがインペリアルマンモスマンモスの肩に噛みつくが、インペリアルマンモスが長い鼻で叩き引き剥がす。そして再び正面からぶつかった際にティラノサウルスがインペリアルマンモスの鼻に噛みついてすくい投げ自家用車に投げ飛ばし、新技である「ティラノバイトスープレックス！」で勝利した。本来次回予告になるシーンでは第1期風の次回予告のような見た目で対戦カードが2つ映し出されティタノボアVSトリケラトプスとライオンVSスピノサウルスの対戦カードが発表されて上映終了となり、上映時間は5分と1期の形式に近い状態で進行する。

### 最強王フェスティバル in 東京タワー
2025年7月19日から8月31日にかけ、東京タワーにて開催されている体感イベントである。DINO A LIVEとコラボしたティラノサウルスショーや、トリケラトプスの角、ティラノサウルスの歯の化石などに触れる化石コーナー、先述の360°コロシアムなどが楽しめる。

### スマホゲーム『最強王図鑑〜The Ultimate Battles〜 ゲーム』
2024年4月4日からサービスが開始されたスマホゲーム版。5VS5のチーム戦でバトルを楽しむ。
なお、以下の生物はアプリ版でのみ登場している。
- ヒョウ
- アラスカヒグマ
- イリエワニ
- アルゲンタヴィス
- アカカンガルー
- オオツノジカ
- イノシシ
- オオカミ
- バショウカジキ
- ギラファノコギリクワガタ
- クロドクシボグモ
- ケラトサウルス
- コモドオオトカゲ
- クロノサウルス
- ギガントピテクス
- コーカサスオオカブト
- キングコブラ
- シャチ
- サルコスクス
- クズリ
- シロナガスクジラ
- セイウチ
- フィリピンオオコウモリ
- デイノテリウム
- スマトラオオヒラタクワガタ
- プリオサウルス
- テリジノサウルス
- ミズダコ
- ヒクイドリ
- マッコウクジラ
- チーター

## 国際最強王図鑑の日
2023年より制定されたシリーズ周年記念日であり、毎年6月12日である。この日には何かしらの重大ニュースが解禁されることが多く、テレビアニメ化もそちらで発表された。